# Ste-Eulalie-Ste-Julie (Elne)
Die heutige Konkathedrale Sainte-Eulalie-et-Sainte-Julie (katalanisch Santa Eulàlia d’Elna) ist ein im 11. Jahrhundert errichteter und im 13. bis 15. Jahrhundert erweiterter Kirchenbau in der südfranzösischen Stadt Elne (Département Pyrénées-Orientales, Region Okzitanien), die etwa 12 Kilometer Luftlinie südöstlich des Stadtkerns von Perpignan und kaum sechs Kilometer vom östlich gelegenen Strand des Mittelmeers entfernt ist.
Sie ist eines der bedeutendsten sakralen Baudenkmale der Region und diente von 568 bis 1605 (nach anderen Quellen bis 1601 oder 1602) als Bischofssitz des Bistums Elne. Zumindest ab dessen Gründungsdatum gehörten zur Kathedrale zweifelsohne Konventsgebäude eines Klosters, in denen der Bischof mit seiner Domherrengemeinschaft, dem Domkapitel, lebte. Allerdings geben die Quellen über Umfang und Aussehen der Vorgänger der heutigen Gebäude keine Auskunft.

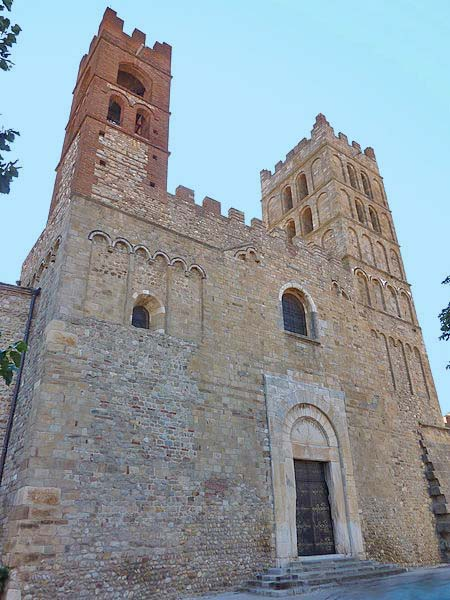
Ste-Eulalie-et-Ste-Julie d'Elne, Westwerk, Fassade

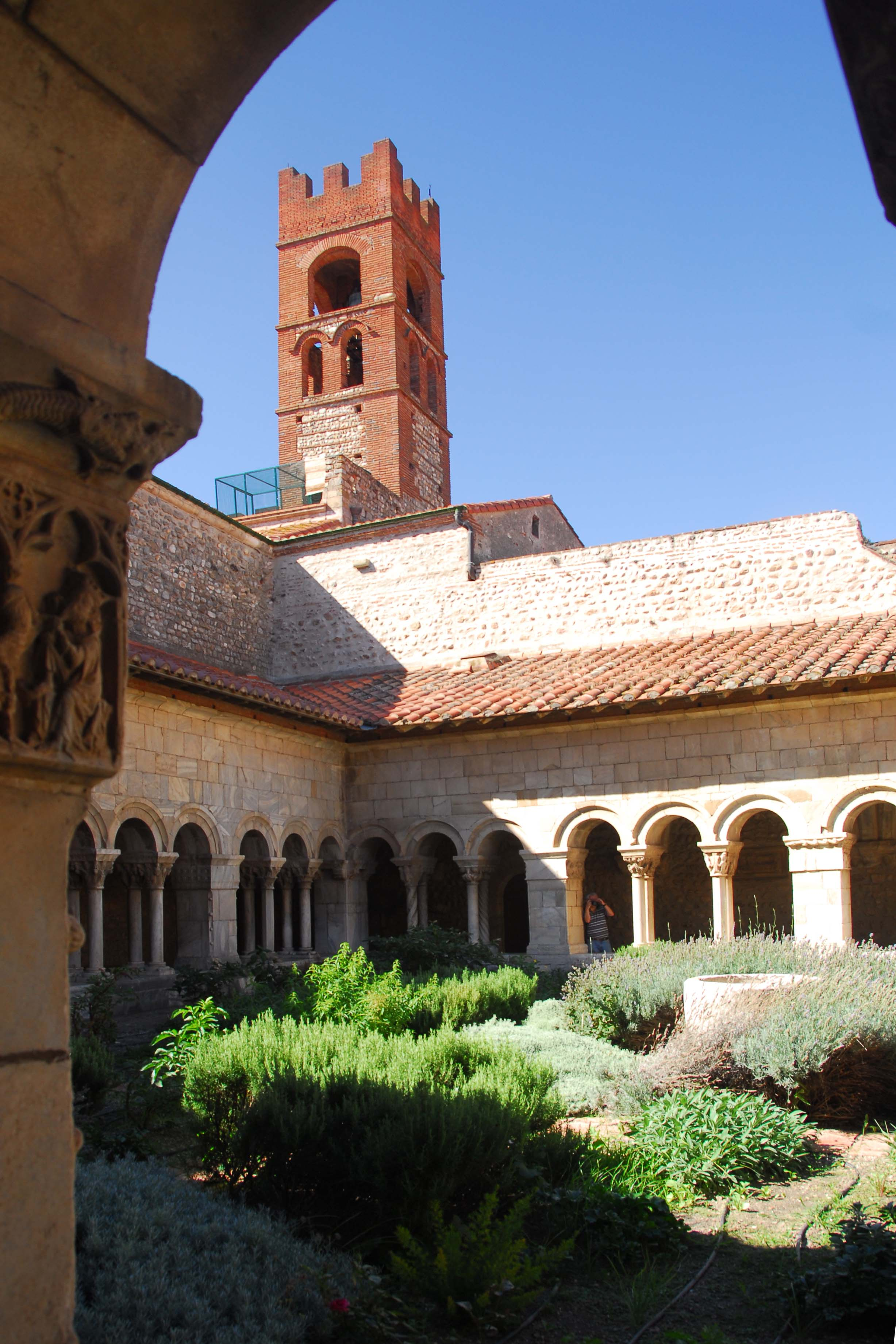
Kreuzganghof u. Nordturm von NO

## Geschichte

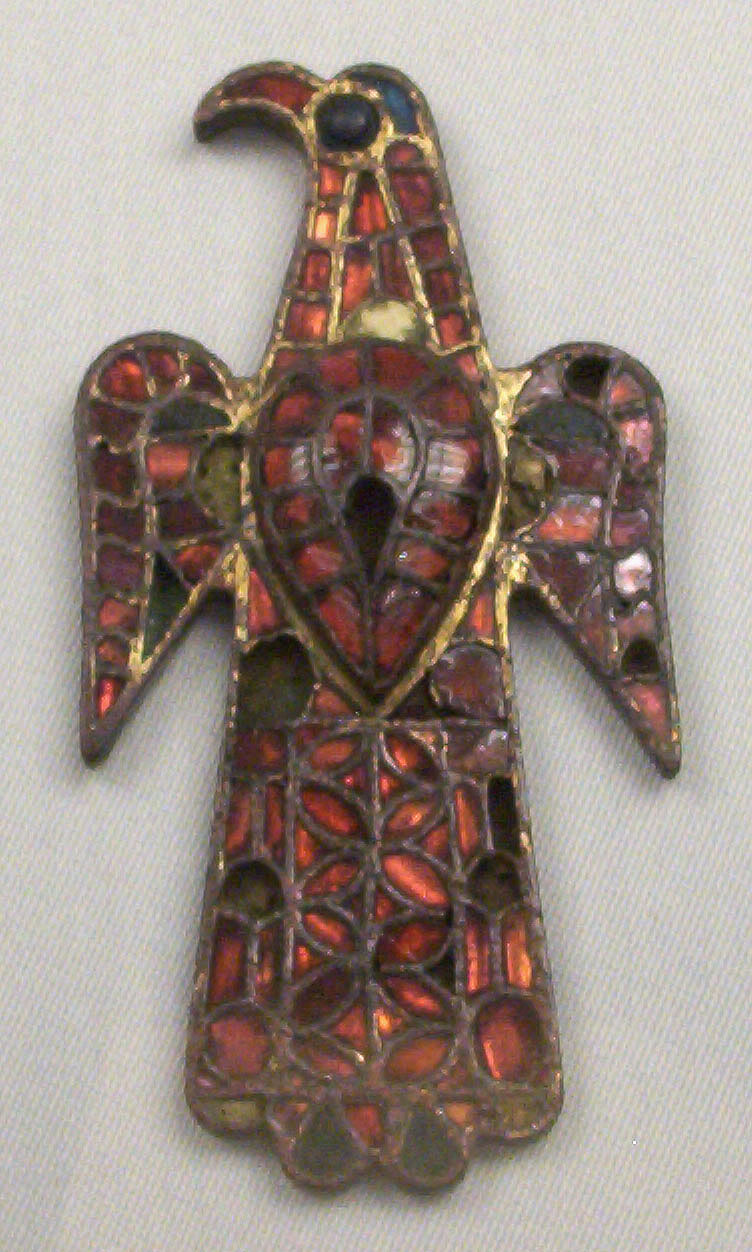
Gotische Adlerfibel

### Westgotische Wurzeln / Gründung Bischofssitz
Den Fortbestand städtischen Lebens, wenn auch nur in bescheidenem Umfang, nach dem Untergang des Römischen Reiches im 5. Jahrhundert, verdankte Elne der – wenn auch recht späten – Gründung eines Bischofssitzes, wodurch es zu einer bedeutenden Kirchenstadt wurde. Dies hat sich aus dem wechselvollen Schicksal des Königreichs ergeben, das die Westgoten in Südfrankreich und Hispanien errichtet hatten. Nach dem für die Franken siegreichen Ausgang der Schlacht von Vouillé im Jahr 507 wurde dieses Reich geteilt und umfasste auf der nördlichen Seite der Pyrenäen nur noch Septimanien. Zum zumindest teilweisen Ausgleich dieser Situation hat man im Jahr 568 die befestigten Siedlungen (castra) Carcassonne und Elne in den Rang von Städten erhoben und jeweils einen Bischofssitz zuerteilt.
Aus der westgotischen Zeit (6.–7. Jh.) stammen die drei Sarkophage, die in der Ostgalerie aufgestellt sind (siehe Konventsräume und Kreuzgang, unter Kreuzgang).

### Vorgängerbauwerke
Laut einer Quellenangabe wird allgemein angenommen, dass eine wisigotische (präromanische) Kathedrale, und damit auch das erste bischöfliche Kloster, im 6. Jahrhundert (um 571) in der Unterstadt von Elne errichtet worden ist und dann etwa 300 Jahre Bestand hatte. Über dessen Größe und Aussehen ist nichts bekannt. Möglicherweise war sie schon einer derselben Patroninnen gewidmet, wie die heutige Kirche. Ab dem Jahr 861 wurden neue vorromanische Kloster- und Kirchengebäude an der höchsten Stelle der Oberstadt errichtet, die Vorgängerbauten der heutigen Bauwerke. Auch von deren Ausmaß und Aussehen geben die Quellen keine Auskünfte. Sie hatten um etwa 200 Jahre Bestand. Bei der Widmung ist es etwa so wie bei der Vorgängerkirche.

### Investiturstreit und Augustinerkloster

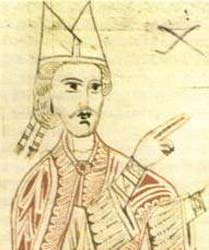
Gregor VII., 11. Jh.

Seit Beginn des 10. Jahrhunderts hatten nahezu ausschließlich Mitglieder des örtlichen Hochadels den Bischofssitz inne. „Bis zum Jahre 1064 bestiegen nur Bischöfe mit den Vornamen Oliba, Berengar oder Suniaire den Bischofsthron von Elne; sie stammten wahrscheinlich alle aus den Grafengeschlechtern von Roussillon, Cerdagne und Barcelona.“

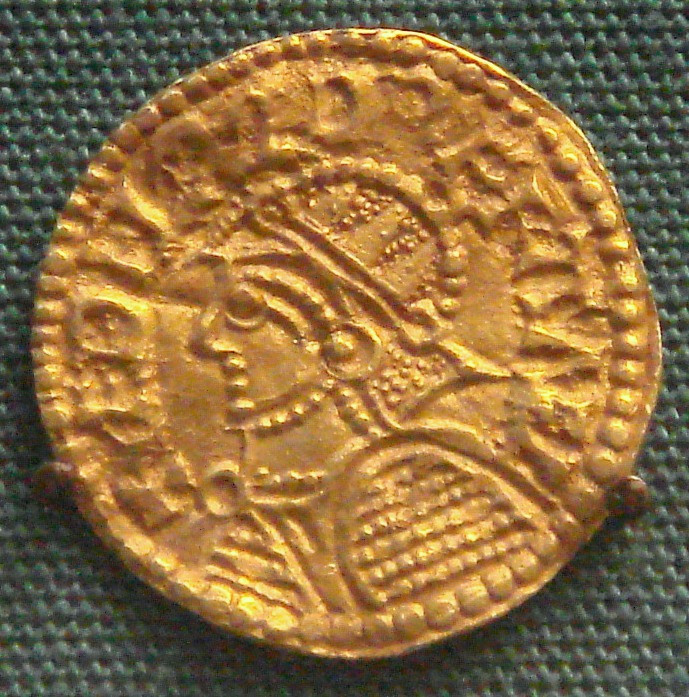
Ein Mancus von König Æthelred II, 1003–1006

Die gregorianischen Reformen des 11. und 12. Jahrhunderts hatten sich zur Aufgabe gemacht, die Kirche von dieser Laieninvestitur zu befreien und gleichzeitig die kirchlichen Gepflogenheiten wieder auf das Ideal des christlichen Evangeliums zurückzuführen. Das Unterfangen stieß aber auf großen Widerstand in der Aristokratie, hier stand an ihrer Spitze die Familie des Vizegrafen von Castelnou. Um das Kirchenpatrimonium wiederherzustellen, musste sich der Bischof von Elne Hilfe suchend an den Erzbischof von Narbonne und die Grafen wenden, die erfreut waren, der Herrschaft des Vizegrafen Widerstand leisten zu können. Der vorgenannte Erzbischof, die Bischöfe von Gerona und Carcassonne, ebenso Raimund, der Graf von Cerdagne, trafen sich 1058 in Elne, um die „Wiederherstellung des Sitzes von Sainte-Eulalie“ zu feiern, was so zu verstehen ist, dass das Kirchenpatrimonium, das von „den Zerstörern der Kirche“ geschmälert worden war, wieder erneuert wurde. Zu dieser Zeit lebte auch das Kapitel wieder auf, das nunmehr 24 Domherren umfasste, dessen Satzung aber zunächst nicht geändert wurde. Erst zu Beginn des 12. Jahrhunderts unterwarf es sich einem strengen Gemeinschaftsleben und übernahm die Regeln des heiligen Augustinus. Diese Umstände hatten ebenso Konsequenzen bei der Entwicklung der Bauwerke des Bischofssitzes.

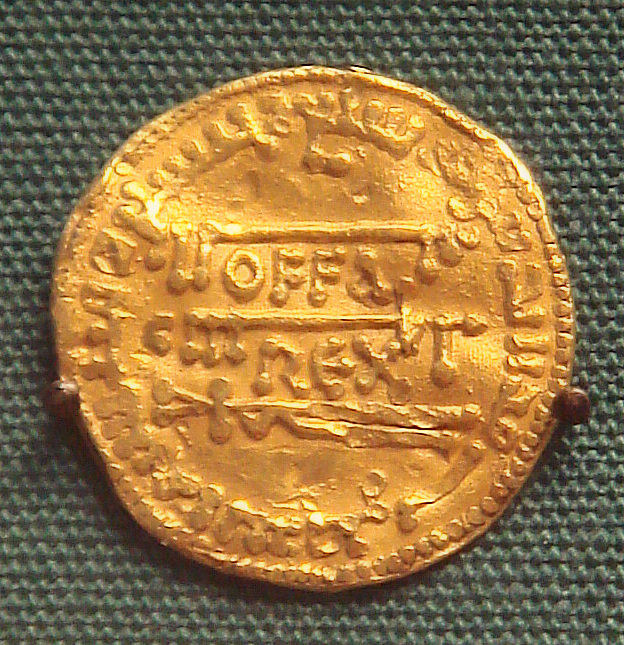
Ein Mancus, oder Gold Dinar des engl. Königs (757–796)

### Errichtung der heutigen Bauwerke
Bereits 1042 war die Schenkung einer Einzelperson in Höhe von 10 „mancusi“ (arabische Dinare) für die Kirche Sainte-Eulalie zu verzeichnen (der mancus ist eine Goldmünze mit einem geringen Edelmetallgehalt, 30 mancusi entsprachen damals dem Gegenwert eines Pferdes). Am 25. September 1057 machte die Gräfin Ermessinde von Barcelona ihr Testament. Sie war eine große Dame, deren Regierungsstil nicht jedermann zusagte, deren starke Persönlichkeit aber das politische Leben Kataloniens seit einem halben Jahrhundert geprägt hatte. Sie vermachte dem Bischofssitz Roussillon 150 mancusi, die für die Kirche Sainte-Eulalie bestimmt waren (ad ipsa opera). Für die Domherren fügte sie weitere 50 mancusi hinzu, und auch Bischof Artal I. (1064–1071) erhielt diesen Betrag.
In der ersten Hälfte des 11. Jahrhunderts begann man offensichtlich mit der Erneuerung der Kathedrale und der Konventsgebäude in romanischem Baustil und sicherlich größer als und anstelle der gerade mal etwa 200 Jahre alten vorromanischen Vorgängerbauten. Die Errichtung der Chorapsis wird auf das Jahr 1040 datiert. Wie bei zahlreichen anderen aufeinander folgenden kirchlichen Bauwerken hat man den Abbruch der älteren Bauten und die Erstellung der Neubauten in solchen Abschnitten vollzogen, dass stets Räumlichkeiten zur Feier von Messen und zur Verehrung von Reliquien zur Verfügung standen. Ähnliches galt auch für die Räumlichkeiten des bischöflichen Konvents.

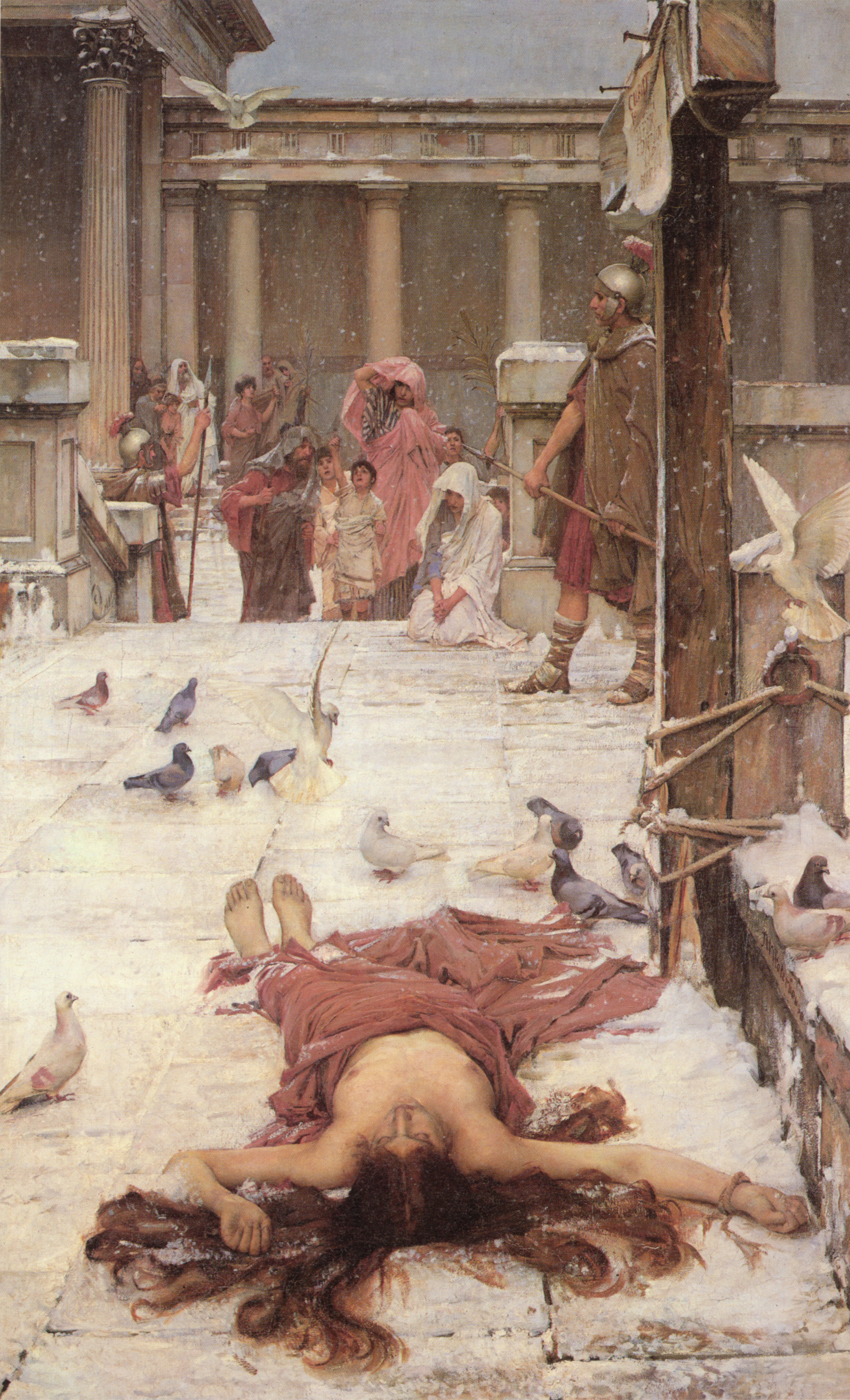
Das Martyrium der Sainte-Eulalia. Gemälde von John William Waterhouse 1885

Der damalige Neubau entsprach weitgehend den heute erhaltenen Bauten, bei denen man sich die späteren Um- und Anbauten aus dem 12. bis. 15. Jahrhundert wegdenken muss, so etwa die Skulptur des Kreuzgangs, dessen Einwölbungen, die Anbauten der Kapellen auf der Südseite des Langhauses und die Nachrüstung einiger Kreuzrippengewölbe der Kirche.
Heute bis auf kleine Reste nicht mehr erhalten ist das ursprünglich vorhandene Obergeschoss des Kreuzgangs und die ihn umschließenden Ost- und Westflügel der Konventsräume.
Schließlich wurde 1069 der Hauptaltar errichtet, wie eine schön gemeißelte Inschrift auf zwei Marmortafeln berichtet. Aus dem ersten Teil des Textes ist zu entnehmen, „dass im selben Jahr Bischof Raimund befahl, der Graf von Roussillon Gauzfred und seine Gemahlin Azalaïs, sowie die Einwohner des ganzen Gebietes jeglichen Standes, die Mächtigen und die Schwachen, die Reichen und die Armen, den Altar zu erbauen zu Ehren unseres Herrn Jesus Christus und der Jungfrau und Märtyrerin Eulalie, der Schutzpatronin der Diözese, für Gott und das Wohl ihrer Seelen“. Im zweiten Teil des Textes wird darum gebeten, „dass die Männer und Frauen, die durch ihr Almosen zur Errichtung des Altars beitragen, für würdig befunden werden, ihren Platz unter den Erwählten einzunehmen, wie auch ihre Eltern.“ Dieser ausführliche Text bezieht sich auf eine sehr feierliche Zeremonie, zu der zahlreiche Menschen zusammengekommen waren.
Aus diesem Dokument geht unter anderem hervor, dass damals nur von einer Schutzpatronin die Rede war, der Märtyrerin Eulalia (Spanien). Wann die heute stets genannte zweite Schutzpatronin, die Märtyrerin Julia von Korsika, hinzugekommen ist, darüber geben die bekannten Quellen keine Auskunft.

Die Kreuzigung der Heiligen Julia. Triptychon von Hieronymus Bosch

Schließlich wurden die romanischen Neubauten in der zweiten Hälfte des 11. Jahrhunderts weitgehend gebrauchsfertig vollendet (Art und Umfang siehe Abschnitt Bauwerke). Von den ursprünglich geplanten beiden Türmen über der Fassade reichte gegen Ende des 11. Jahrhunderts nur der südliche etwas weiter über die Höhe des massiven Westwerks hinauf und endete unter den später aufgestockten beiden allseits offenen Glockengeschossen. Der geplante nördliche Glockenturm wurde nie gebaut. An seiner Stelle wurde später ein deutlich schlankerer Backsteinturm errichtet, der an die architektonische Qualität des südlichen nicht heranreicht. Der Südturm erhielt seine beiden letzten Geschosse, immer noch in romanischem Stil, ebenfalls später, was an ihrem fortschrittlicheren Steinschnitt zu erkennen ist.
Bischof Artal III. und sein Domkapitel gaben den Einwohnern von Elne auch „die Erlaubnis, die Stadt zu befestigen und sich mit Waffengewalt gegen Unrecht und Beschimpfungen zur Wehr zu setzen, deren Opfer sie würden.“ Dieses Dokument ist auf den 6. Februar 1156 datiert.

### Jakobspilgerfahrt

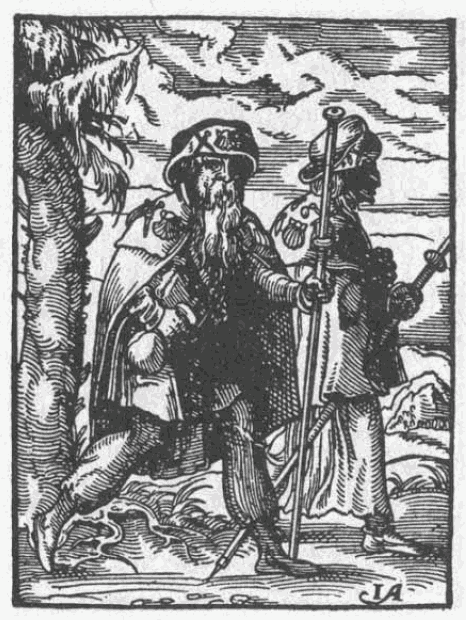
Jakobspilger, Holzschnitt von 1568

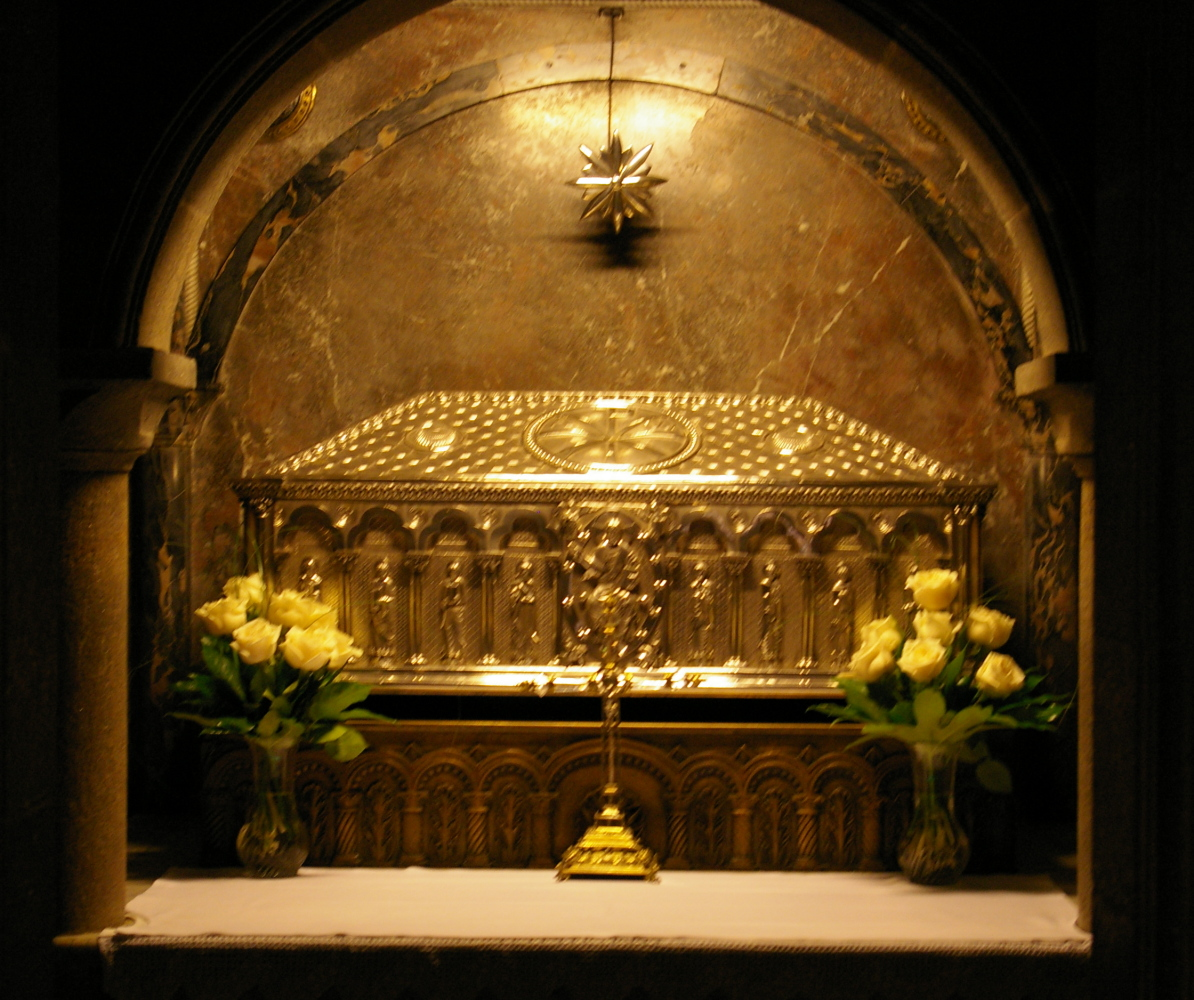
Jakobsgrab, Santiago de Compostela

Gegen Ende des 11. Jahrhunderts setzten die Pilgerfahrten nach Santiago de Compostela in Nordspanien ein. Ihre große Blütezeit war die erste Hälfte des 12. Jahrhunderts, in der die Pilger jährlich zu Hunderttausenden nach Süden zogen. So formierte sich der Jakobsweg in Frankreich, aus vier Hauptrouten, begleitet von einem Netz zahlreicher Nebenrouten. An diesen Wegen entstanden zahlreiche neue Kirchen, Klöster, Hospize, Herbergen und Friedhöfe, und vorhandene Einrichtungen wurden den neuen Anforderungen entsprechend erweitert. (S. 25) Man brauchte für eine Pilgerkirche vor allem große Bewegungsflächen für die zahlreichen Pilger, wie Chorumgänge und Seitenschiffe, Emporen, sowie möglichst viele Kapellen, zur Präsentation von Reliquien und deren Verehrung.
Elne lag, wie zahlreiche andere sehr bedeutende Klöster, an einem stark frequentierten Nebenweg der vielen Pilgerstraßen des Jakobswegs, die sich in Frankreich nördlich der Pyrenäen konzentrierten und zu den wenigen Überwegen nach Nordspanien führten. Dieser war der „Chemin du Piemont“, der von Salses über Perpignan am nördlichen Fuß der Pyrenäen, meist in Talgründen, wie etwa dem des Têt, bis an das nördliche Ende des Bergmassivs reichte.
Jedenfalls war der Neubau der Kathedrale von Elne und ihrer Konventsgebäude mit dem Einsatz dieser bedeutenden Pilgebewegungen im Wesentlichen fertiggestellt und konnte an der großzügigen Spendenbereitschaft der Pilger teilhaben. So standen den Chorherren schon bald ausreichende Mittel zur Verfügung, um sich die Einwölbung der Kreuzgänge und die Skulptur der Kreuzgangarkaden, unter Einsatz der damals bekannten besten Bildhauer, leisten zu können, und das über etliche Generationen. Diese Arbeiten erstreckten sich vom 12. Jahrhundert bis in die 1. Hälfte des 14. Jahrhunderts. Nach der zunächst mit einer einfachen Holzbalkendecke überdeckten Südgalerie folgten nacheinander die Galerien im Westen, Norden und Osten, aber mit „modernen“ Kreuzrippengewölben. Offensichtlich reichten die Mittel dann noch zum Austausch der Balkendecke der Südgalerie gegen ein gotisches Gewölbe.

### Abstieg

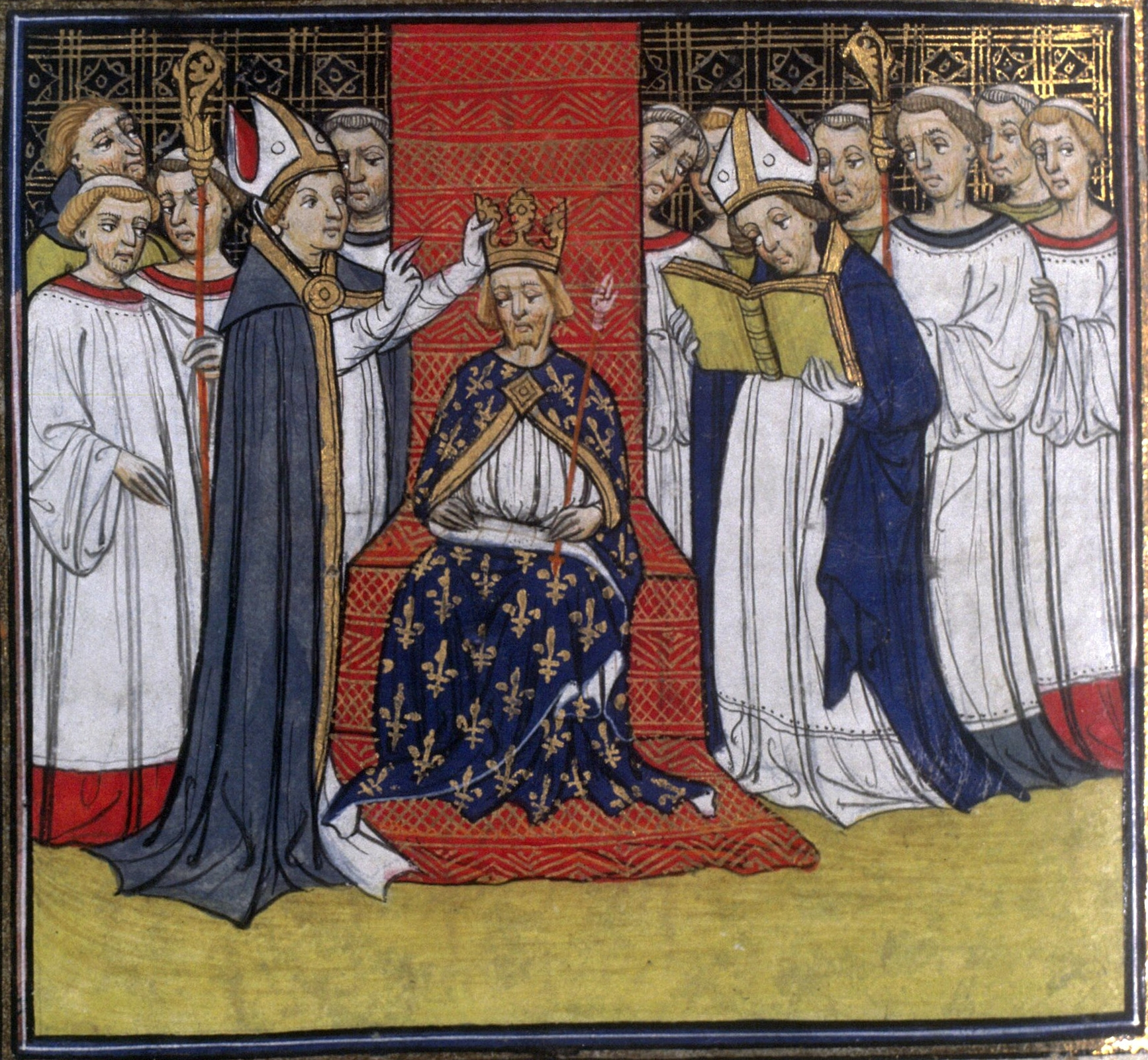
Krönung Philipps III. von Frankreich (Grandes Chroniques de France, 14. Jahrhundert)

Als der Streit um Aquitanien zwischen England und Frankreich nach Mitte des 12. Jahrhunderts anhob, gingen die Pilgerbewegungen zurück, und die Kriege des 13. und 14. Jahrhunderts brachten einen dramatischen Einbruch. (S. 25) Damit versiegten diese Geldquellen fast gänzlich. Das bischöfliche Kloster musste sich wieder auf die Einnahmen aus den Wallfahrten der Region beschränken.
Im Jahr 1285 wurde die Stadt Elne unter der Herrschaft der Grafen von Barcelona geplündert, die Kathedrale in Brand gesetzt und die Menschen von den französischen Truppen Philipp des Kühnen massakriert. Die durch den Brand entstandenen Schäden scheinen begrenzt gewesen zu sein, da die Quellen darüber keine Erwähnung enthalten.
Ende des 13. Jahrhunderts wurde im sechsten Joch, gleich neben der südlichen Apsidiole, die erste gotische Kapelle an das südliche Seitenschiff mit einem Kreuzrippengewölbe angebaut. Diese Kapelle ist auf Veranlassung des Bischofs Raimon de Costa (1289–1310) entstanden, er hat dort seine Grabstätte. Der andere Grabstein dieser Kapelle ist der seines Bruders Petrus Costa. Er war Archidiakon von Jàtiva (heute Xàtiva) in der Diözese von Valencia, Domherr der erzbischöflichen Kirche von Narbonne, Präkantor der Kathedrale von Elne und starb am 13. August 1320.

### Versuch einer gotischen Erweiterung
Zu Beginn des 14. Jahrhunderts beschlossen die Bischöfe von Elne, die Kathedrale zu vergrößern und den romanischen Staffelchor durch einen gotischen Chor mit Umgang zu ersetzen. Dies lässt darauf schließen, dass die ehemaligen Einnahmen aus der Zeit der Jakobspilgerfahrten noch nicht aufgebraucht waren. Dieser sollte im Grundriss aus sieben polygonalen Kapellen bestehen, deren Trennwände und ihre Verlängerungen kräftige Strebepfeiler zur Aufnahme der Schubkräfte des Umgangsgewölbes über äußere Strebebögen gebildet hätten. Diese Planung, wahrscheinlich unter Bischof Ramon V. (1311–1312), konnte zwar begonnen, aber nicht vollendet werden.

### Bischofssitz zieht nach Perpignan

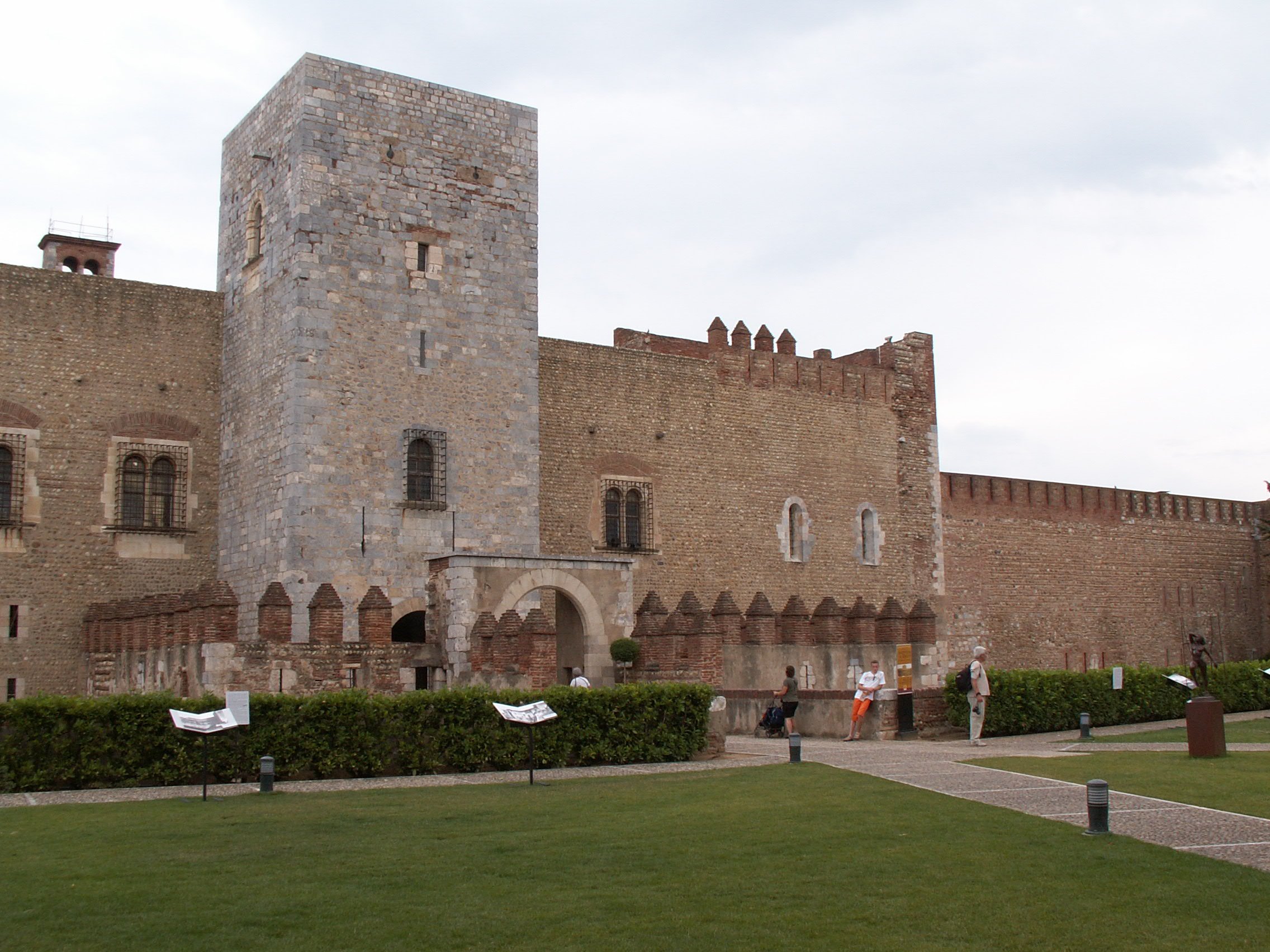
Perpignan, königlicher Palast

Die Prälaten zog es nach und nach in das nahe Perpignan, das dank der Anwesenheit des Königshofs von Mallorca und des Aufschwungs von Handel und Gewerbe zu einer wirtschaftlich und politisch bedeutenden Stadt geworden war. Auch begann sich hier ein Kunstzentrum zu entwickeln. Verglichen mit diesen vielfältigen Aktivitäten bot Elne das Bild eines unbedeutenden kleinen Marktfleckens. Schon zur Zeit des Bischofs Berenger von Argilaguers (1317–1320) spielte man mit dem Gedanken, die Kollegiatkirche Saint-Jean-Baptiste von Perpignan völlig neu und nach imposantem Plan wieder aufzubauen, auch im Hinblick auf die Absicht, den Bischofssitz eines Tages ganz dorthin zu verlegen. Dies bedeutete das endgültige Aus für den in Elne geplanten gotischen Chor.
Über dessen unterirdischen Grundmauern ragen heute die unteren Wandabschnitte der Kapellen mit ihren Strebepfeilern kaum über fünf Metern Höhe auf. Selbst dieses magere Ergebnis machte zwei Bauabschnitte notwendig. Die Verwendung zweier verschiedene Baumaterialien, Sandstein für den unteren und Kalkstein für den oberen Abschnitt, zeugt von den beiden Phasen im 14. und zu Beginn des 15. Jahrhunderts. Die kaum aus dem Gelände herausragenden Mauern dieser Kapellen erinnern an das große Vorhaben, umschließen einen leer gebliebenen Raum und erstaunen den nichts ahnenden Besucher, der hier zu Unrecht ein Werk der Zerstörung vermutet. Wenigstens hat das fehlgeschlagene gotische Projekt das schöne romanische Chorhaupt erhalten.
Das hohe Gewicht des südlichen Glockenturms hatte zu erheblichen Schäden im Mauerwerk geführt. 1415 wurde der junge Baumeister Guillermo Sagrera von Mallorca, Architekt der Loge de mer in Palma und des Castel Nuovo in Neapel, mit der Restaurierung des Turms beauftragt. Bei den Sicherungsarbeiten benutzte er Zuganker aus Holz und verstärkte die südwestliche untere Turmecke mit mächtigen auswärts steil abgeschrägten Mauerstützen aus Hausteinquadern.
Die beiden gotischen Kapellen, die im 5. und 4. Joch an das südliche Seitenschiff angebaut sind, stammen aus der Mitte des 14. Jahrhunderts, wurden aber zeitversetzt errichtet. Eine der beiden wurde von Gilles Batille erbaut, einem Pfründenbesitzer der Kathedrale, der 1341 starb.
Der Verbindungsraum zum Südportal und die letzten beiden Kapellen in den Jochen 3 bis 1 stammen aus dem 15. Jahrhundert und wurden 1441 und 1448 erstmals erwähnt.

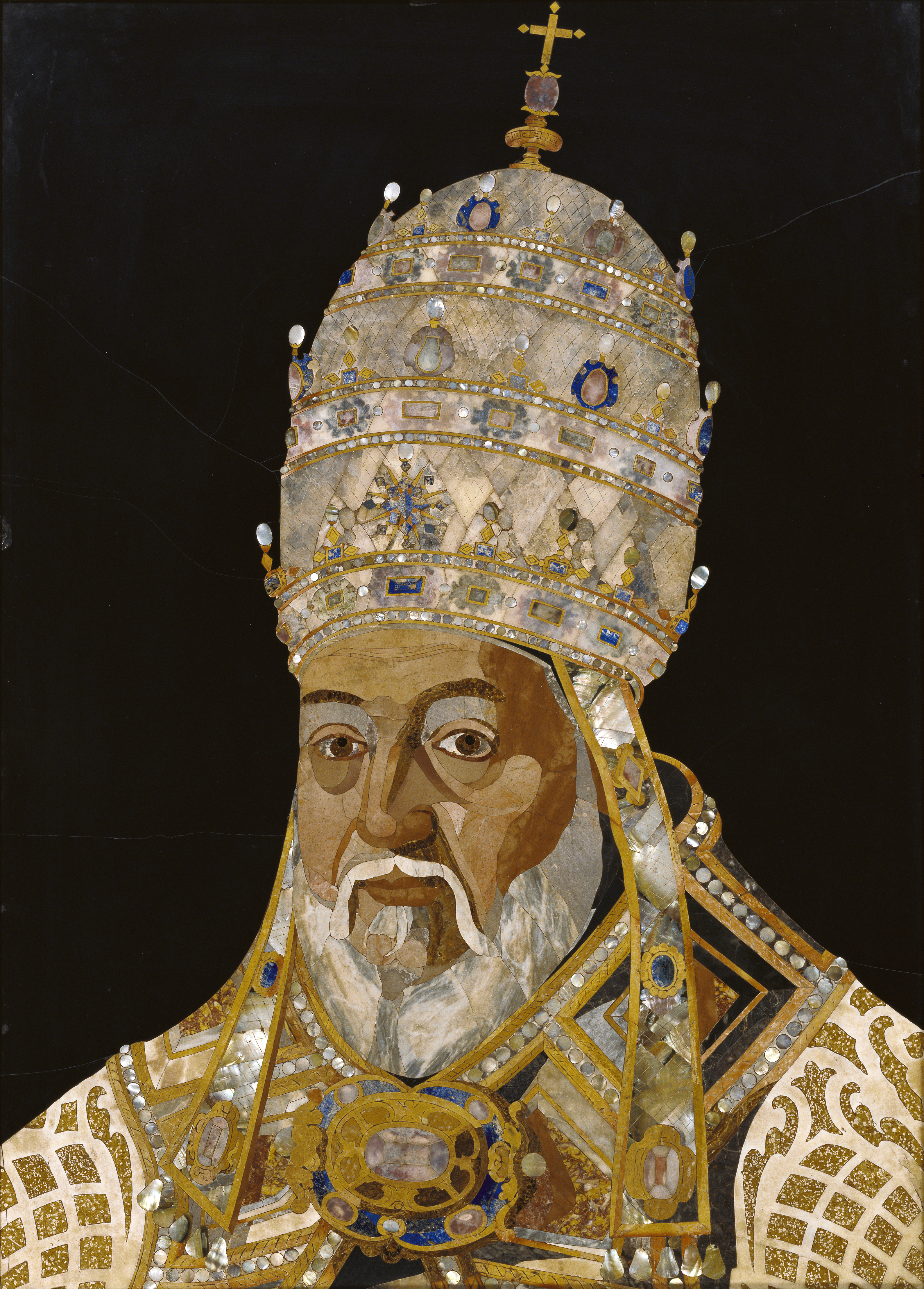
Clemens VIII. - Mosaik um 1600

Durch Papst Clemens VIII. wurde das Bistum im Jahre 1601 unter dem Bischof Onofre Reart (1599–1608) umfirmiert zum Bistum Perpignan-Elne und dem Metropolitanbistum Narbonne unterstellt. Gleichzeitig wurden die Reliquien der beiden Schutzpatroninnen nach Perpignan verlegt. Die bis dahin als Bischofssitz geltende Kathedrale wurde damit zur Pfarrkirche von Elne. Mit der Auflösung des Bischofssitzes scheint jedoch das Kloster nicht aufgegeben worden zu sein, da einige spätere Veranlassungen der Domherren bekannt sind, wie etwa die Installation eines barocken Baldachins über dem Altar in der Chorapsis im Jahr 1721.
Es gibt in diesem Zusammenhang Vermutungen, dass man vor der Errichtung des neuen Baldachins eine ehemalige Krypta unter der Chorapsis zugeschüttet und den ehemals höher liegenden Boden der Apsis auf das heutige Niveau abgesenkt hat.
Diese Vermutungen beruhen darauf, dass sich heute im Scheitel der Apsis ganz unten eine kleine Apsidiole befindet, die von zwei kleinen rundbogigen Fenstern unterhalb der großen Fenster der Chorapsis flankiert wird, die für die Belichtung der Krypta gesorgt haben sollen.
Sowohl die Religionskriege (1562–1598) als auch die Französische Revolution (1798) haben offensichtlich keine wesentlichen Schäden an den Bauwerken hinterlassen.

### Neuzeit – Zerstörung des Kreuzgangobergeschosses
Der ehemals zweigeschossige Kreuzgang mit den ihn im Osten und Westen umschließenden Flügeln der Konventsräume war zur Zeit der Revolution noch erhalten. Das Obergeschoss dieser Gebäude musste sich aber in einem sehr maroden Zustand befunden haben, so dass es dann 1827 abgebrochen wurde. Vermutlich hat man daraufhin das Erdgeschoss des Kreuzgangs und den Ost- und Westflügel der Konventsgebäude mit neuen Pultdächern überdeckt. Von dem ehemaligen Obergeschoss des Kreuzgangs geben etliche Kragkonsolen auf der hohen Wand des nördlichen Seitenschiffs und auf den im Westen und Osten noch teilweise aufragenden Außenwänden des Kreuzgangs ein Zeugnis, auf denen ursprünglich die Firstpfetten des Obergeschosses aufgelegen haben. Vom Obergeschoss der Konventsflügel sind noch zwei kurze Abschnitte erhalten, und zwar die unmittelbar an das Langhaus anschließenden.
Es wird allgemein angenommen, dass aus diesem Abbruch die reich skulptierten Marmorstücke stammen, die der Antiquitätenhändler Gouvert, der sich einen Namen als „Kreuzganghändler“ gemacht hatte, in Elne aufkaufte. So erstand er auch zwölf Kapitelle zusammen mit zwölf Säulenschäften und fünf Deckplatten. Nachdem sie mehrmals den Besitzer gewechselt hatten, wurden diese Stücke im Schloss von Villevêque (Maine-et-Loire) paarweise aufgereiht und können dort besichtigt werden. Die zylindrischen, polygonalen oder gedrehten Säulen sowie die Kapitelle sind verständlicherweise weniger hoch als die der unteren Kreuzganggalerien.
Die zwölf Säulen mit Kapitellen sind nur ein geringer Teil derjenigen, die einst im Obergeschoss des Kreuzgangs standen, und zwar waren es dort auch 64 Stück, oder 32 Paare, ohne die 12 quadratischen Pfeiler, wenn man davon ausgeht, dass der obere Kreuzgang die gleiche Anzahl an Pfeilern und Säulen besaß wie im Erdgeschoss.
Im 19. Jahrhundert müssen auch die drei Fenster der Chorapsis vergrößert worden sein. Um die vermutete Krypta, die vor Aufstellung des Baldachins verfüllt worden sein soll, zu verifizieren, beschloss man zu Beginn der 1970er Jahre, den Boden der Apsis um die Fundamente des Baldachins herum bis auf das romanische Niveau freizulegen. Eine Krypta konnte aber dabei nicht gefunden werden. Selbst wenn eine solche geplant war, wurde sie jedenfalls nie fertiggestellt, denn noch vor ihrem Bau wurde sie durch die Weiterentwicklung der Liturgie überflüssig. Man sah dementsprechend davon ab, sie einzuwölben und den zunächst geplanten überhöhten Chorboden zu bauen.
Um den Beschlüssen des zweiten Vatikanischen Konzils (11. Oktober 1962 bis 8. Dezember 1965) und der Reform der Liturgie gerecht zu werden, beschloss man den Altar und den Baldachin voneinander zu trennen. Der Altar wurde ein Stück vor dem Baldachin aufgestellt. Man verwendete wieder die alte Altarplatte aus dem 11. Jahrhundert, die wie ehedem auf den umgedrehten antiken Grabstein aufgelegt wurde. Die beiden mit Inschriftgravuren versehenen Marmorplatten benutzte man, um die frei gewordene Stelle im Barockensemble wieder zu schließen.

## Bauwerke
Abmessungen / Grundriss

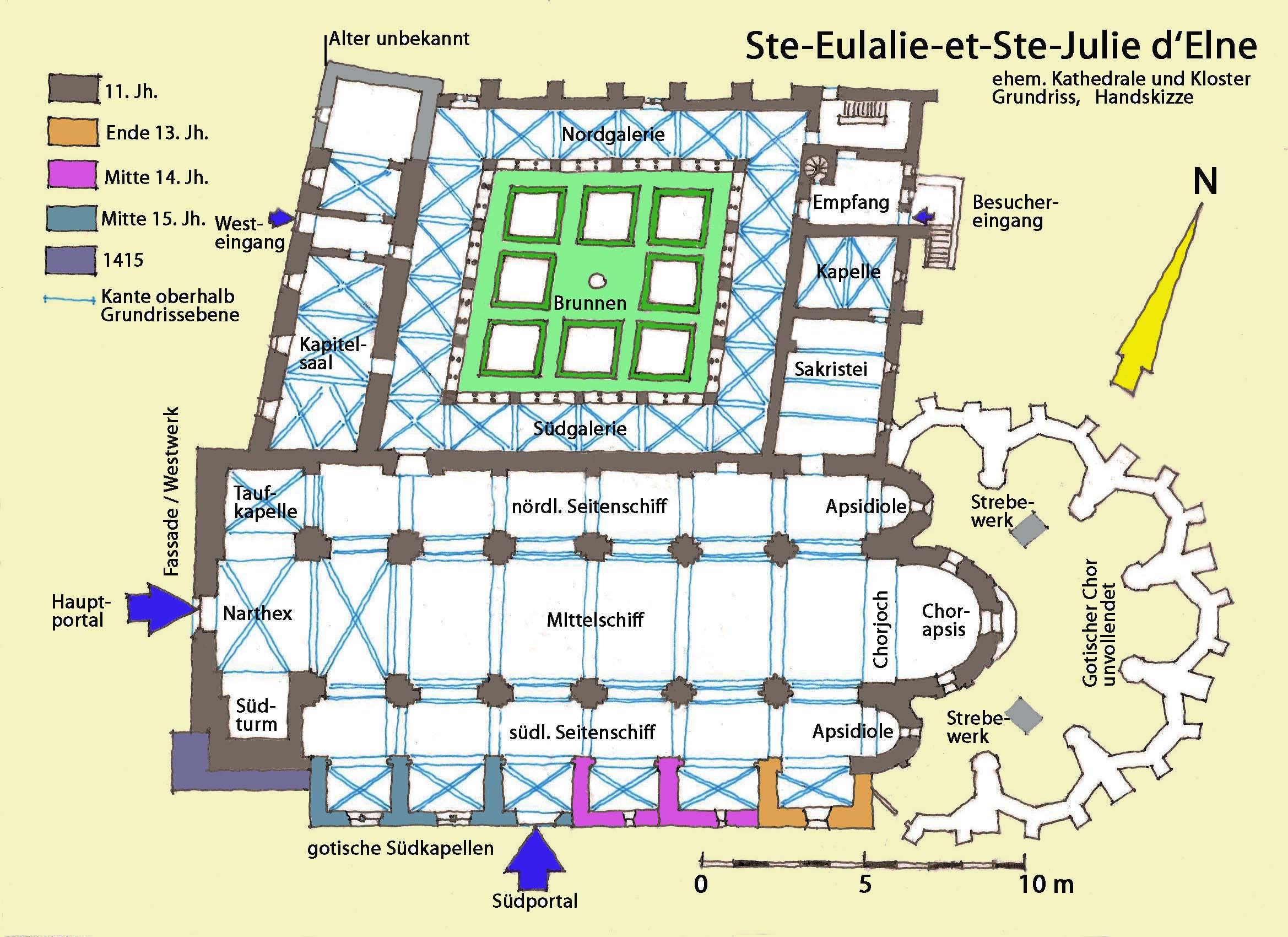

ungefähre Maße, aus Grundriss gemessen und hochgerechnet
Kathedrale:
- Länge außen (ohne gotischen Chor): 49,30 m
- Breite Langhaus außen, mit südl. Kapellen: 22,80 m
- Breite Langhaus innen, ohne Kapellen: 17,40 m
- Breite Mittelschiff innen: 7,40 m
- Breite Chorjoch innen: 7,50 m, Tiefe : 1,90 m
- Breite Chorapsis innen: 6,90 m
- Tiefe Apsidiolen, 1,90 m
- Höhe Mittelschiff im Scheitel: 16,00 m
- Höhe Seitenschiffe im Scheitel: 11,20 m
- max. Breite gotischer Chor außen, über alles: 27,20 m
- max. Ausladung gotischer Chor außen, über alles: 21,40 m

Kreuzgang mit Konventsgebäuden:
- Hof: Südseite: 15,00 m, Westseite: 13,60 m, Nordseite: 14,60 Ostseite: 13,60 m
- Breite Südgalerie innen: 2,80 m, West- und Ostgalerie: 3,30 m, Nordgalerie: 3,00 m
- Breite Konventsgebäude, außen: Westflügel i.M. 7,50 m, Ostflügel i.M.: 7,20 m
- Länge Konventsgebäude, außen: Westflügel 23,60 m, Ostflügel 22,50 m
- Gesamtausdehnung Konventsgebäude: am Langhaus: 38,90 m, an Nordseite: 36,60 m am Westflügel, 23,60 m, am Ostflügel: 22,50 m
- Höhe der Säulen mit Kapitel, Kämpfer,Basis und Plinthe: 1,76 m
- Höhe Schlussstein der Kreuzganggewölbe: 5,10 m

### Äußere Erscheinung

#### Kathedrale
Das Äußere der Kathedrale vermittelt den Eindruck von nüchterner Strenge und Entsagung, der vor allem von der Verwendung von einfachen Materialien herrührt, wie etwa den in Mörtel eingegossenen Kiesel- und Bruchsteinen. Die Hausteine, die im Innern der Kirche häufig verwendet wurden, sind außen nur am Chorhaupt, an der Fassade und an bestehenden oder ehemaligen Bauteilecken zu sehen.

##### Langhaus

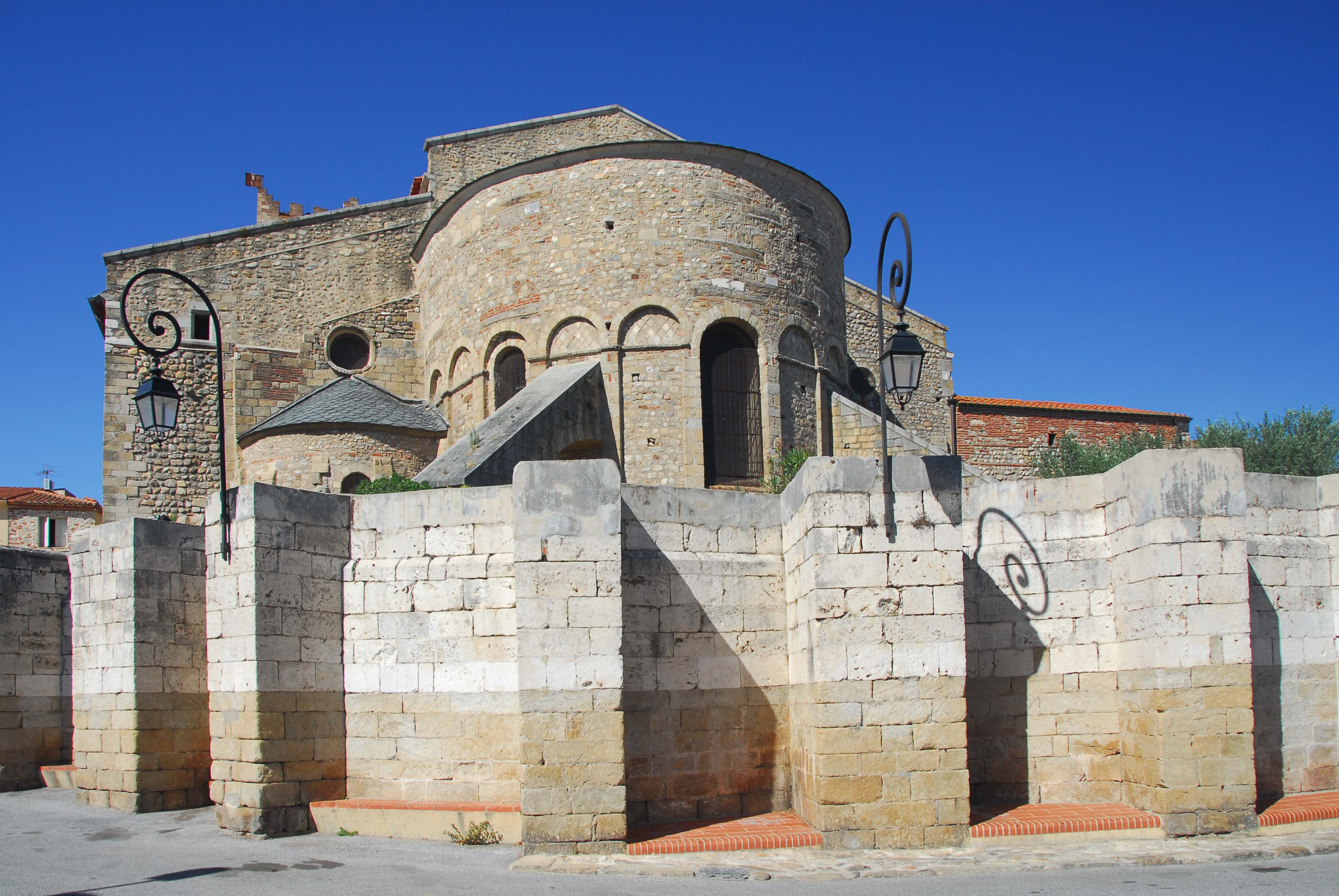
Chorhaupt von O

Das ungewöhnlich lange Mittelschiff wird in ganzer Länge zwischen der Fassadenwand und der Ostwand von einem etwa dreißig Grad geneigten Satteldach überdeckt und ragt mit seinen Längswänden etwa 1,5 bis 2,0 Meter über die Pultdachfirste der Seitenschiffe hinaus. Seine Dachflächen, wie auch alle anderen, außer denen der Apsiden, sind mit roten Hohlziegeln im römischen Format, auch Mönch-Nonnen-Ziegel genannt, eingedeckt, die an den Traufen über steinernen Traufgesimsen nur geringfügig auskragen. Auf der Südseite wird das Pultdach des Seitenschiffs über die angebauten aufgereihten gotischen Kapellen hinweg geschleppt. Die Traufen oberhalb von Bodenflächen sind mit Kupferdachrinnen ausgerüstet, und das Regenwasser wird dort über Regenfallrohre kontrolliert abgeleitet. An den Giebelortgängen werden die Dachflächen von den Wänden ein Stück überragt, deren schräge Oberseiten mit Zinkblech abgedeckt sind.

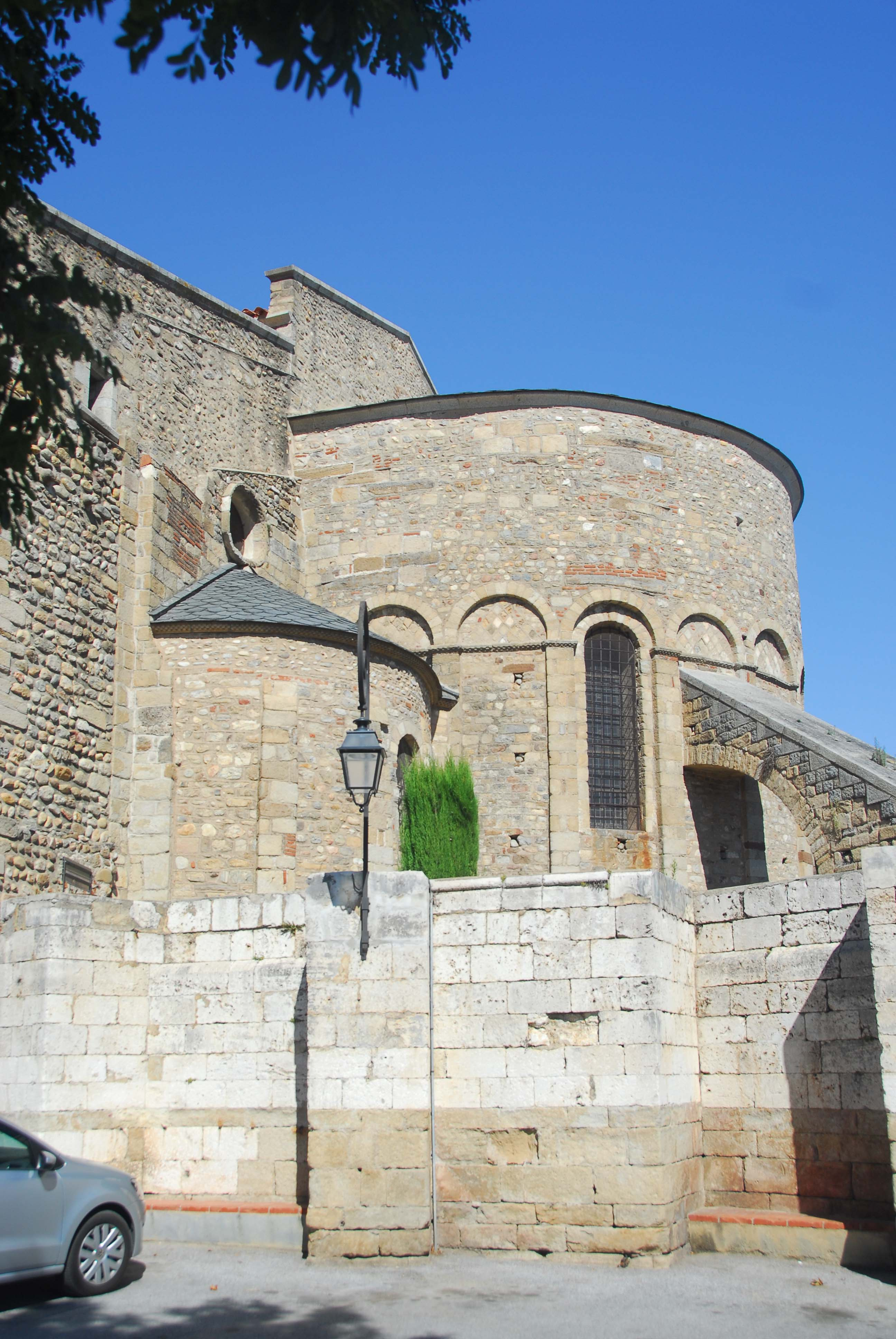
Chorhaupt von SO

##### Chorhaupt
Auf der Ostwand des Mittelschiffs steht in seiner Verlängerung die nahezu gleich breite halbkreisförmig gerundete Chorapsis, die von einem halben Kegeldach überdeckt wird, dessen Wandanschlüsse etwa drei Meter unter den Giebelortgängen bleiben. Die Dachflächen sind mit kleinformatigen Schieferplatten auf Holzschalung eingedeckt. Ihre Traufe kragt über ein steinernes Gesims leicht aus.

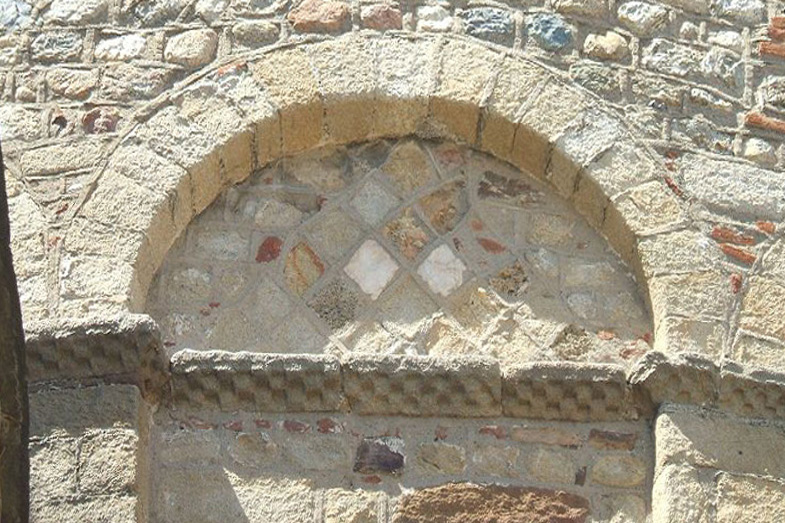
Blendarkade der Chorapsis, mit Inkrustation

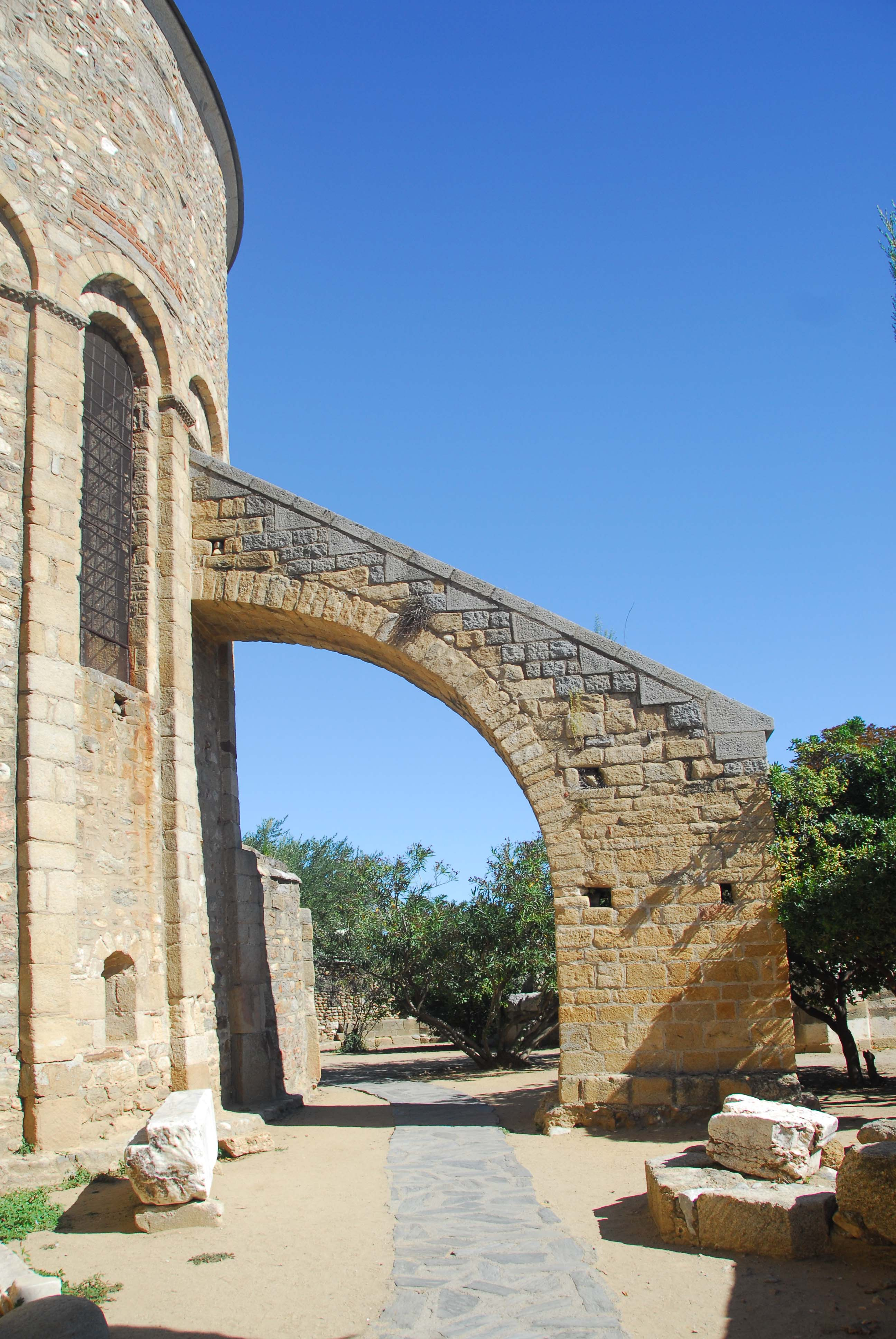
Chorapsis mit Strebewerk, von S

Etwa über zwei Drittel ihrer Wandhöhe reicht eine nicht besonders tiefgründige Blendarkatur, die aus insgesamt elf schlanken rundbogigen scharfkantigen Blendarkaden besteht, die von zehn schmalen Pilastern untereinander getrennt und von glatten Keilsteinbögen überdeckt werden. In drei Arkaden sind in der oberen Hälfte rundbogige Fensteröffnungen ausgespart. Das mittlere nimmt die ganze Nischenbreite ein, und sein Bogen stimmt mit dem der Nische überein. Die äußeren beiden halten mit ihren seitlichen und oberen Leibungskanten etwas Abstand von den Arkadenkanten. Die Fenster werden untereinander und von der Giebelwand von je zwei geschlossenen Arkadennischen getrennt. In Höhe der Bogenansätze verläuft über die Nischen und über die Pilaster hinweg ein Kragprofil, dessen abgeschrägte Sichtkante von einem doppelten Rollenprofil aufgelöst wird. Dieses Dekor stammt aus der ersten Bauphase, die um das Jahr 1040 datiert wird. Die so abgetrennten Bogenfelder der Arkaden sind mit rautenförmigen auf die Spitze gestellten schwarzen, weißen und grauen Steinplatten ausgekleidet, die an die Inkrustationen der Romanik in der Auvergne erinnern.
In den beiden Blendarkaden zwischen den äußeren Fenstern und dem mittleren setzt kurz unterhalb den Bogenfeldern jeweils ein kräftiger viertelkreisförmiger Strebebogen an, wie man ihn aus der Gotik kennt. Der Bogen wird von schräg nach außen abfallenden Steinplatten abgedeckt und geht in einen ungewöhnlich tiefen Pfeiler über. Diese Strebewerke wurden vermutlich erst in einer späteren Phase nachträglich angefügt, infolge von Rissbildungen im Mauerwerk des Chorhauptes.
In den beiden Blendarkaden der äußeren Fenster ist im unteren Bereich je ein kleines rundbogiges Fenster ausgespart, das vermutlich für eine noch zu bauende Krypta unter der Chorapsis vorgesehen war. Unterhalb den mittleren Fensters ist unmittelbar über dem anschließenden Gelände eine kleine knapp drei Meter hohe Apsidiole angebaut, die man wohl auch für diese Krypta errichtet hat. Die gebogene Wand zwischen den Arkadenbögen und der Traufe ist gänzlich glatt geschlossen. Ihre längeren Werksteine sind entsprechend der Wandbiegung sauber gerundet.
Die Chorapsis wird in Verlängerung der Seitenschiffe von zwei Apsidiolen flankiert, die das Chorhaupt zum Staffelchor machen. Die Firste ihrer Dächer, in Form halber Kegel, liegen auf der Höhe der Bögen der Blendarkaden des Chors. Unmittelbar über ihnen ist jeweils ein kreisrundes Fenster, ein so genanntes Ochsenauge, ausgespart, das von einem leicht auskragenden Profil eingefasst wird. Die Apsidiolen decken die äußeren Blendarkaden bis auf ihre Bogenfelder fast ganz ab. Die Dacheindeckungen und Traufen entsprechen denen der Chorapsis. Ihre freien gebogenen Wände der Apsiden sind mit im Querschnitt rechteckigen Strebepfeilern ausgesteift, die knapp einen Meter unter den Traufen mit abgeschrägten Oberseiten enden. In den Achsen der Apsidiolen sind kleine rundbogige Fenster ausgespart.

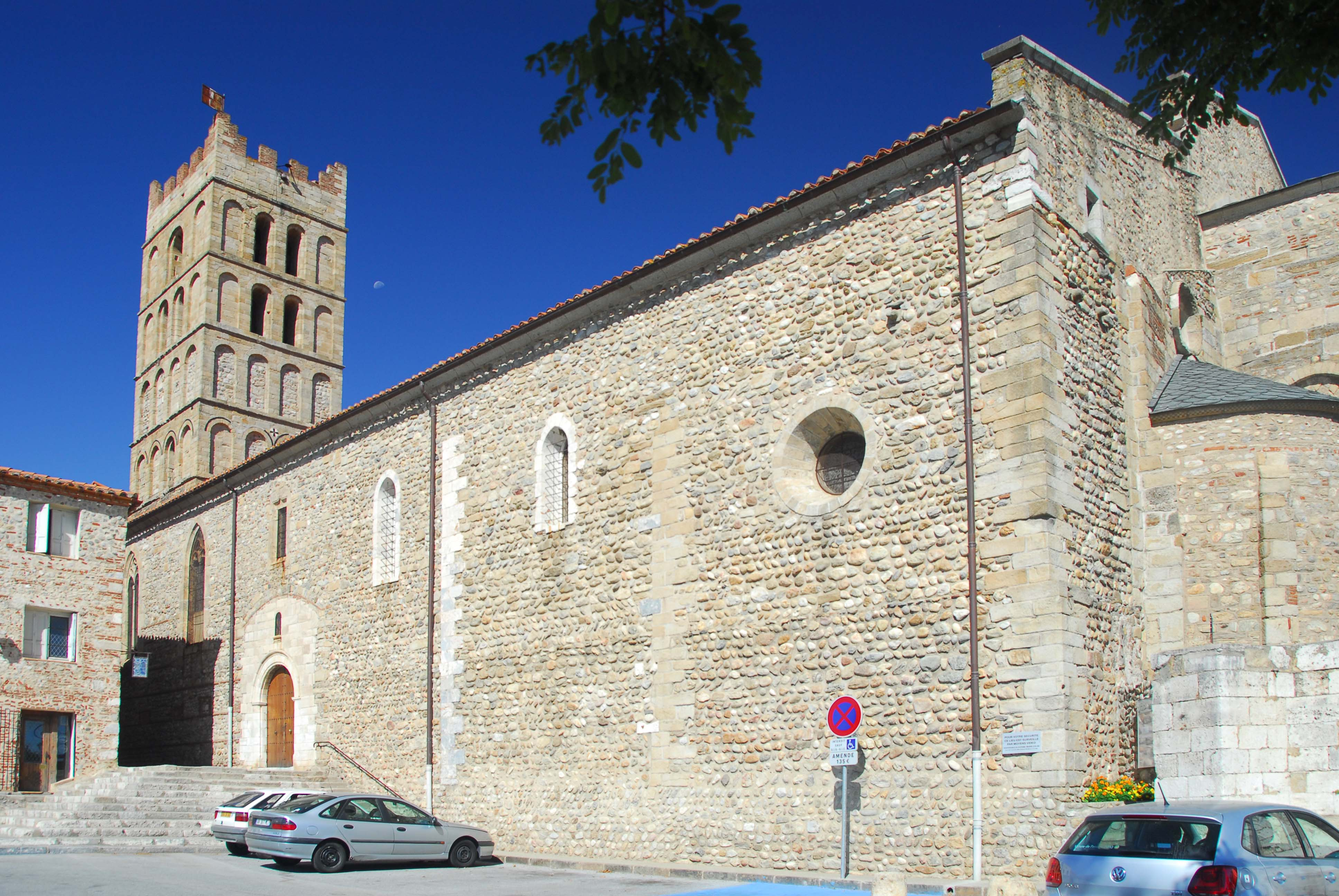
Südseite

##### Südseite Langhaus

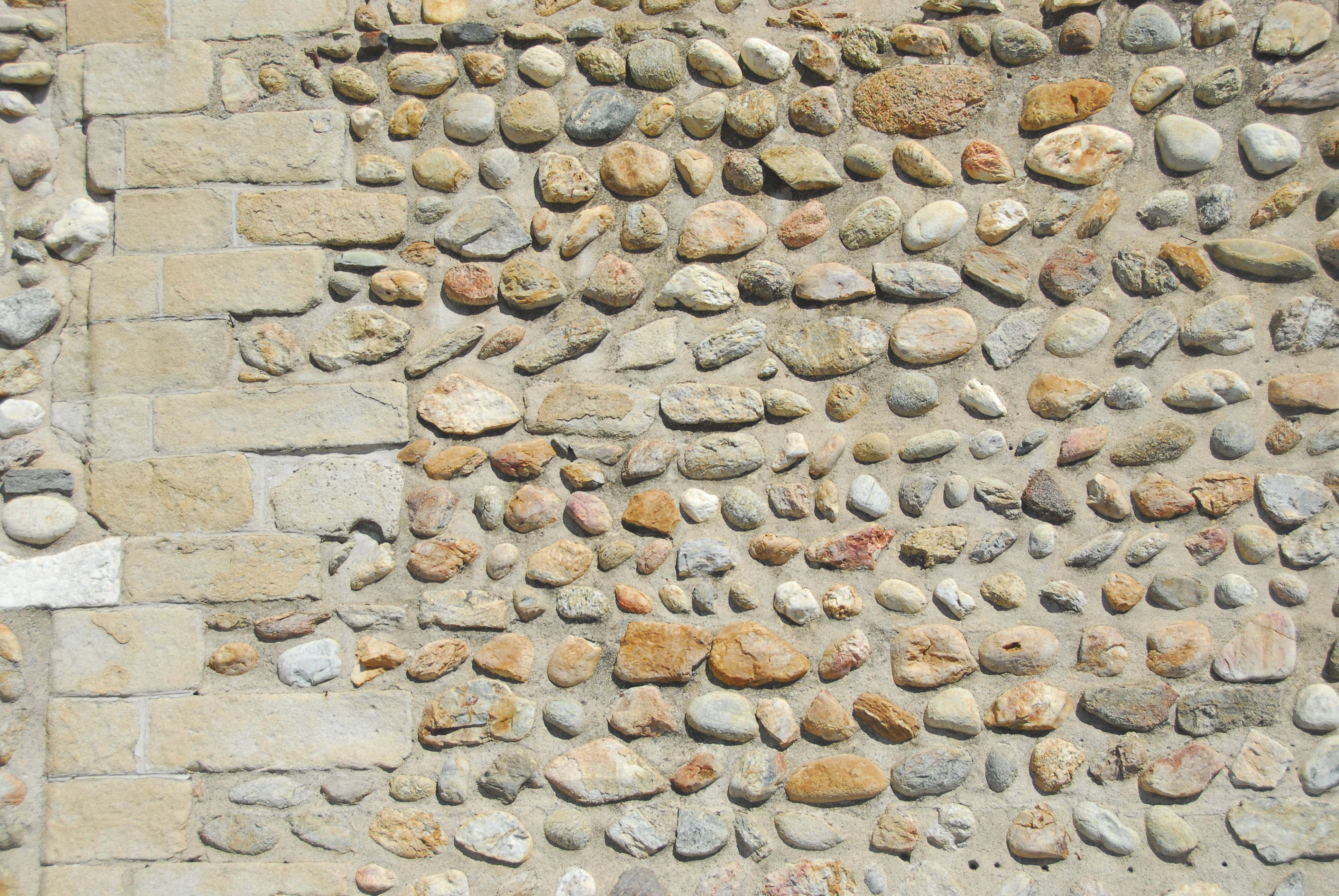
Südseite, Natursteinverband

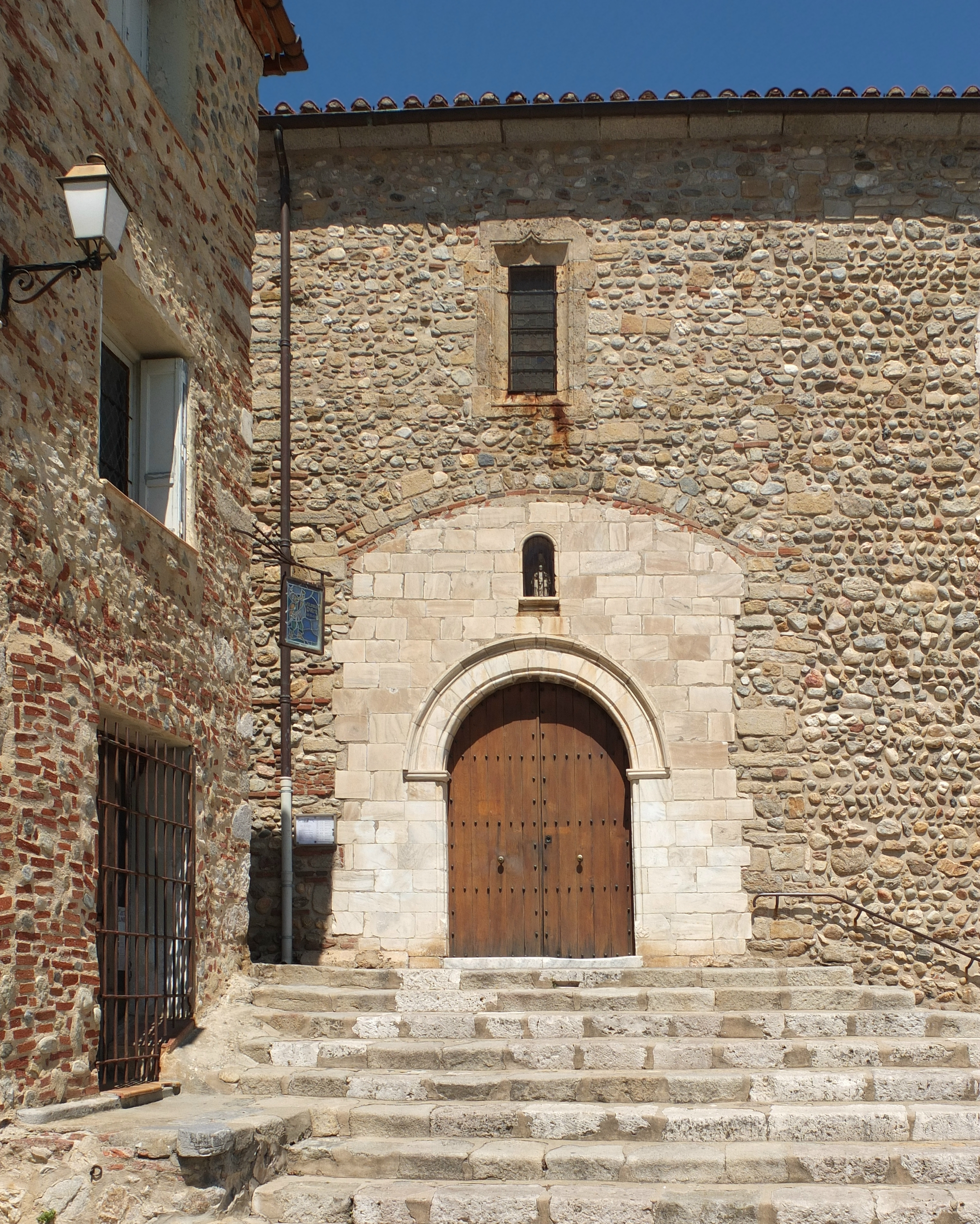
Südportal

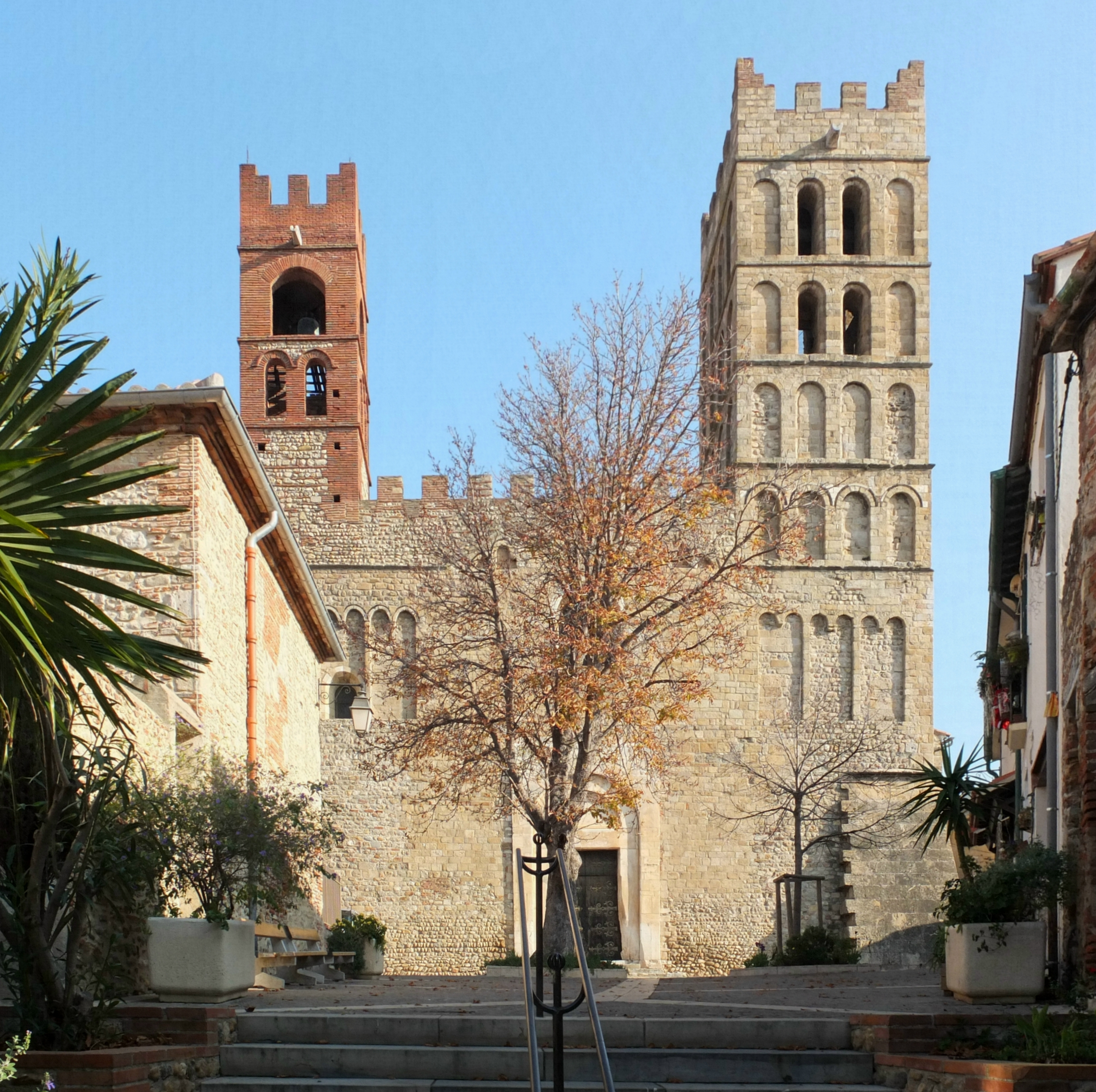
Westwerk, Fassade

Die Südseite des Langhauses besteht im Wesentlichen aus dem südlichen Seitenschiff, das in ganzer Länge hinter den gotischen Kapellenanbauten verschwunden ist, die vom Ende des 13. bis zur Mitte des 15. Jahrhunderts in mehreren Bauabschnitten erbaut worden sind. Das Seitenschiff und die Kapellenreihe werden von einem gemeinsamen Pultdach überdeckt. Die Südwand und die beiden Kopfwände der Kapellen sind aus abgerundeten Feld- und Bachkieselsteinen errichtet, die schichtenweise hochkant aufeinander gestellt und abwechselnd leicht zur einen und in der nächsten Schicht zur anderen Seite geneigt sind. Die Südwände der Kapellen schließen untereinander oberflächenbündig ab. Begonnen wurde mit der Kapelle am südlichen Ende vor dem Joch 6. Das erkennt man an den ehemals beiden Bauteilkanten dieses Abschnitts, die aus großformatigen Werksteinen aufeinander geschichtet sind. Die nächsten Abschnitte folgten westwärts, schlossen jeweils an den westlichen Bauteilkanten des vorherigen Abschnitts an und hatten dann jeweils nur eine neue Bauteilkante. Insgesamt sind drei Anschlüsse und vier Abschnitte erkennbar.
Die geringe Durchfensterung, teils mit rundbogigen oder nur leicht angespitzten Fenstern, lässt hier kaum den gotischen Baustil erkennen. Die Kapelle vor Joch 6 wird von einem kreisrunden Ochsenauge oberhalb der halben Wandhöhe belichtet, dessen Gewände aus sauber gehauenen Werksteinen nach außen aufgeweitet sind. Die nächste Kapelle vor Joch 5 weist in der oberen Wandhälfte ein leicht angespitztes mittelgroßes Fenster auf, die übernächste vor Joch 4 hat ein ähnliches, aber etwas höheres Fenster. Im Bereich dieser Kapelle gibt es einen großen Geländeversprung in Form einer großräumigen zwölfstufigen Freitreppe. Das obere Geländeniveau im westlichen Bereich der Joche 1 bis 3 entspricht in etwa dem inneren Bodenniveau, was dafür spricht, dass der Boden in der westlichen Hälfte der Kathedrale beträchtlich aufgefüllt worden sein muss. Das wird vielleicht auch dazu geführt haben, dass man in den Anfängen an eine Krypta in diesem Bereich gedacht hat.
Die Anbauten vor den folgenden drei Jochen 1 bis 3 sind vermutlich in einem Bauabschnitt entstanden. Im Bereich des Jochs 3 entstand ein Seitenportal mit halbkreisförmigem Bogen, dessen Laibung mit mehreren Profilen dekoriert ist. Der Bogenansatz wird von einem Kämpferprofil markiert. Das Portal wird in der unteren Hälfte des Jochs von einer glatten oberflächenbündigen Wandfläche aus Werksteinen umschlossen, die etwa in der halben Wandhöhe von einem Segmentbogen aus Keilsteinen überdeckt wird. Zwischen dem Portalbogenscheitel und dem Segmentbogen ist ein kleines rechteckigen Fenster ausgespart. Im Wandabschnitt darüber gibt es noch ein etwas größeres rechteckigen Fenster mit einer Einrahmung im Renaissancestil. In den folgenden letzten beiden Kapellen vor Joch 1 und 2 ist je ein großes spitzbogiges gotisches Fenster ausgespart, dessen Höhe fast die ganze obere Wandhälfte einnimmt. In diesem Wandbereich finden sich in der unteren Wandhälfte einige waagerechte Mauerwerksschichten aus flachen roten Ziegelsteinen, mit gut einem Meter Abstand untereinander. Dieser Wanddekor zieht sich noch um die Bauteilkante herum bis gegen das Westwerk. In dieser Wand ist nicht weit unter dem schräg verlaufenden Ortgang eine rechteckige Öffnung ausgespart. Am gegenüber liegenden Ende der Kapellenreihe ist in fast der gleichen Höhe in der Kopfwand eine ebensolche Öffnung vorhanden. Möglicherweise handelt es sich dabei um Belüftungsöffnungen der Dachräume über den Kapellengewölben, die dann allerdings auch in den Trennwänden der Kapellen angelegt worden sein müssten. Vielleicht gehörten sie aber auch zu einem System von Stegen und Treppen in den Dachräumen oberhalb der Gewölbe, die bei derartigen Gebäuden häufig zu finden sind und zu einem Verteidigungssystem gehörten. Es gibt hier schließlich auch im Innern Öffnungen in andere Dachräume über den Gewölben.

##### Westwerk
Das Westwerk ist in mittlerer Höhe so breit wie das Langhaus, ohne die später auf der Südseite angebauten Kapellen. Es ist im Wesentlichen aus klein- bis mittelformatigen Hausteinen in unterschiedlichen Farbtönen gemauert. Die Bauteilkanten sind aus großformatigen Werksteinen sauber gefügt. Die Westseite der unteren beiden Geschosse ist die ziemlich schmucklose Fassade der Kathedrale.

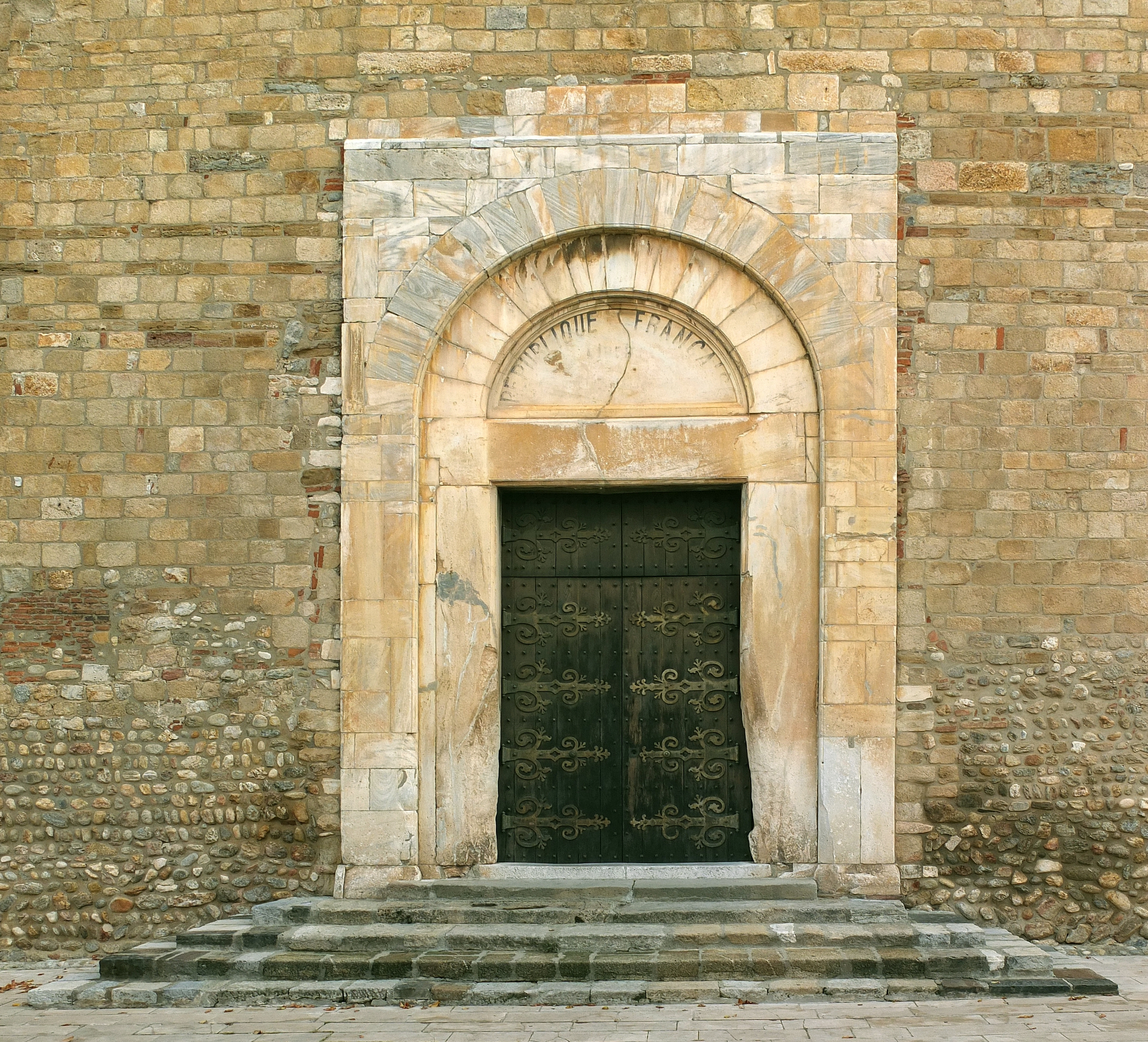
Hauptportal

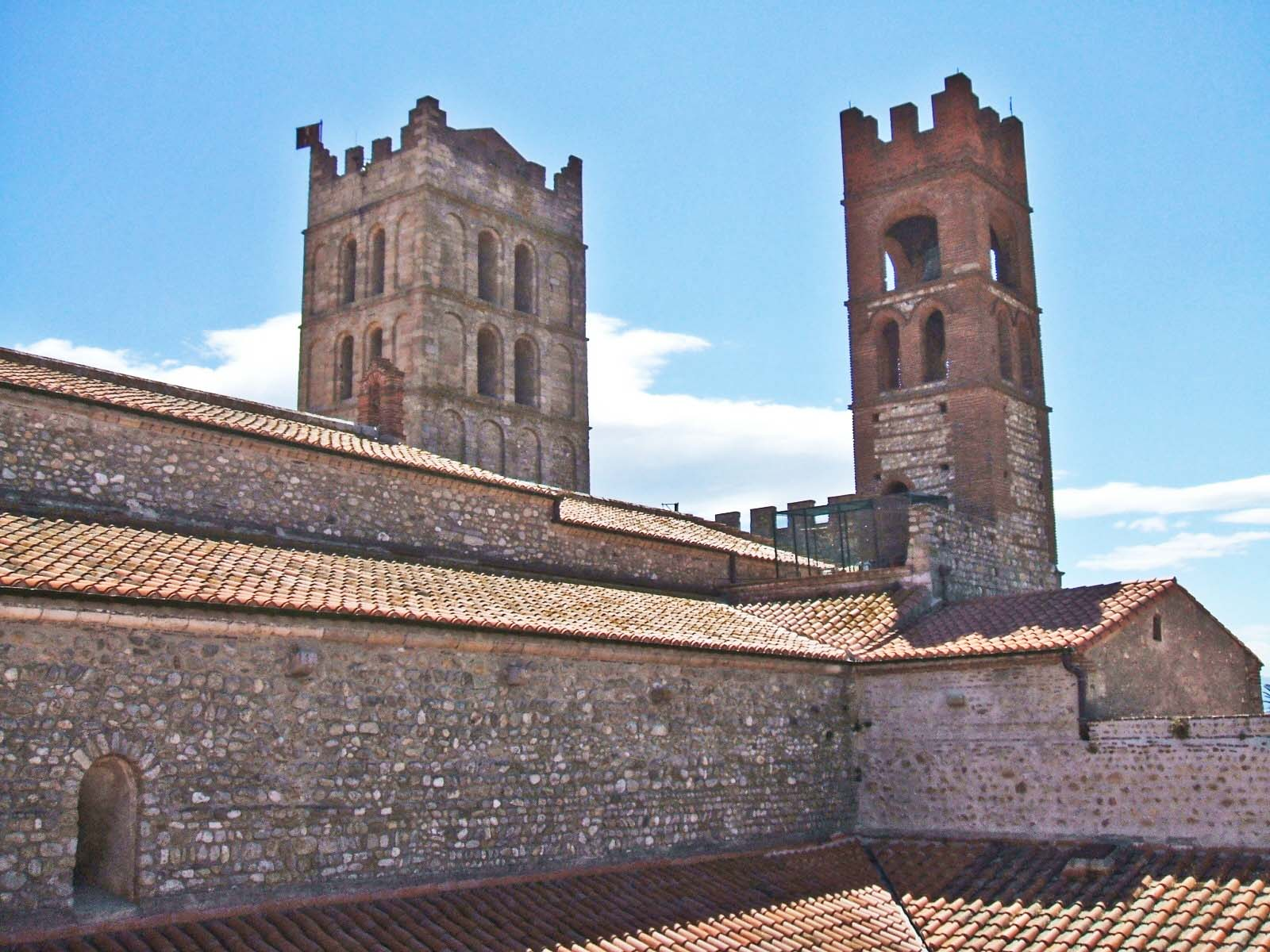
Glockentürme von NO, über Kreuzgang und Langhaus

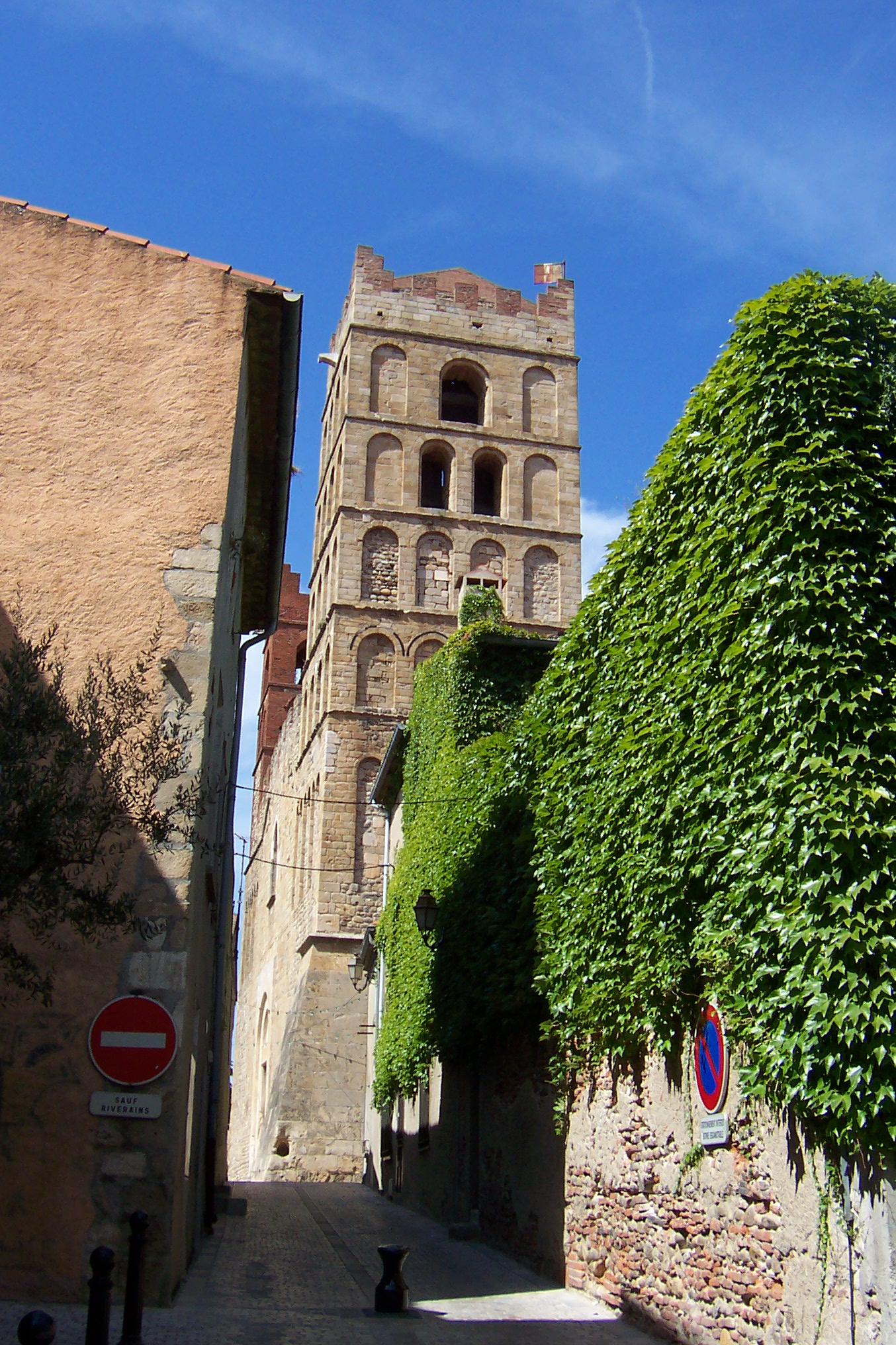
Südturm von S

Das untere Geschoss des Westwerks ist mehr als doppelt so hoch wie das zweite Geschoss und etwa viermal so hoch wie die weiteren Turmgeschosse. Es ist bis auf das Hauptportal gänzlich geschlossen und schließt mit den Brüstungen der Blendarkaden des zweiten Geschosses ab. Ab dieser Höhe abwärts treten die südwestliche Bauteilkante und mit ihr die anschließenden Wandoberflächen kontinuierlich nach außen leicht zunehmend vor. Die gegenüber liegende südwestliche Bauteilkante tritt mit den anschließenden Wandoberflächen fast zwei Meter tiefer beginnend nach unten weiter zunehmend vor. Das wurde jedoch erst nachträglich im Jahr 1415 als zusätzliche Verstärkung mit großformatigen Hausteinquadern vorgenommen. Auf der Westseite hört diese Verblendung unter der Turmmitte abrupt auf, mit einer senkrechten Mauerwerkverzahnung, was auf eine beabsichtigte kurzfristige Unterbrechung der Arbeiten hindeutet. Daraus sind inzwischen fast 600 Jahre geworden.
Exakt in der Achse des Westwerks ist im unteren Geschoss das Hauptportal eingelassen, zu dem eine sechsstufige Freitreppe dreiseitig hinaufführt. Es wird von einer Bekleidung aus glattem hellgrauem Marmor dreiseitig umschlossen, deren Umriss ein lang gestrecktes Rechteck bildet und oben kurz unter dem Beginn des zweiten Geschosses endet. Es tritt gegenüber dem umgebenden Mauerwerk geringfügig vor. Die rechteckige Portalöffnung enthält eine zweiflügelige hölzerne Tür, die mit kunstvoll geschmiedeten Türbändern dekoriert ist. Das Portal wird seitlich und oben von scharfkantigen Pfeilern und einem Sturzbalken umschlossen, die gegenüber der Einfassung etwas zurücktreten. Oberhalb des Sturzbalkens erhebt sich die halbkreisförmige Bogenrundung in Verlängerung der seitlichen Rückversätze des Portals. Sie wird umschlossen von einem oberflächenbündigen Keilsteinbogen in Breite der seitlichen Einfassung. Innerhalb dieses Bogens steht ein weiterer Keilsteinbogen in Verlängerung der seitlichen Pfeiler und mit dem gleichen Rückversatz. Das darunter entstandene geschlossene Bogenfeld tritt noch einmal um den gleichen Absatz zurück, in den ein schmales Profil eingearbeitet ist. Das Bogenfeld besteht aus glatten Werksteinplatten in Form von dreieckigen Tortenstücken, deren Trennfugen sich in der Mitte der Türsturzoberkante treffen.
Das zweite Geschoss des Westwerks beginnt in Höhe der Brüstungen der Blendarkaturen unter den Türmen und wird oberseitig abgeschlossen von einem Kraggesims, das um die freien Seiten der Türme herumgeführt wird und auf der Westseite zwischen den geplanten Türmen in den oberen Abschluss eines um etwa 30 Grad geneigten Giebels übergeht. Dieses Giebeldreieck ist gleichzeitig der westliche Abschluss des Satteldachs über dem Mittelschiff. Im Bereich unter den beiden geplanten Türmen ist der jeweilige Wandabschnitt auf der Westseite und auf den beiden Außenseiten mit je einer dreifachen Arkatur dekoriert mit „lombardischen Rundbogenfriesen“. Oberhalb der Arkatur verbleiben bis zum Geschossabschluss undekorierte Mauerwerkoberflächen etwa so hoch wie die halbe Arkadenhöhe. Die drei Arkadennischen werden von zwei schlanken Lisenen getrennt und sind oberseitig von je zwei kleinen scharfkantigen Arkadenbögen überdeckt, die sich mittig auf einem skulptierten Kragstein treffen. Unter dem Nordturm sind die Arkadenbögen mit einem zusätzlichen dunklen Kragprofil (Basalt) überfangen, und die sonst sehr schlichten Kragsteine sind durch dunkle kapitellartige Skulpturen ersetzt. Auf den Ostseiten werden die Arkaturen fast vollständig von den hier anstoßenden Pultdächern der Seitenschiffe verdeckt. Die Blendarkatur unter dem Nordturm weist am unteren Rand der mittleren Arkade die Aussparung eines rundbogigen Fensters auf. Es ist so breit wie die Arkadennische, und sein Bogenscheitel befindet sich kurz unter der halben Nischenhöhe. Seine Gewände sind auswärts stark aufgeweitet. Ein ähnliches, etwas größeres Fenster ist in der Achse der ansonsten undekorierten Westwand zwischen den Türmen ausgespart. Sein Scheitel liegt etwas höher als die der Arkaturen. Zum zweiten Geschoss gehört auch noch das ehemalige Giebelfeld hoch über Mittelzone der Fassade. Von seiner Dekoration sind an seinen beiden Enden nur je zwei Arkadenbögen erhalten, die denen unter dem Südturm entsprechen. Ihre Scheitel steigen allerdings mit dem nur noch teilweise erhaltenen Kraggesims über dem Westgiebel an. Auch dieses Motiv ist wie das lombardische Rundbogenfries ein Erbe des „premier art roman méridional“. Als man die Kathedrale befestigte, sie etwa mit der zinnenbekrönten Brustwehr zwischen den Türmen versah, wurde diese Giebeldekorationen bis auf kurze Reste abgenommen.
Über dem zweiten Geschoss des Westwerks beginnen die Türme, die heute sehr unterschiedlich sind. Nach einer der Quellen entspricht der Südturm den für beide Seiten ursprünglich geplanten beiden Türmen. Der so geplante Nordturm soll aber nach ihm nie errichtet worden sein. Der heutige wesentlich schlankere Nordturm soll sehr viel später entstanden sein. Sein Querschnitt ist etwa 2/3 so breit wie der des Südturms. Möglicherweise ist er zusammen mit den um die Mitte des 16. Jahrhunderts einsetzenden Religionskriegen errichtet worden, als vielleicht auch die wehrtechnischen Einrichtungen der Kirche nachgerüstet worden sind. So weist die Wehrmauer zwischen den Türmen über der Fassade ähnliches Steinmaterial auf wie beim Nordturm, und zwar ist es eine Mischung aus kleinformatigen Hausteinen mit flachen roten Ziegelsteinen. Diese Materialkombination geht von der Wehrmauer unmittelbar in die Turmwand über.
Der Südturm steht in allen vier fast gleich hohen Geschossen auf einem fast quadratischen Grundriss. Seine West- und Ostseite ist geringfügig schmaler als die beiden übrigen. Die Oberkanten der Geschosse werden mit dem aus der Fassade bereits bekannten Kraggesims markiert. Alle Seiten weisen in allen Geschossen unmittelbar über den Kraggesimsen jeweils gleich große vierbogige Arkaturen mit scharfen Kanten auf, die von schlanken Lisenen getrennt sind und deren Scheitel bis kurz unter die Kraggesimse reichen. Eine Ausnahme davon ist die Südseite des obersten Geschosses, die lediglich drei Arkaden aufweist mit entsprechend breiteren Lisenen. Die Lisenen an den Turmkanten sind auf der Nord- und Südseite etwas breiter als auf den anderen beiden Seiten, was durch den nicht ganz quadratischen Umriss verursacht wird.
Im unteren Turmgeschoss weisen die Bögen die gleichen dunklen Überfangungen auf wie auf der Nordseite der Fassade. Die meisten aller Arkaden sind Blendarkaden. Nur in den mittleren beiden Arkaden der oberen beiden Geschosse sind in den Nischen rundbogige Schallöffnungen der Glockenstube ausgespart, deren Laibungskanten Rückversätze aufweisen. Auf der Südseite des obersten Geschosses ist nur die mittlere der ausnahmsweise drei Arkaden geöffnet. Auf der gleichen Seite ist im unteren Turmgeschoss die halb rechte Arkade geöffnet. Auf dieser Seite erkennt man auch im zweiten Turmgeschoss, dass die mittleren beiden Arkaden auch Rückversätze der Laibungskanten aufweisen. Das bedeutet, dass diese Arkaden schon einmal geöffnet waren und später wieder zugemauert worden sind.
Über dem oberen Turmgeschoss ragt mit gleichem Umriss allseitig eine Brüstung auf, die an den Turmkanten doppelt so hohe Zinnen trägt, deren Oberseiten seitwärts doppelt abgestuft sind. Zwischen den Turmkanten werden die Brüstungen auf der Nord- und Südseite von drei kantigen Zinnen gekrönt, auf den etwas schmaleren anderen beiden Seiten sind es zwei Zinnen. Die Zinnen bestehen aus Ziegelsteinmauerwerk, ausgenommen die auf den Turmecken. Hinter den Zinnen lugt die Spitze eines flach geneigten, mit roten Ziegelschindeln gedeckten Pyramidendaches hervor.
Der heutige Nordturm ersetzte den einst in gleicher Dimension wie der Südturm geplante Turm. Er ist nicht nur deutlich schlanker, sondern auch ein ganzes Geschoss niedriger als der Südturm. Das untere bis auf eine rundbogige Tür auf der Ostseite geschlossene Sockelgeschoss reicht etwas höher als das gegenüber liegende des Südturms und wird von dem bekannte Kraggesims abgeschlossen. Dieses Geschoss besteht aus Mauerwerk kleinformatiger Hausteine, in das verschiedene Schichten flacher roter Ziegelsteine eingearbeitet sind. Die Turmkanten sind aus diesen Ziegelsteinen gemauert, und ihre seitlich in Abständen ausgreifenden Vorlagen bilden einen Verbund mit dem Wandmauerwerk. Die vorgenannte Tür verbindet den Turm mit einer begehbaren Dachfläche hinter dem Turm und hinter der Brustwehr über der Fassade.
Das zweite gänzlich aus Ziegelstein gebaute Turmgeschoss ist wieder niedriger, so dass sein oberer Abschluss wieder mit demjenigen des zweiten Geschosses im Südturm übereinstimmt. Auf jeder Turmseite dieses Geschosses sind je zwei rundbogige offene Schallarkaden ausgespart. Das nächste und letzte Turmgeschoss stimmt in der Höhenlage wieder mit dem gegenüber liegenden vorletzten Turmgeschoss überein. Hier ist allerdings nur eine einzige sehr gedrungen wirkende rundbogige Schallarkade ausgespart. Diesem letzten Turmgeschoss folgt eine Brüstung mit Zinnenbekrönung, die derjenigen des Südturms vergleichbar ist. Zwischen den Eckzinnen gibt es auf jeder Seite dazwischen nur noch eine kantige Zinne. Dieser Turm ist also ein ganzes Geschoss niedriger als der Südturm.

#### Konventsgebäude

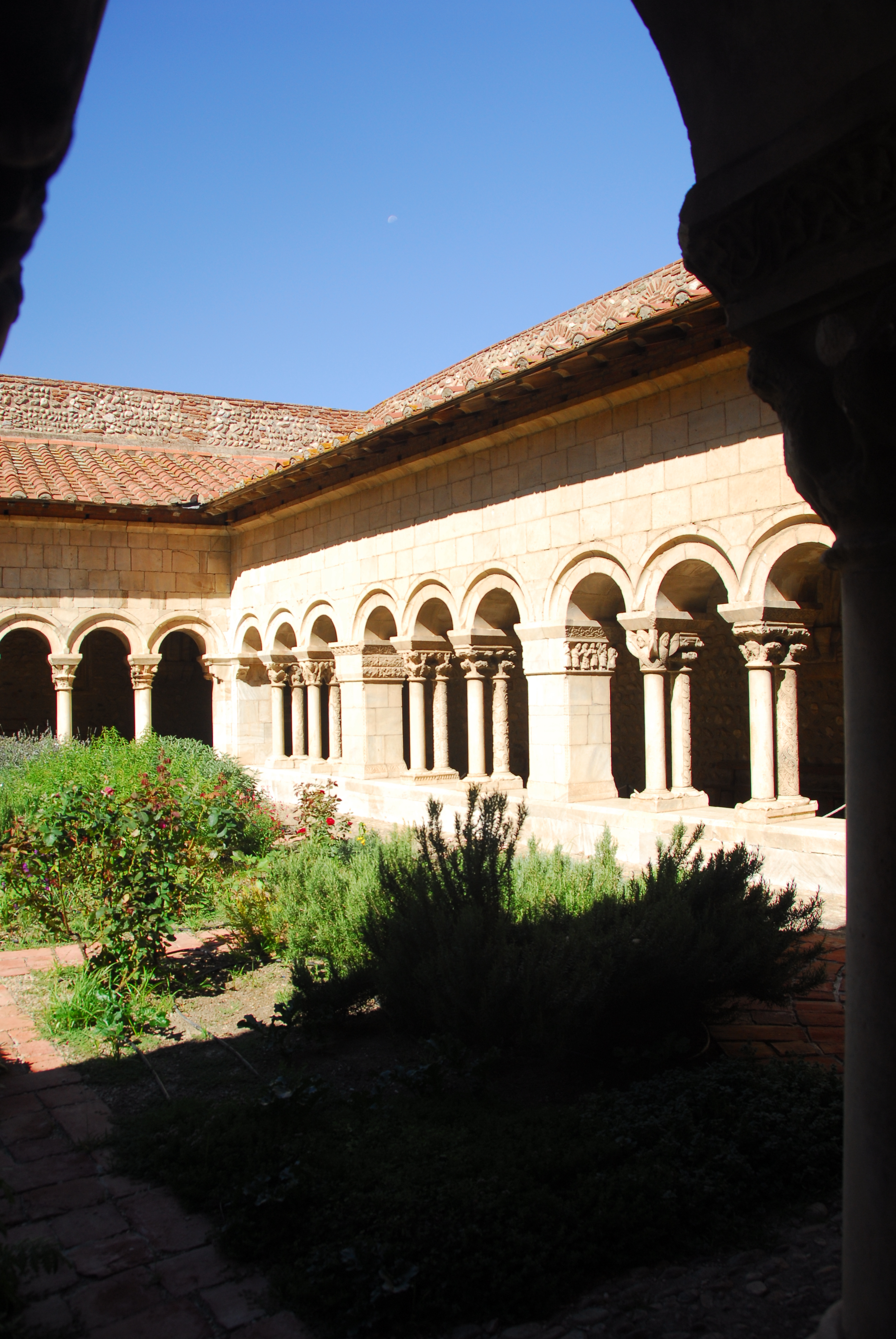
Kreuzganghof aus Südgalerie

Die auf der Nordseite der Kathedrale angebauten Konventsgebäude aus dem Kreuzgang und den weiteren Konventsräumen umschließen heute überwiegend eingeschossig den fast quadratischen Klosterhof, der durch eine Verschiebung seiner nördlichen Bauglieder in Richtung Osten leicht rautenförmig ist. Alle von der Außenwand des nördlichen Seitenschiffs ausgehenden Bauelemente tun das nicht im rechten Winkel, sondern sind um ein bis zwei Grad nach Osten geschwenkt. Über die Ursache geben die Quellen keine Auskunft. Vorstellbar wäre, dass die Vorgängerbauten mit einer ähnlichen Verzerrung des rechten Winkels untereinander anschlossen und man das durch die Verwendung der Grundmauern übernommen hat. An Ort und Stelle ist diese Verzerrung jedenfalls nicht wahrnehmbar.

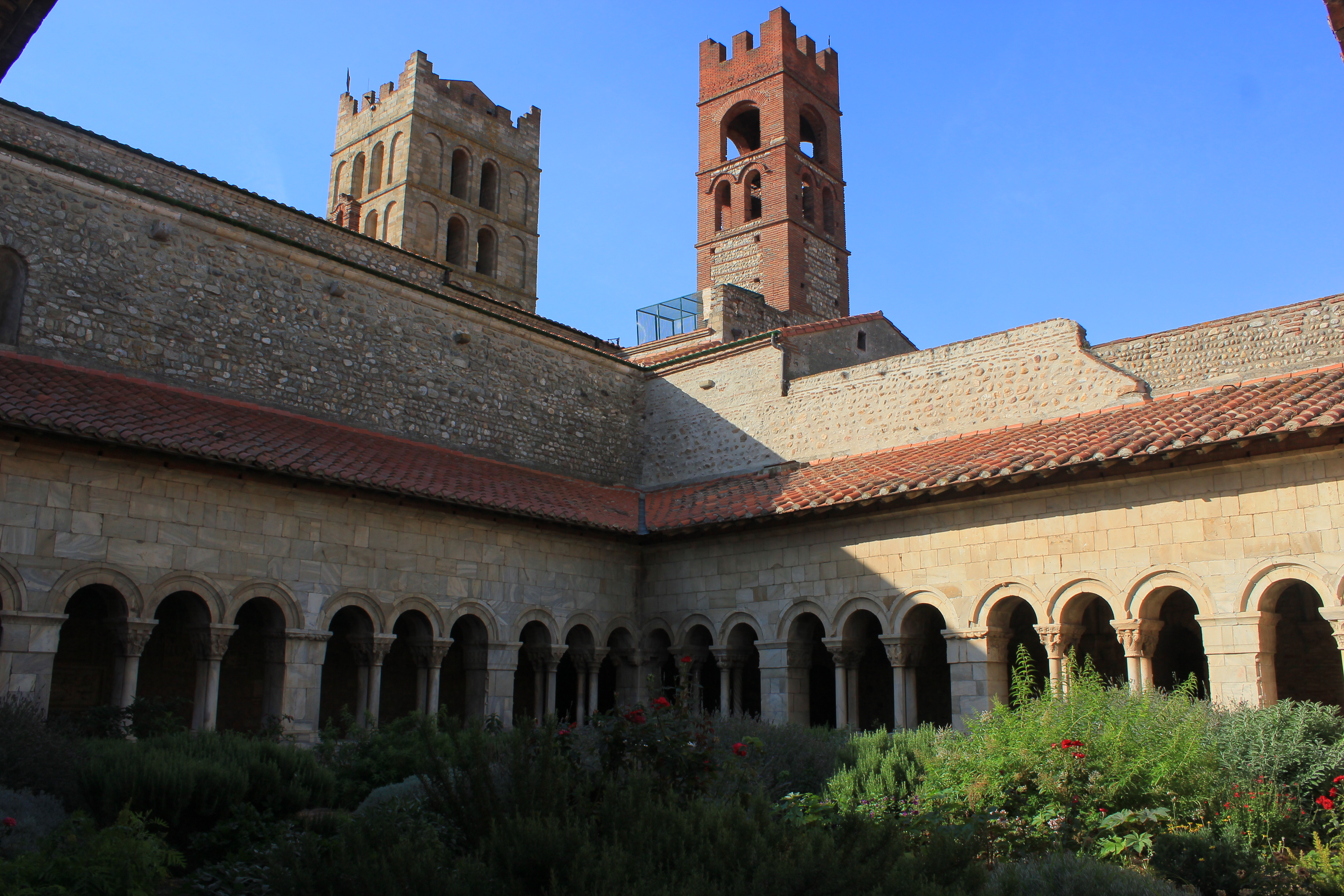
Kreuzganghof von NO

##### Kreuzgang / Grobstruktur
Der Kreuzgang wird allseitig von vier nach innen um etwa 30 Grad geneigten Pultdächern überdeckt, die an seinen Ecken mit Kehlen ineinander übergehen. Ihre Firste lehnen sich im Süden gegen die deutlich höher reichende Seitenwand des nördlichen Seitenschiffs und die anderen drei gegen die weniger hoch reichenden Trennwände zwischen Kreuzgang und den Konventsflügeln, die ursprünglich bis unter die Firste des Obergeschosses stießen. An der Nordwand gibt es heute keinen Konventsflügel, so dass dort diese Wand den Pultdachfirst der nördlichen Kreuzganggalerie des Obergeschosses trug.

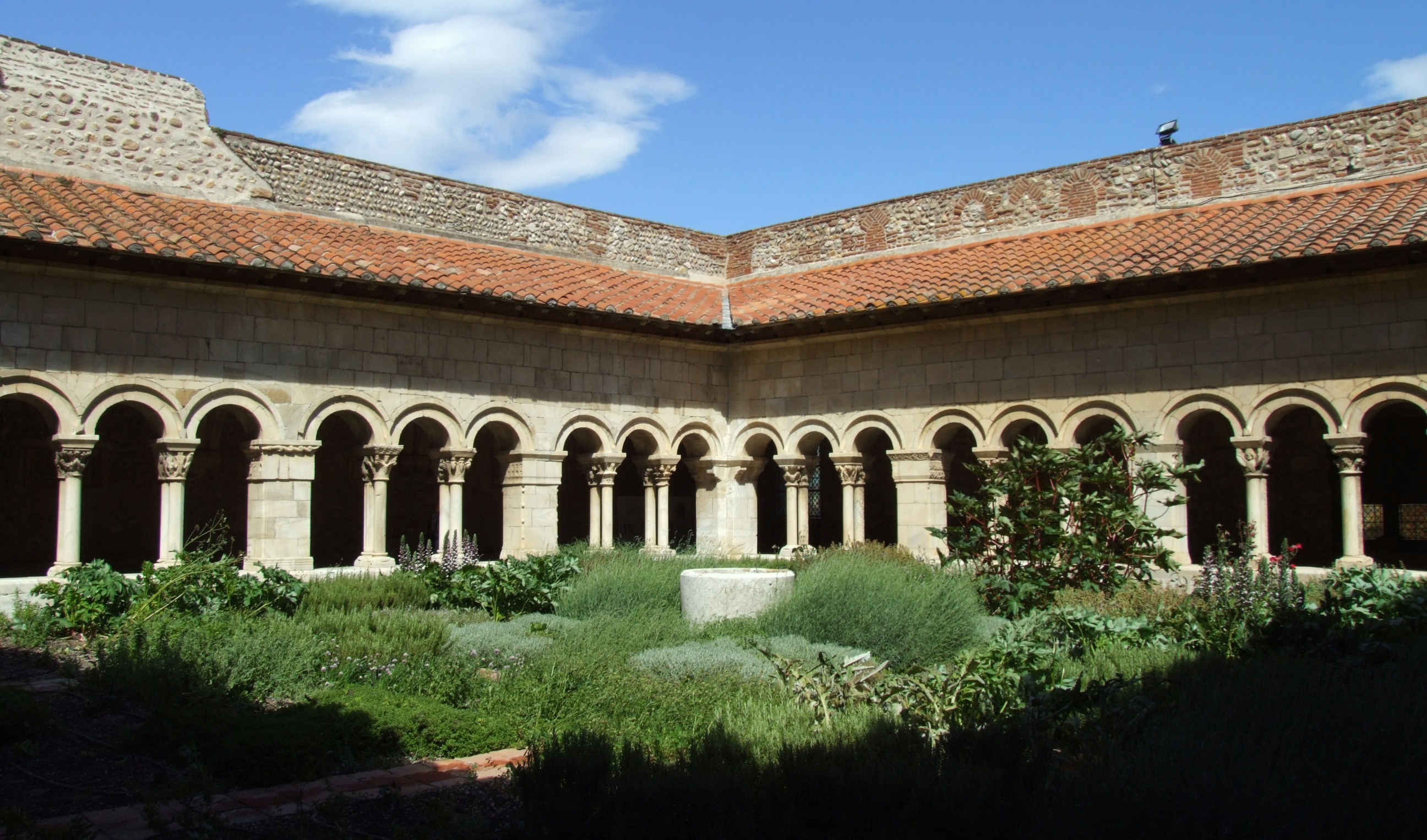
Kreuzganghof von SO

Die vier zum Hof hinweisenden Arkaturen zeigen untereinander fast die gleichen Grobstrukturen ihrer Konstruktion auf. Sie stehen auf einer gut kniehohen Brüstung und tragen die über ihnen rundum durchlaufenden gut 1,50 Meter hohen und etwa 70 Zentimeter dicken Wände, zusammen mit den hofseitigen Lasten aus den Gewölben, einst auch die Lasten aus dem Obergeschoss des Kreuzgangs. Die Arkaturen bestehen auf jeder Hofseite aus drei Arkadengruppen, die untereinander und auf den Hofecken von im Querschnitt quadratischen Pfeilern getrennt werden. Eine Arkadengruppe besteht aus jeweils drei rundbogigen Arkaden, deren wandbreite Bögen jeweils gemeinsam auf Säulenpaaren stehen. Jede Säule ist einzeln mit einem skulptierten Kapitell, einer profilierten Basis und einer quadratischen teilweise skulptierten Plinthe ausgerüstet. Die Kapitellpaare werden bekrönt von einer gemeinsamen profilierten und skulptierten Kämpferplatte. Die äußeren Bögen jeder Gruppe stehen am Pfeiler auf ausladenden, meist auch skulptierten Kämpferplatten in ganzer Pfeilertiefe, die wiederum rundum von einem kapitellartigen Fries mit Reliefskulptur getragen werden. (Kreuzgangskulptur siehe separaten Abschnitt)

##### Weitere Konventsgebäude
Die ebenso heute nur erdgeschossigen West- und Ostflügel der Konventsgebäude sind ebenfalls mit Pultdächern überdeckt, die ihre Firste gegen die vorgenannten Trennwände lehnen. Im Obergeschoss der Konventsflügel existieren noch die unmittelbar an die Kirche anschließenden Räume oder Raumteile, die mit einem Satteldach überdeckt sind. Die nördlichen Kopfwände der Konventsflügel treten etwas gegenüber der Nordwand des Kreuzgangs hervor und zeigen hier ihre Ortgänge. Die Außenseite dieser bis auf zwei gotische Fenster gänzlich geschlossene Nordwand wird von sieben kräftigen im Querschnitt fast quadratischen Strebepfeilern ausgesteift.

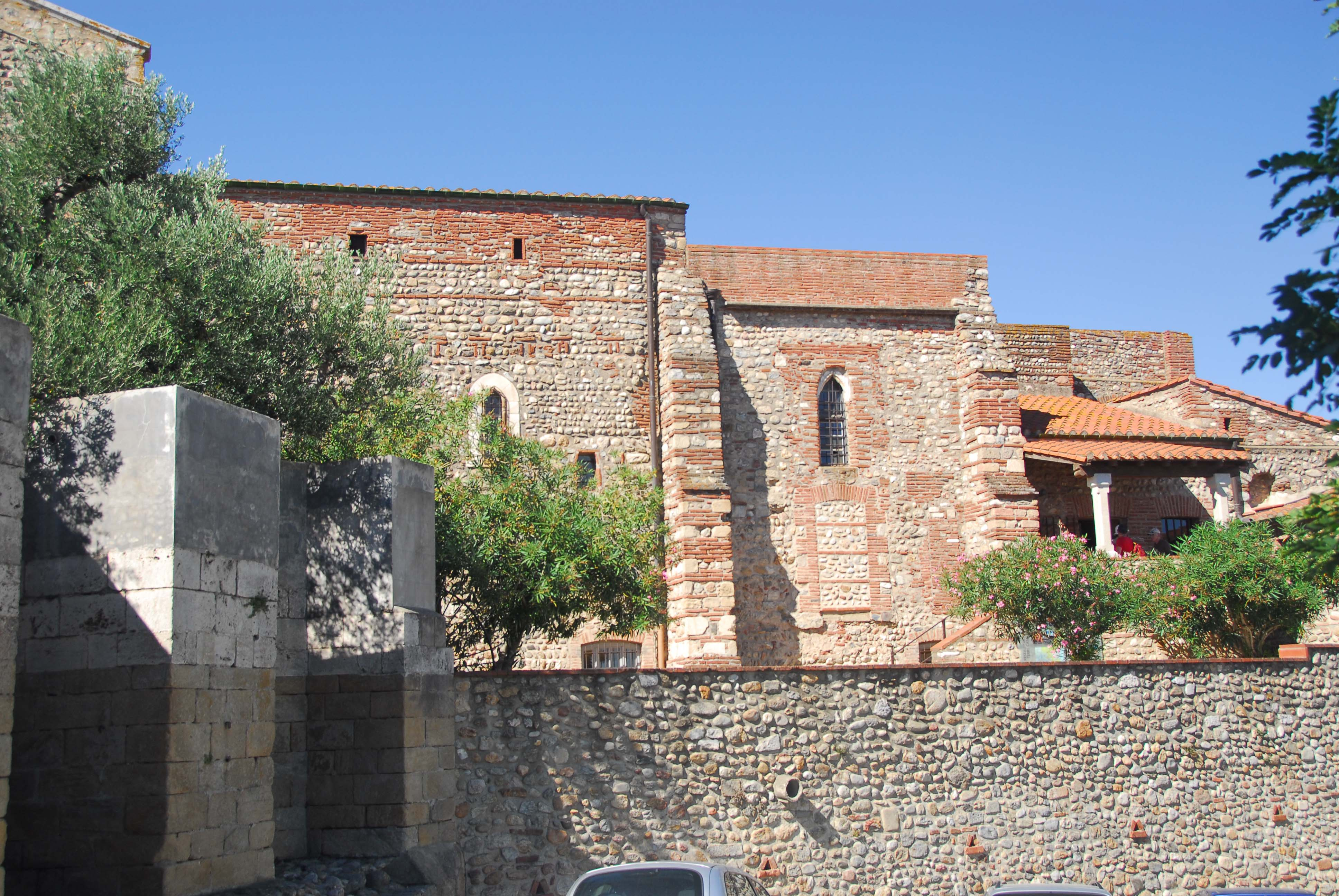
Konventsgebäude Ostflügel

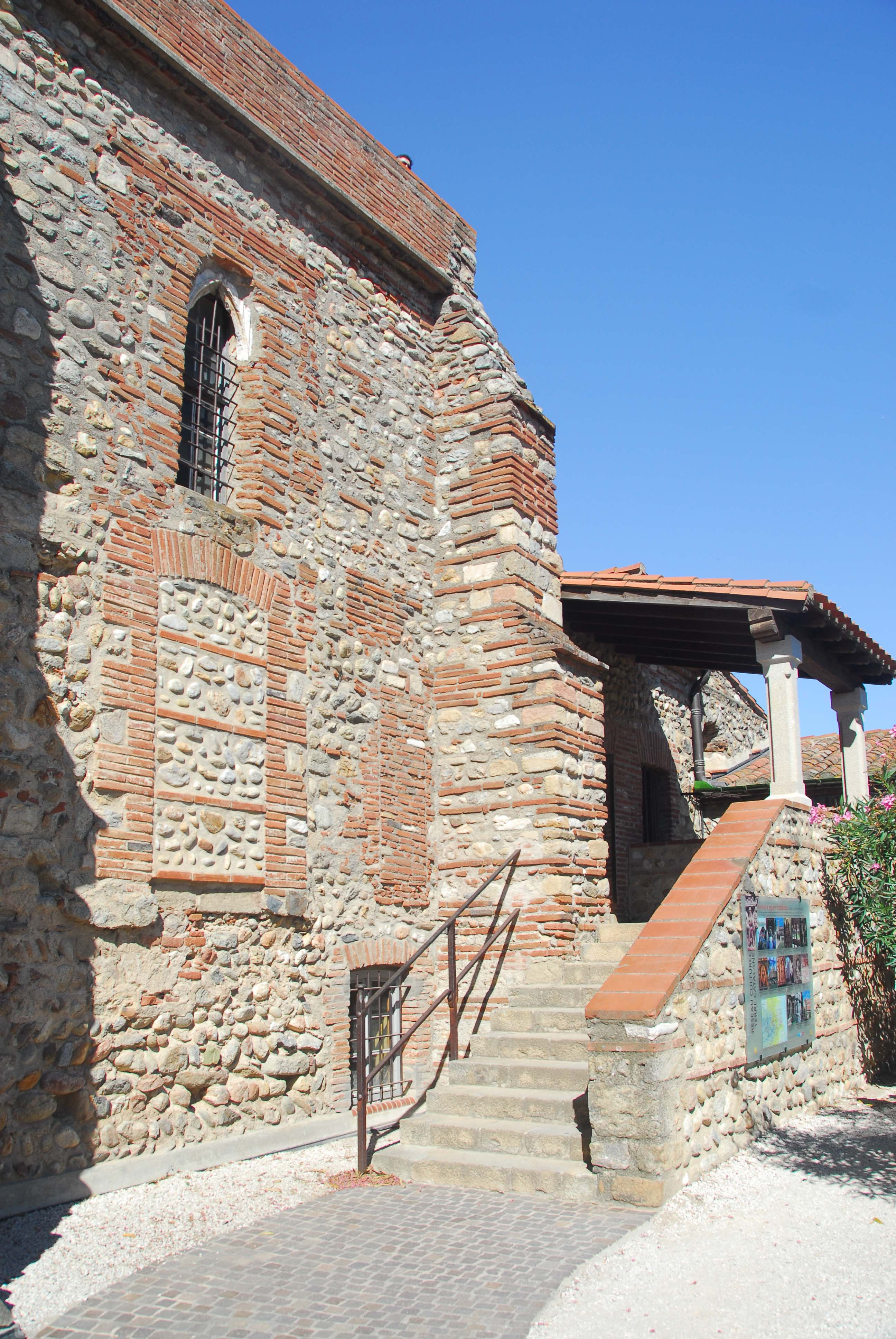
Konventsgebäude, Besuchereingang

Der Ostflügel der Konventsgebäude ist im ersten Abschnitt im Anschluss an die Kirche zweigeschossig, deren Fenster im unteren Bereich auf eine Unterkellerung hindeuten, die bis zum Ende dieses Flügels reicht. Zwei schlanke, leicht angespitzte Fenster mit Werksteineinfassung belichten die in diesem Abschnitt befindliche Sakristei. Nördlich von ihnen gesellt sich noch ein kleines rechteckiges Fenster hinzu. Nicht weit unter der Traufe gibt es drei kleine rechteckige Fenster oder Belüftungsöffnungen, die auf einen Vorratsraum im Obergeschoss hindeuten. Der folgenden Abschnitt zeigt, dass er auch früher zweigeschossig war, dass man aber später aus den beiden Geschossen ein einziges hohes Geschoss gemacht hat, indem man die Geschossdecke entfernt und das Dach um etwa ein halbes Geschoss als begehbares Flachdach tiefer gelegt hat. Den Rand dieser waagerechten Dachfläche hat man als eine Brüstung aus Ziegelsteinmauerwerk ausgebildet. Aus dem Grundriss geht hervor, dass dieser Raum mit Kreuzrippengewölben überdeckt ist, was auf eine Kapelle hindeutet. Sie wird von einem hoch gelegenen spitzbogigen schlanken Fenster belichtet. Nicht weit darunter sieht man im Mauerwerk die Konturen einer ehemaligen Türöffnung, die von einem flachen Segmentbogen überdeckt war. Vorspringende Werksteine am unteren Ende der ehemaligen Tür lassen ein Podest mit Treppe vermuten, über die man in den Raum gelangen konnte, möglicherweise war das einmal der östliche Zugang zum Kloster. Das Mauerwerk des ersten Wandabschnitts ist eine Mischung aus Feldsteinen und flachen Ziegelsteinen, die nach oben hin stark zunehmen. Hier tauchen auch wieder die Ziegelsteinschichten auf, die mit etwa einem Meter Höhenabstand zueinander verlaufen. Im zweiten Abschnitt konzentrieren sich die Ziegelsteine um die Fensteröffnung und um die ehemalige Türöffnung herum. In Verlängerung der beiden Raumtrennwände stehen kräftige Strebepfeiler, die auf den Vorderseiten einmal abgestuft und deren Oberseiten steil abgeschrägt sind. Auch sie bestehen aus Mauerwerk, gemischt aus Bruch- und Ziegelsteinen.
Dem zweiten Abschnitt schließt sich noch der letzte gänzlich erdgeschossige pultdachüberdeckte Abschnitt aus zwei kleineren Räumen an. Der erste Raum ist heute der Empfangsraum für Besucher. In der Außenwand sind die heutige Eingangstür und zwei kleine rechteckige Fenster ausgespart. Zur Tür gelangt man über eine zehnstufige Treppe, deren Podest von einem allseitig offenen Pultdach überdeckt wird. Der letzte auf der Ostseite geschlossene Raum birgt eine Treppe zum Untergeschoss, das heute Museumsräume enthält.
Der Westflügel der Konventsräume ist kaum einzusehen und kann auch nicht fotografiert werden. Seine Außenwände lassen sich nur anhand des Grundrisses grob beschreiben. Der erste fast über die Hälfte dieses Flügels reichende Raum war wahrscheinlich der Kapitelsaal und wird von drei sehr schlanken rundbogigen Fenstern belichtet. Der kaum halb so lange Raum im Geschoss darüber, möglicherweise ein Teil des ehemaligen Dormitoriums, wird heute von einem ähnlichen Fenster erhellt. Im Erdgeschoss folgt ein Verbindungsraum mit einer Zugangstür auch von außen. Diesem folgt noch ein größerer Raum, der möglicherweise einmal geteilt genutzt wurde. Ihn belichten zwei Fenster.

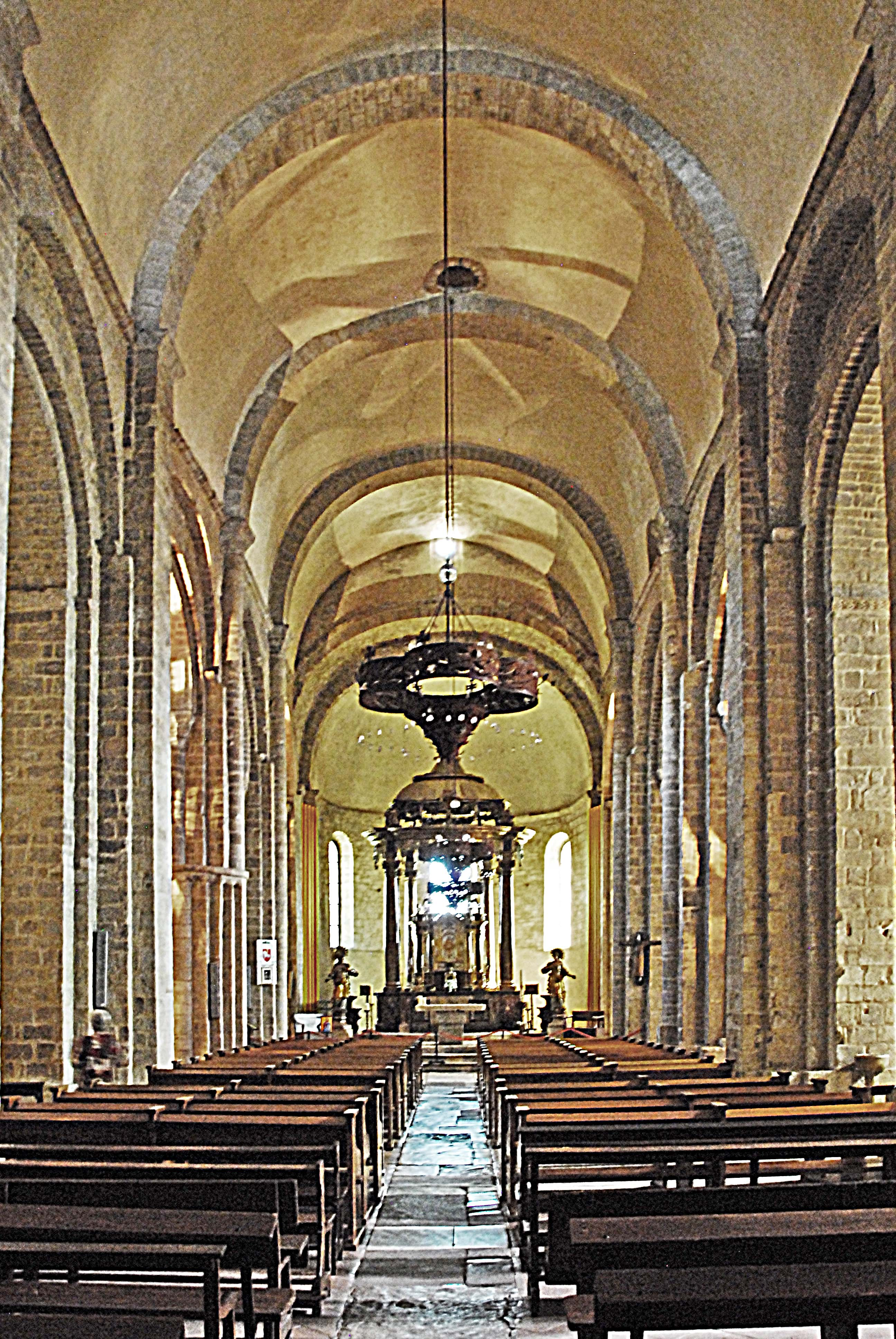
Mittelschiff, zum Chor

### Inneres

#### Kathedrale
Die Kathedrale besteht im Wesentlichen aus einem geräumigen Langhaus, dessen Ostende von einem gestaffelten Chorhaupt und dessen Westende von einem Narthex abgeschlossen werden und das ohne ein Querhaus auskommt. Die vorhandenen Unregelmäßigkeiten der Konstruktionen und Dekorationen weisen darauf hin, dass der Baufortschritt mehrfach unterbrochen worden ist. Die Kirche wurde also nicht in einem Zuge errichtet, sondern man erkennt an ihrer Konstruktion und Dekoration die Intentionen verschiedener Baumeister oder Architekten.

##### Langhaus

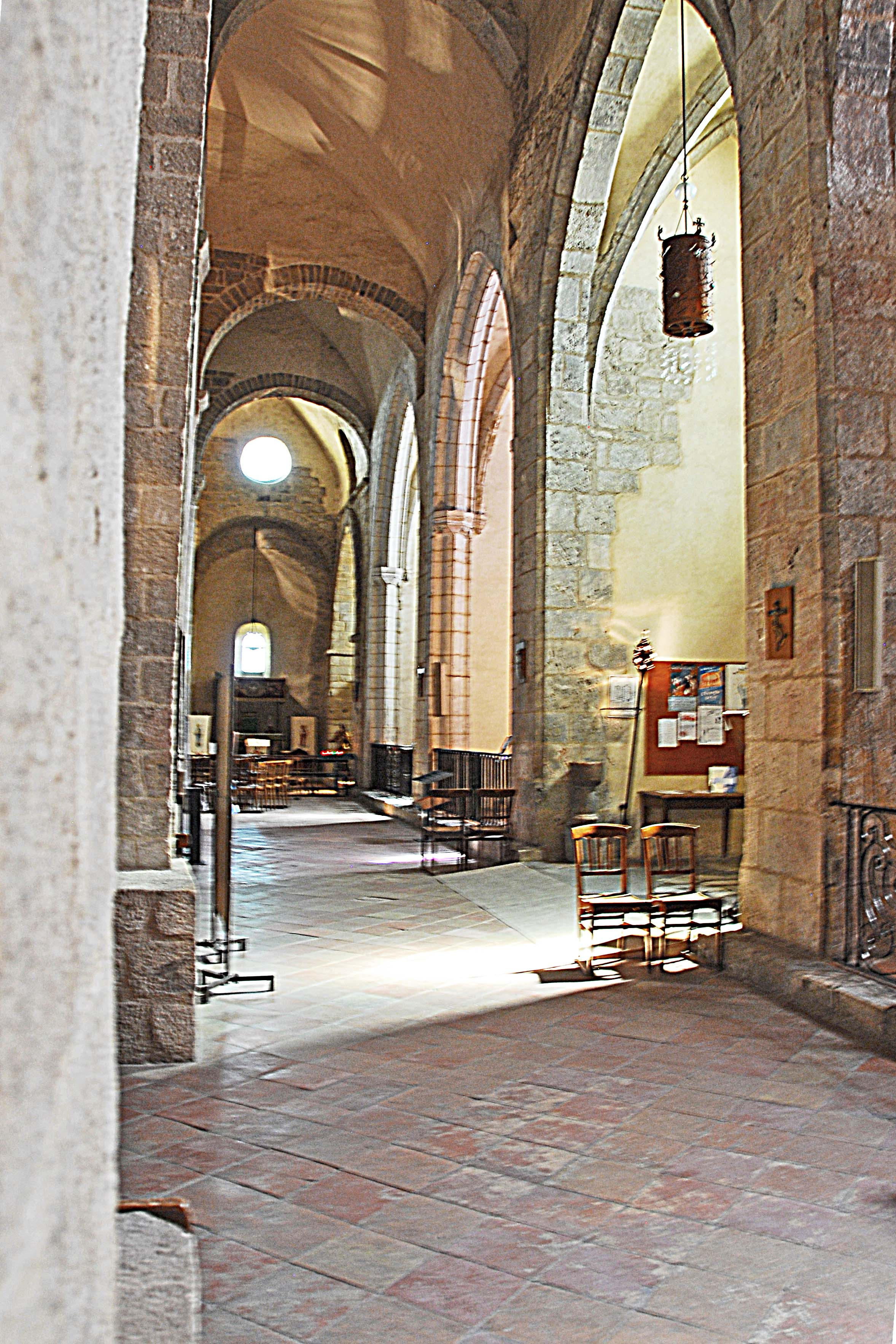
Südl. Seitenschiff, zum Chor

Das Langhaus steht auf einem lang gestreckten rechteckigen dreischiffigen basilikalen Grundriss, der in sechs nahezu gleich breite Joche unterteilt wird. Das Mittelschiff ist fast doppelt so breit wie jedes der beiden Seitenschiffe. Das Mittelschiff ist etwa eineinhalb mal so hoch wie die heutigen Seitenschiffe. Dank seiner großen Höhe besitzt das Mittelschiff sehr schöne Proportionen. Es wird heute nicht mehr direkt belichtet. Seine östlichen Gewölbe sind im Querschnitt schwach angespitzte halbkreisförmige Tonnen, die anschließenden sind hingegen nach Westen zunehmend angespitzt. Die Jochteilung übernehmen im Querschnitt rechteckige Gurtbögen, die an den Gewölbeansätzen teils auf kantigen ein- oder zweifach gestuften Pfeilern mit kreuzförmigem Grundriss, aber auch auf solchen mit vorgelagerten halbrunden Diensten stehen. Die letzten finden sich bei den älteren beiden östlichen Arkaden, auf allen vier Pfeilerseiten. Die Dienste werden von skulptierten Kapitellen bekrönt. Die nächsten jüngeren Pfeiler in westlicher Richtung weisen nur scharfkantige Abstufungen auf. Kaum sichtbar ist die nicht exakt vertikale Ausrichtung der mittelschiffseitigen Pfeilervorlagen und Dienste. Vielmehr neigen sich diese nach oben hin zunehmend leicht nach außen. Dies ist ein im romanischen Roussillon häufig verwendetes Konstruktionsprinzip.

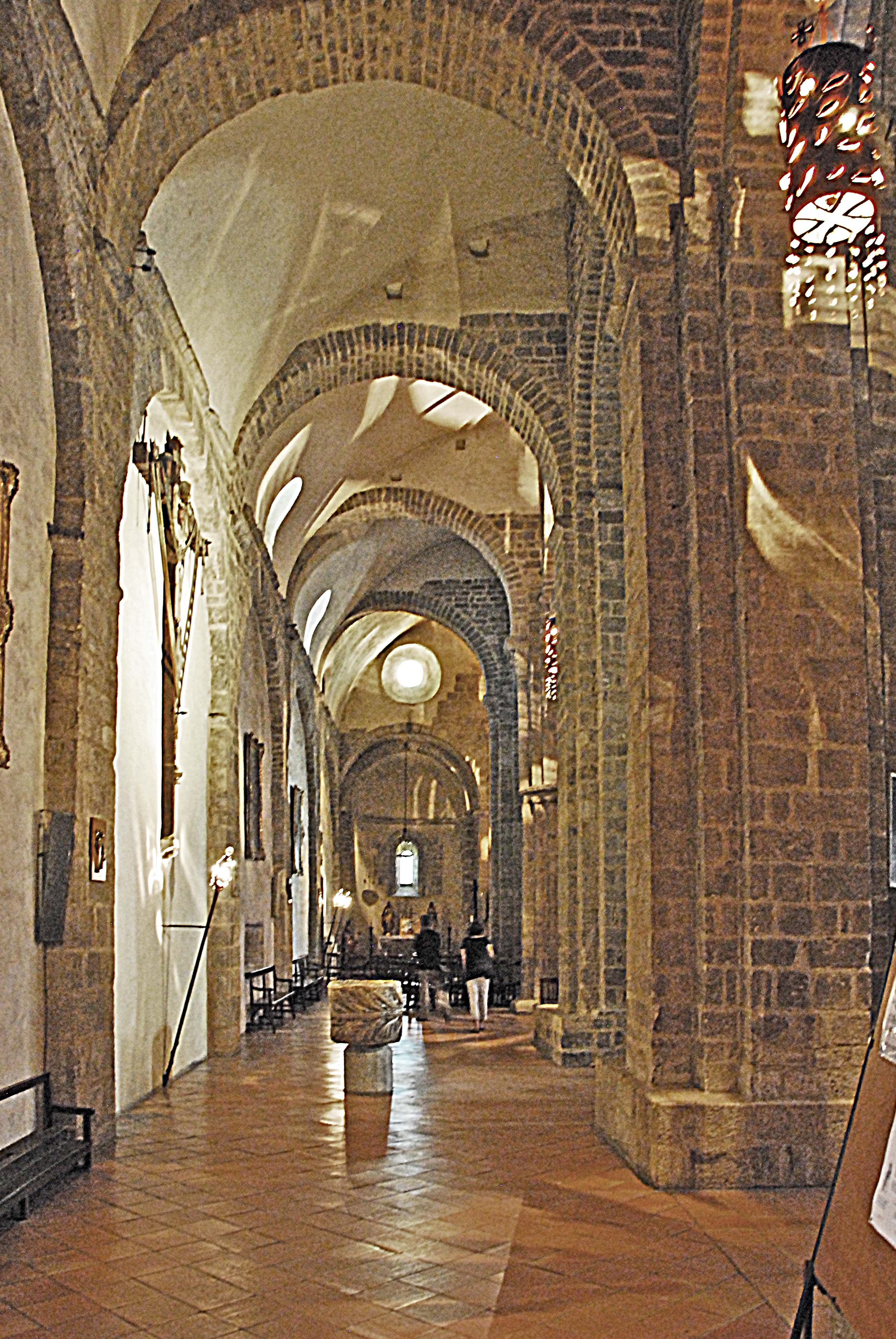
Nördl. Seitenschiff, zum Chor

Die Unregelmäßigkeiten der Pfeiler deuten darauf hin, dass sie nach dem ersten Bauplan (um 1040) in den Seitenschiffen zunächst Kreuzgratgewölbe und im Hauptschiff einen hölzernen Dachstuhl tragen sollten. Das Mittelschiff empfing das Tageslicht direkt durch Fenster, deren Konturen man noch im südlichen Seitenschiff oberhalb der Arkaden zum Mittelschiff erkennen kann.
Auch im westlichen Bereich des Bauwerks korrespondieren die Pfeiler nicht mit ihren Gurtbögen. Letztere haben nur einen Gurtbogen ohne Abstufungen. Hingegen können die Abstufungen der Pfeiler ebenso abgestufte Bogenläufe aufnehmen. Bei manchen Pfeilern verlieren sich die Abstufungen oben im Gewölbe. In archäologischen Studien an der Kathedrale wurde festgestellt, dass ein einziger Gurtbogen im Mittelschiff besteht, der der ursprünglichen Abstufung der Pfeiler in diesem Bauwerksabschnitt entspricht, nämlich mit doppelter Bogenführung. Er befindet sich oberhalb der Orgelempore zwischen Joch 1 und dem Westwerk. Das Bogenfeld besteht aus Mauerwerk, in dem „rechtwinklige Hohlräume, die symmetrisch zur Bogenachse entlang einer sanft abfallenden Linie zugeordnet sind. Diese Höhlungen können nur die Auflage der Balken sein, die von einem Gurtbogen zum nächsten gespannt waren und das Dach trugen. Wir haben es hier folglich mit einem Schildbogen zu tun.“ Die Decke war also in ihrem westlichen Abschnitt nicht wie im östlichen eine einfache ebene Holzdecke, sondern ein auf gemauerten Schildbögen aufliegender Dachstuhl.
Als man beschloss, das Schiff mit Steingewölben zu überdecken, mussten diese Bögen des Schiffs abgetragen und die Mauern über den seitlichen Arkaden verstärkt werden, die bis dahin nur einfach abgestuft waren. Der Baumeister sah sich veranlasst, je eine weitere etwas breitere Bogenstufe anzulegen, die aber nicht konzentrisch zu den beiden vorhandenen verlief. Das glatt verputzte Gewölbe wurde über die beiden östlichen Joche 5 und 6 verlängert und deren seitliche Arkaden um je einen dritten Bogenlauf verstärkt, der aber konzentrisch zu den älteren Bögen verläuft. Diese äußeren scharfkantigen Arkadenbögen stehen auf zweiten Rückversätzen, die etwas breiter sind als die Rückversätze im Bogenbereich. Die Bogenansätze sind mit kurzen Kämpferprofilen markiert. Die Bogenansätze der Mittelschiffarkaden und der Tonnengewölbe liegen ein gutes Stück höher und werden von einem profilierten Kraggesims markiert.

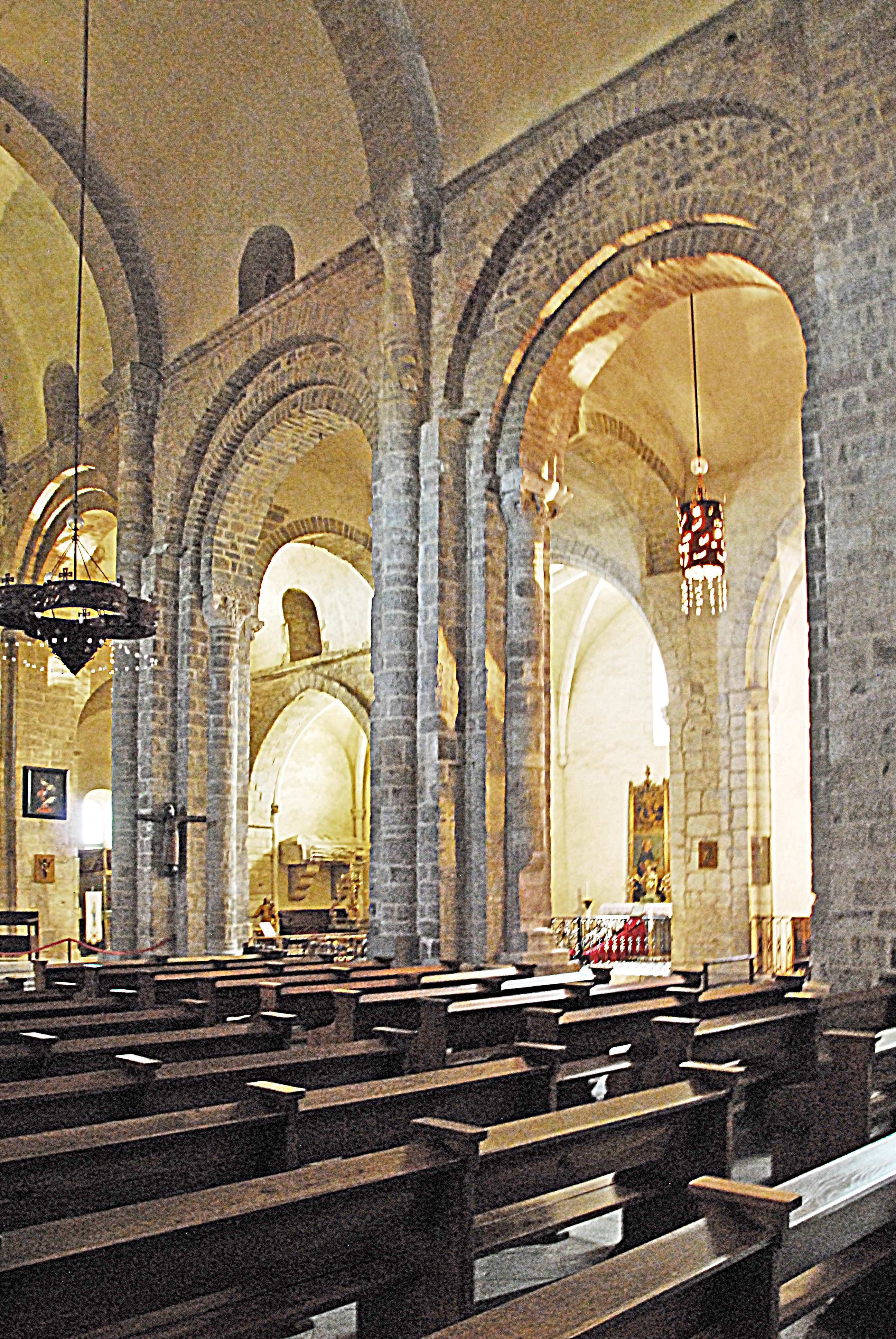
Mittelschiff, südl. Scheidewand

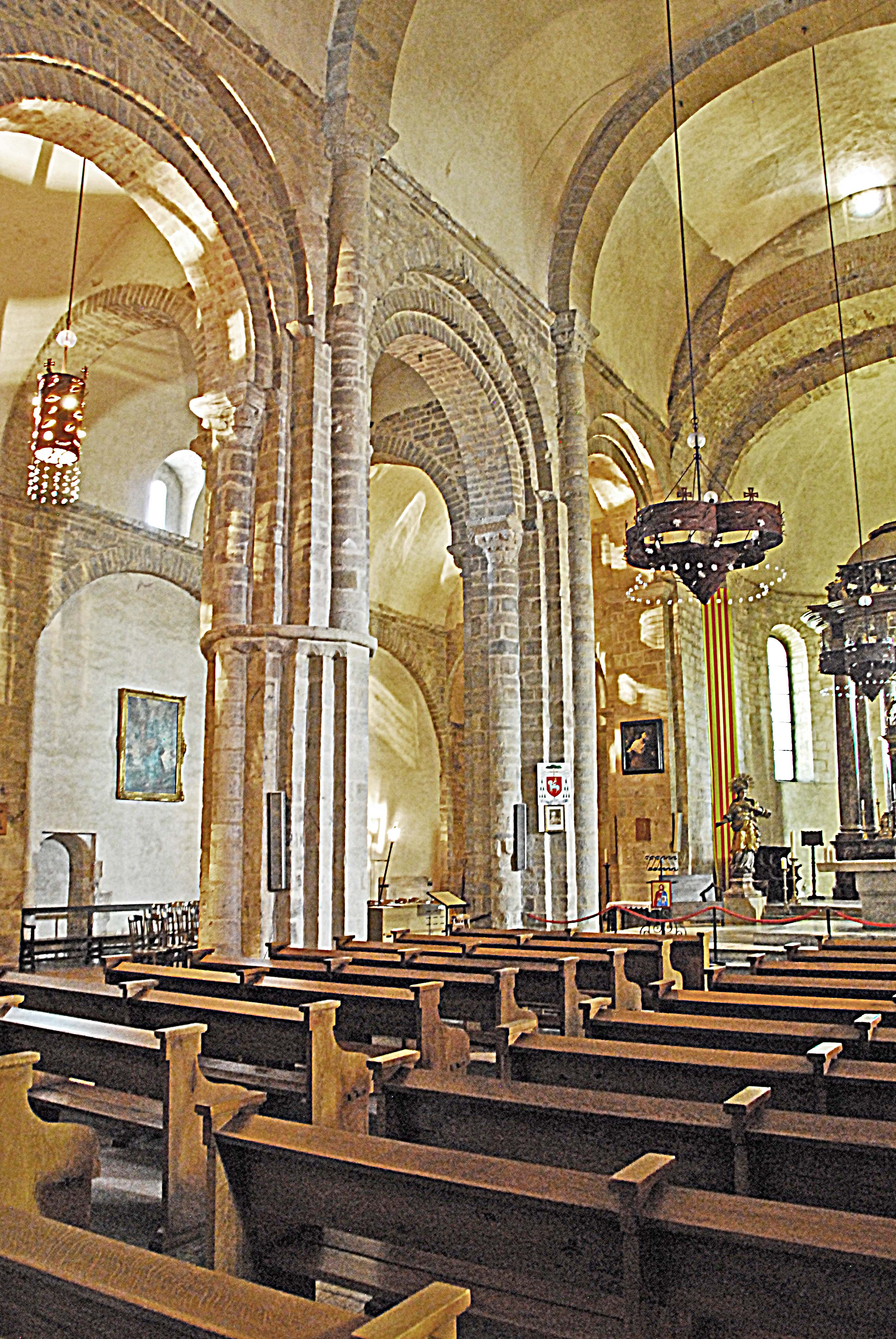
Mittelschiff, nördl. Scheidewand

Um den Schub des Hauptgewölbes zu übertragen, errichtete man über den vorher deutlich niedrigeren Seitenschiffen glatt verputzte Halbtonnengewölbe, teilweise auch innenseitig gestelzte Tonnengewölbe, die sich oberhalb der überflüssig gewordenen Fenster des Mittelschiffs gegen die Scheidewände abstützten. Für diese neuen Gewölbe wurden Verstärkungen der Seitenschiffaußenwände erforderlich, in Form einer über alle Joche durchlaufenden rundbogigen, teils auch leicht angespitzten Blendarkatur. Heute gibt es diese nur noch im nördlichen Seitenschiff, da die Außenwand des südlichen Seitenschiffs mit dem Anbau der gotischen Kapellen verschwunden ist und aus den Blendarkaturen offene Arkaden geworden sind, die ihre Lasten in die Querwände der Kapellen weiterleiten. Die Bogenansätze werden nur in der Kapelle vor dem 6. Joch durch Kämpferprofile markiert. Die Gewölbe der Seitenschiffe werden durch rundbogige Arkaden unterteilt. Zwischen deren Keilsteinbögen und den halben Schildbögen der Gewölbe sind glatt verputzte halbe Schilde entstanden, teils auch halbe einhüftig gestelzte Schilde. Die Seitenschiffarkaden lassen ihre Gewölbehöhen deutlich niedriger erscheinen, als sie auf der Scheidewandseite sind. Ihre Bogenansätze, beide auf gleicher Höhenlage, werden von schwachen Kämpferprofilen markiert. Die Keilsteinbögen stoßen mit ihren südlichen Enden hinter die inneren Wandverstärkungen, in denen auch die ehemaligen Pfeilervorlagen verschwinden. Die Pfeiler und Bögen der Scheidewand zum Schiff weisen auf den Seiten der Seitenschiffe einfache scharfkantige Rückversätze auf, und ihre Bogenansätze sind mit kräftigen Kämpferprofilen markiert. Die beiden östlichen Pfeilerpaare weisen auch zum Seitenschiff hin Dienste auf.
Wenn auch diese Analyse schon recht technisch ist, stellt sie die Merkwürdigkeiten der Kirche von Elne nur unvollständig dar. So weist zum Beispiel der vorletzte Pfeiler an der Nordseite des Hauptschiffs als einziger in der unteren Hälfte einen komplizierten Querschnitt auf, aus mehreren Rückversätzen und ohne den halbrunden Dienst auf der Schiffseite. Etwa in halber Höhe umschließt eine Art Kämpferfries den Pfeiler. Man erklärt sich diese Abweichung mit einer nachträglichen Ausbesserung und Verstärkung des Pfeilerfundaments vor dem Auflegen der Gewölbe.
Das südliche Seitenschiff öffnet sich über sechs Arkaden in die gotischen Kapellen, die nacheinander vom Ende des 13. bis Mitte des 15. Jahrhunderts und zu verschiedenen Epochen gebaut worden sind. Alle Kapellen haben einen rechteckigen Grundriss und werden von Kreuzrippengewölben überdeckt und durch unterschiedliche Fenster direkt belichtet. Der Raum vor dem 3. Joch ist kein Kapellenraum, sondern ein Verbindungsraum zum Südportal. Auch er und die beiden letzten Kapellen wurden etwa gleichzeitig gebaut und ihre Gewölbe weisen prismatische Kreuzrippen auf, die sich in einem schweren Schlussstein vereinigen.

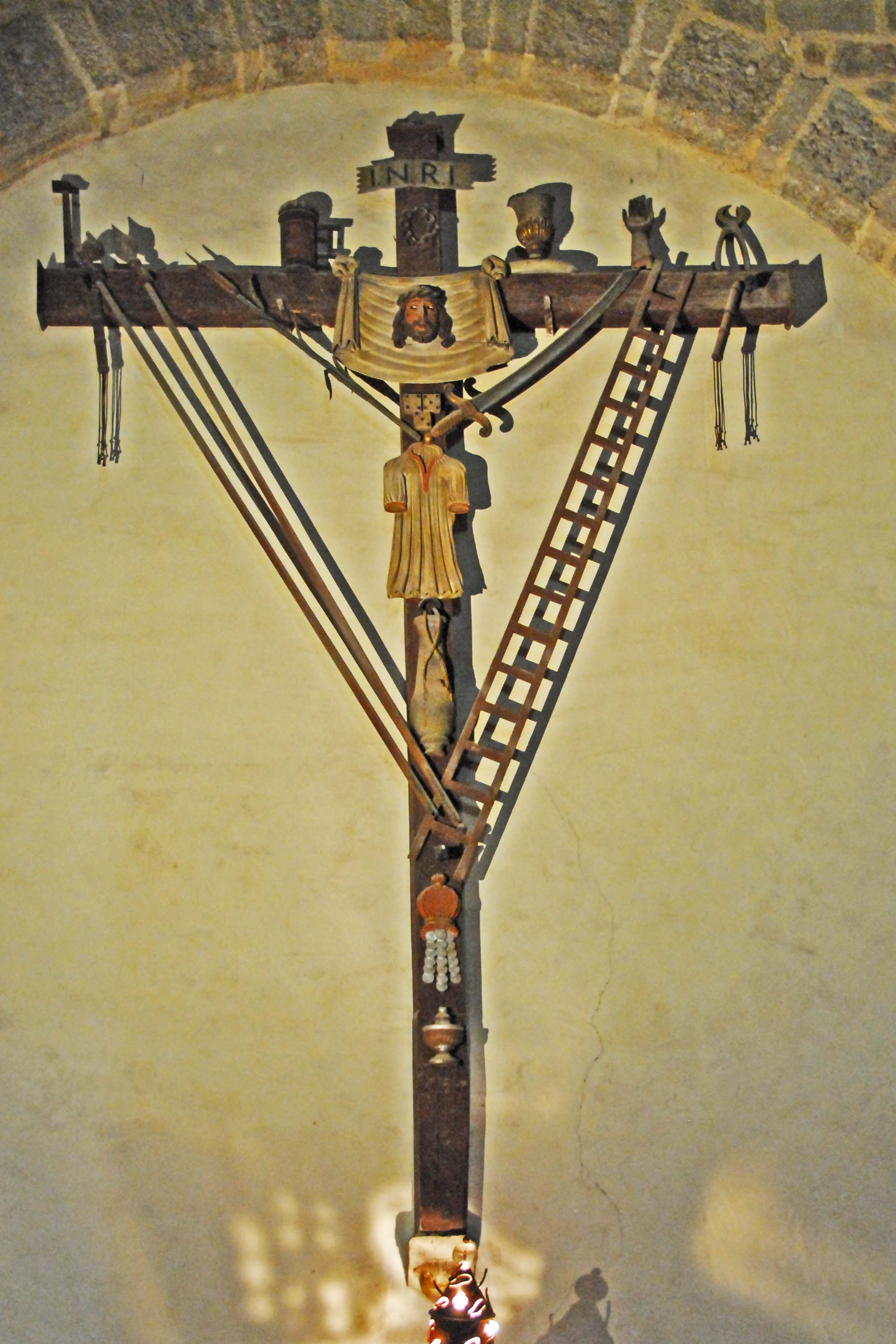
Arma-Christi-Kreuz

Die Fenster- und Türöffnungen sind jeweils auf die Kapellenachsen ausgerichtet. Die Kapelle vor Joch 6 wird von einem kreisrunden Ochsenauge und die beiden nächsten 5 und 4 von je einem relativ kleinen leicht spitzbogigen Fenster belichtet, das im 4. Joch ist geringfügig höher als das vorherige. Über dem rundbogigen zweiflügeligen Portal im Joch 3 befindet sich ein sehr kleines rundbogiges Fenster. Nicht mehr weit unter dem Gewölbe öffnet sich noch ein weiteres rechteckiges und schlankes Fenster.
In den Südwänden der letzten beiden Kapellen der Joche 2 und 1 ist je ein relativ großes spitzbogiges Fenster mit gotischem Maßwerk ausgespart, dessen Höhe fast über die obere Wandhälfte reicht. Die Bogenlaibungen ihrer Spitzbögen verlaufen innenseitig geradlinig und bilden so die Schenkel gleichschenkliger Dreiecke.
In der ersten Kapelle vor dem 6. Joch, die dem Bischof Raimund Costa (1289–1310) gewidmet ist, ruht auf zwei wuchtigen Kragkonsolen an der Ostwand sein Grabmal in Form eines Sarkophags mit dachförmigem Deckel, dessen Seitenwand mit einer Skulptur des Bischofs und Prälaten dekoriert ist. Die Figur ist in „stehender“ Haltung dargestellt, frontal zum Betrachter, und erteilt mit der Rechten den Segensgestus. Er ist mit seinem Ornat bekleidet, und sein Haupt ist mit einer Bischofsmütze bedeckt. Die Figur scheint aus einem Portal herausgetreten zu sein, das von einer Architektur aus einem Kleeblattbogen in einem Spitzbogen überdeckt wird. Diese Haltung ist bei vielen zeitgenössischen Darstellungen zu finden. Ein weiterer Grabstein in dieser Kapelle ist derjenige seines Bruders Petrus Costa, der am 13. August 1320 verstorben ist. Die Kapelle des 5. Jochs wurde auf Veranlassung und auf Kosten des Pfründeinhabers der Kathedrale Gilles Batlle erbaut, der hier bestattet ist. In dieser Kapelle findet sich eine Liegefigur des vom Kreuz abgenommenen Jesus Christus. Die Kapelle des 4. Jochs ist die St-Michaels-Kapelle. In dieser wird ein wunderbares gotisches Altarretabel aus dem 14. und 15. Jahrhundert in katalanischer Gotik gezeigt, das in seinen Malereien über das Wirken des heiligen Michael berichtet.

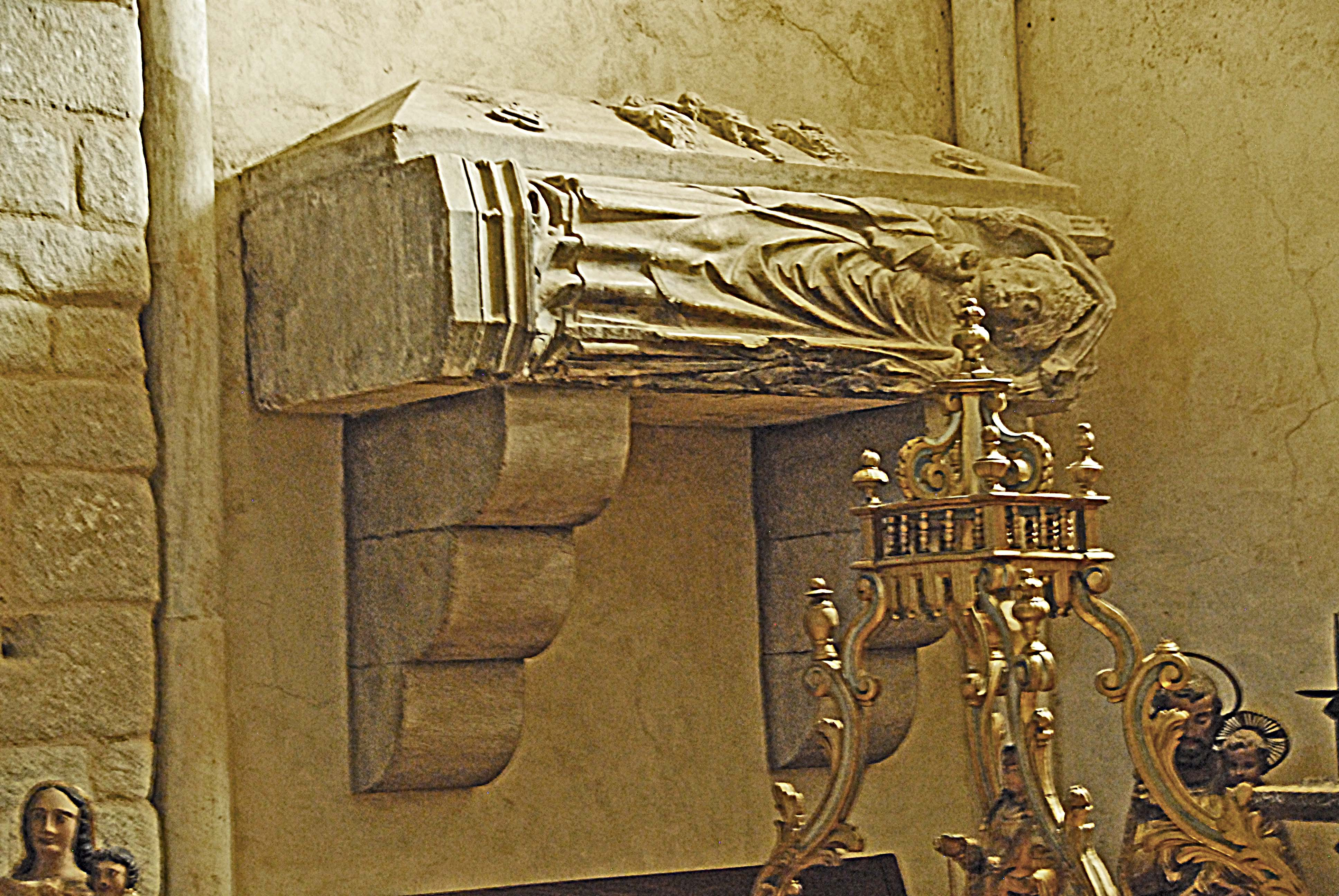
Grabmal Bischof Raimund Costa, Südkapelle Joch 6

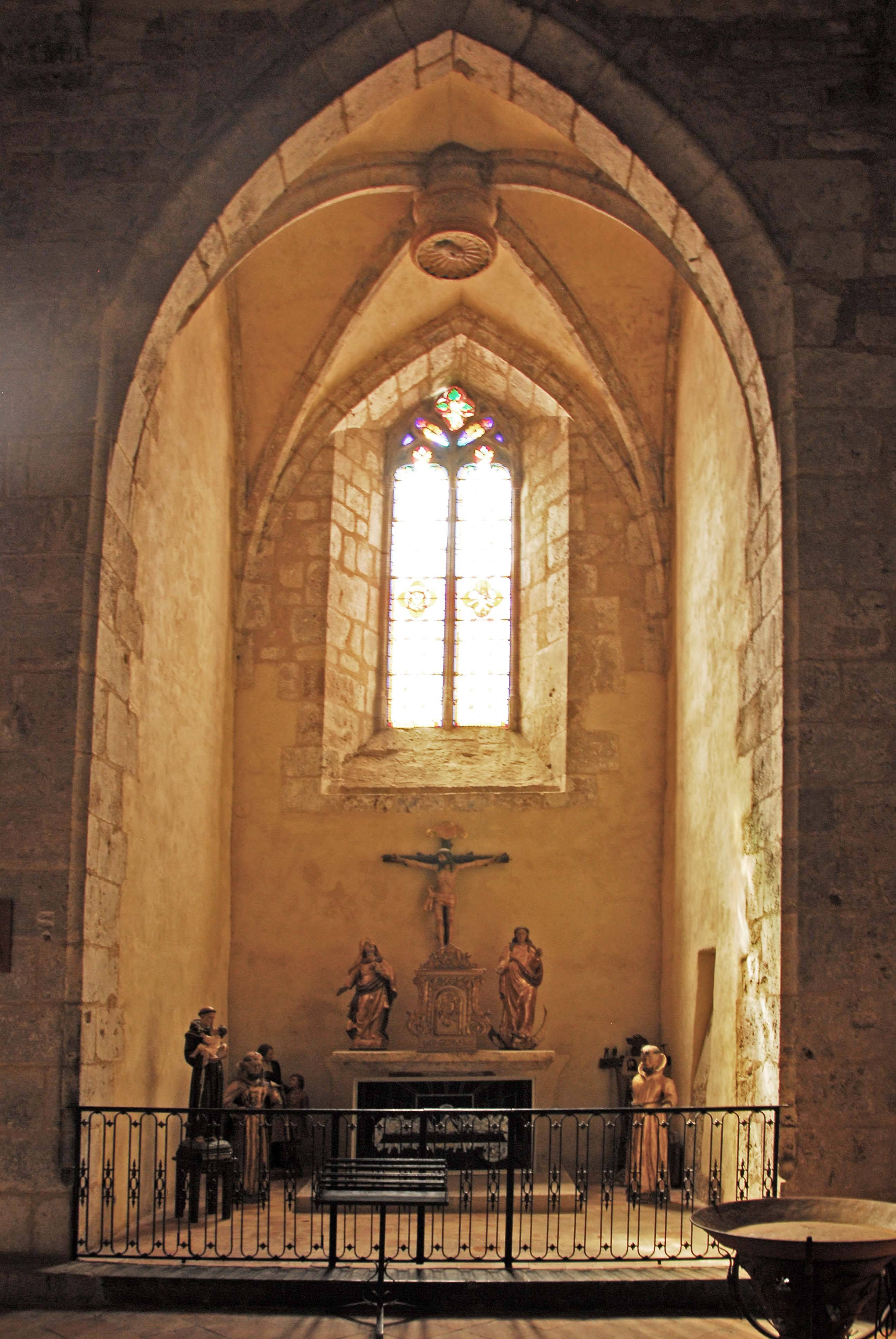
Südkapelle, Joch 1 oder 2
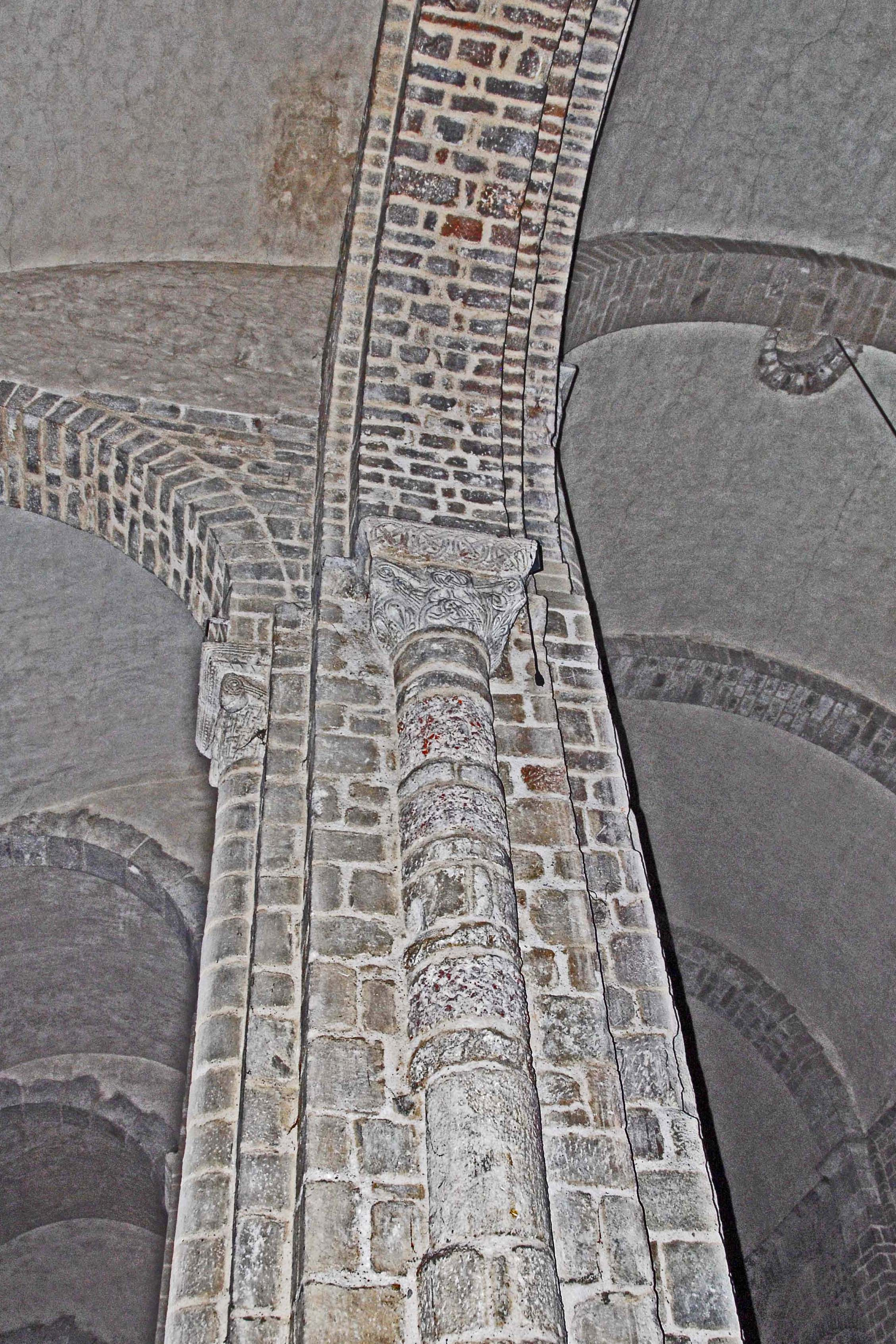
Südpfeiler, zwischen Jochen 5 u.6
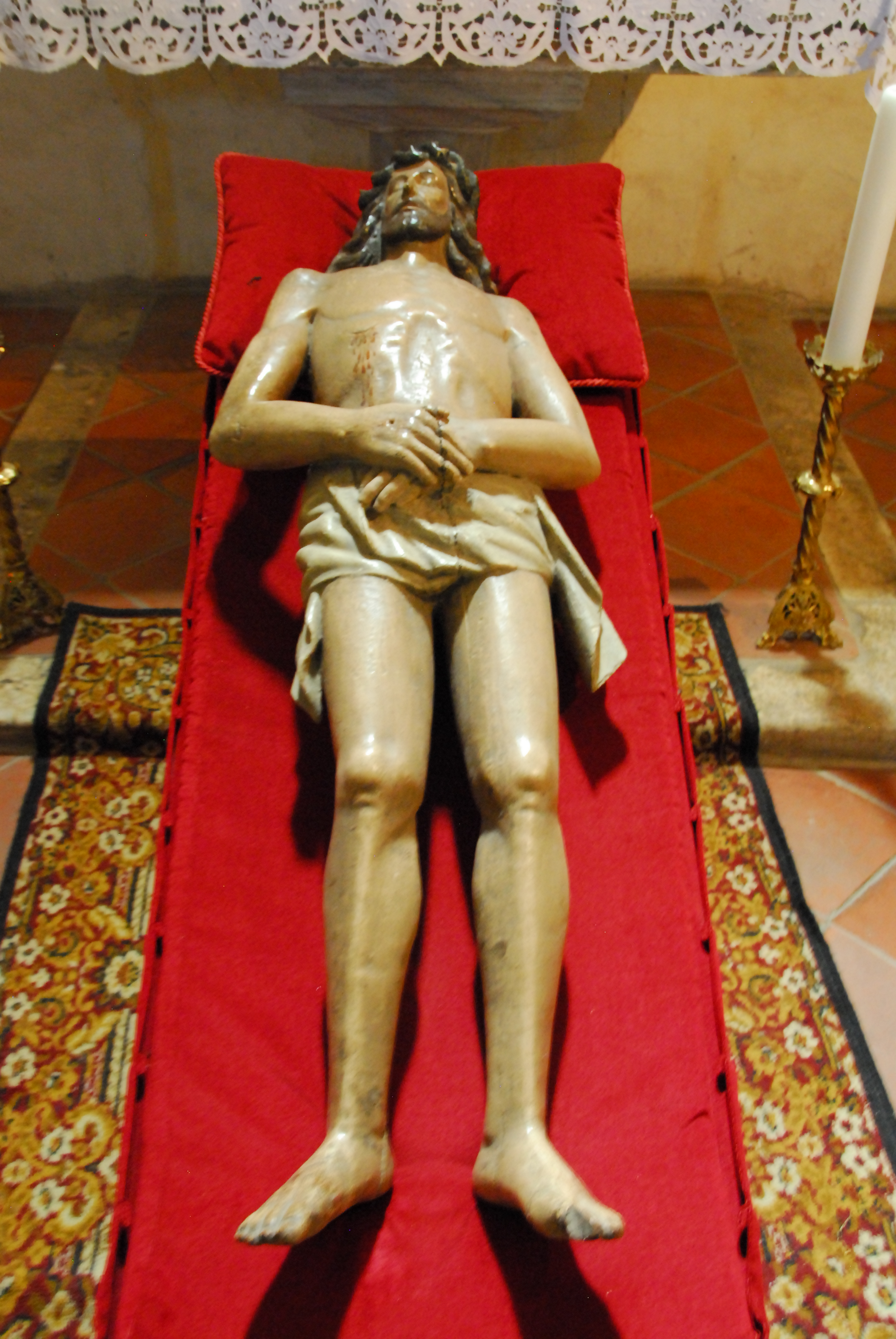
Liegefigur Christi
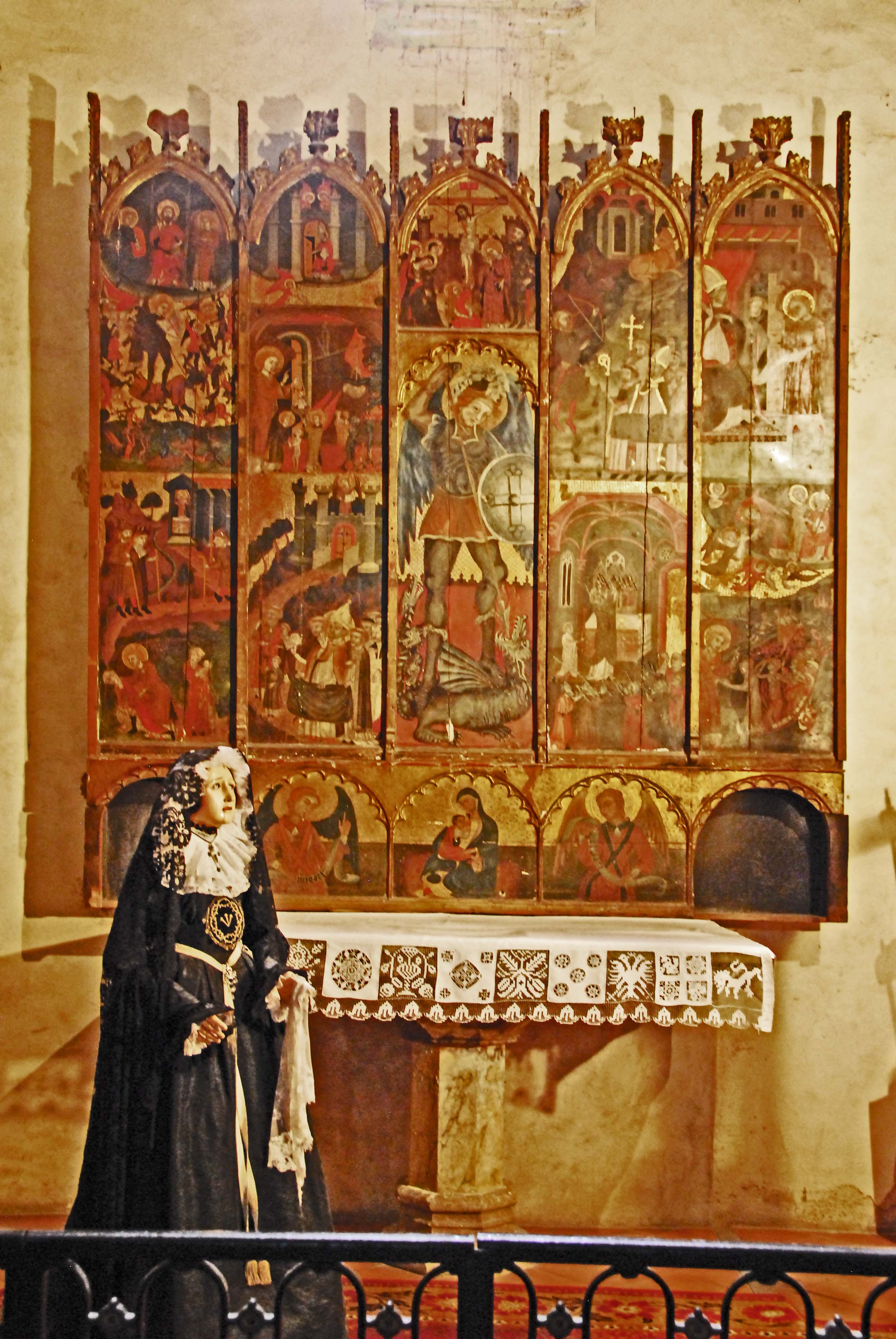
St-Michael-Altar

Im nördlichen Seitenschiff hängt auf der Nordwand im Joch 3 ein großes Holzkreuz mit den Leidenswerkzeugen, auch Arma-Christi-Kreuz genannt.
Das sind zum Beispiel: Eine dritte Hand am oberen Längsbalken symbolisiert die bewahrende Hand von Gott dem Vater; Ysopzweig mit einem Schwamm darauf; Dornenkrone; Purpurrock; Leichenhemd; Hammer; Zange, drei Würfel; Silberlinge des Judas; Kanne der Handwaschung des Pilatus; Schweißtuch der Veronika; Lanze; Rutenbündel; Kelch; Leiter und andere.

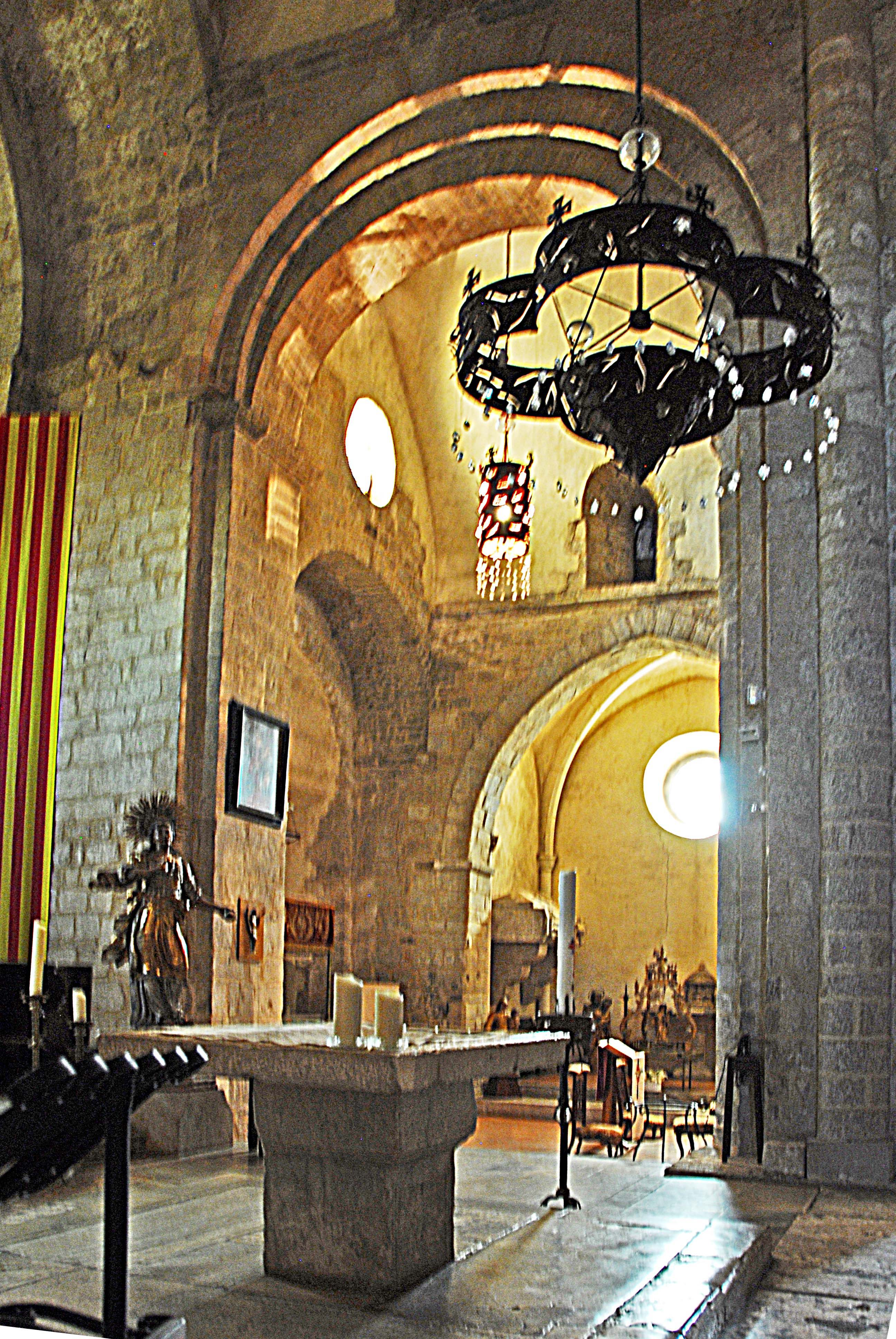
Altarraum Joch 6, aus nördl. Seitenschiff

##### Chorhaupt
Das Chorhaupt ist ein dreifacher Staffelchor. Den drei Apsiden sind kurze tonnengewölbte Chorjoche in der Breite des jeweiligen Schiffs vorgeschaltet. Ihre Höhenlagen bleiben deutlich unter denen ihrer Schiffe. Die Tonnengewölbe über den Jochen vor den Apsidiolen sind halb so kurz wie das Chorjoch. Im Hauptschiff erhebt sich über der schiffseitigen Kante des Chorjochbogens aus Keilsteinen eine sichelförmige verputzte Fläche der Ostwand des Schiffs. Ganz oben unter dem Gewölbescheitel ist in dieser Wand ein kleines kreisrundes Ochsenauge eingelassen. Über den Keilsteinbögen der noch kürzeren Joche vor den seitlichen Apsidiolen bekommt die Ostwand die Form halber Schilde, in denen jeweils ein deutlich größeres kreisrundes Ochsenauge ausgespart ist, mit stark aufgeweiteten Gewänden.

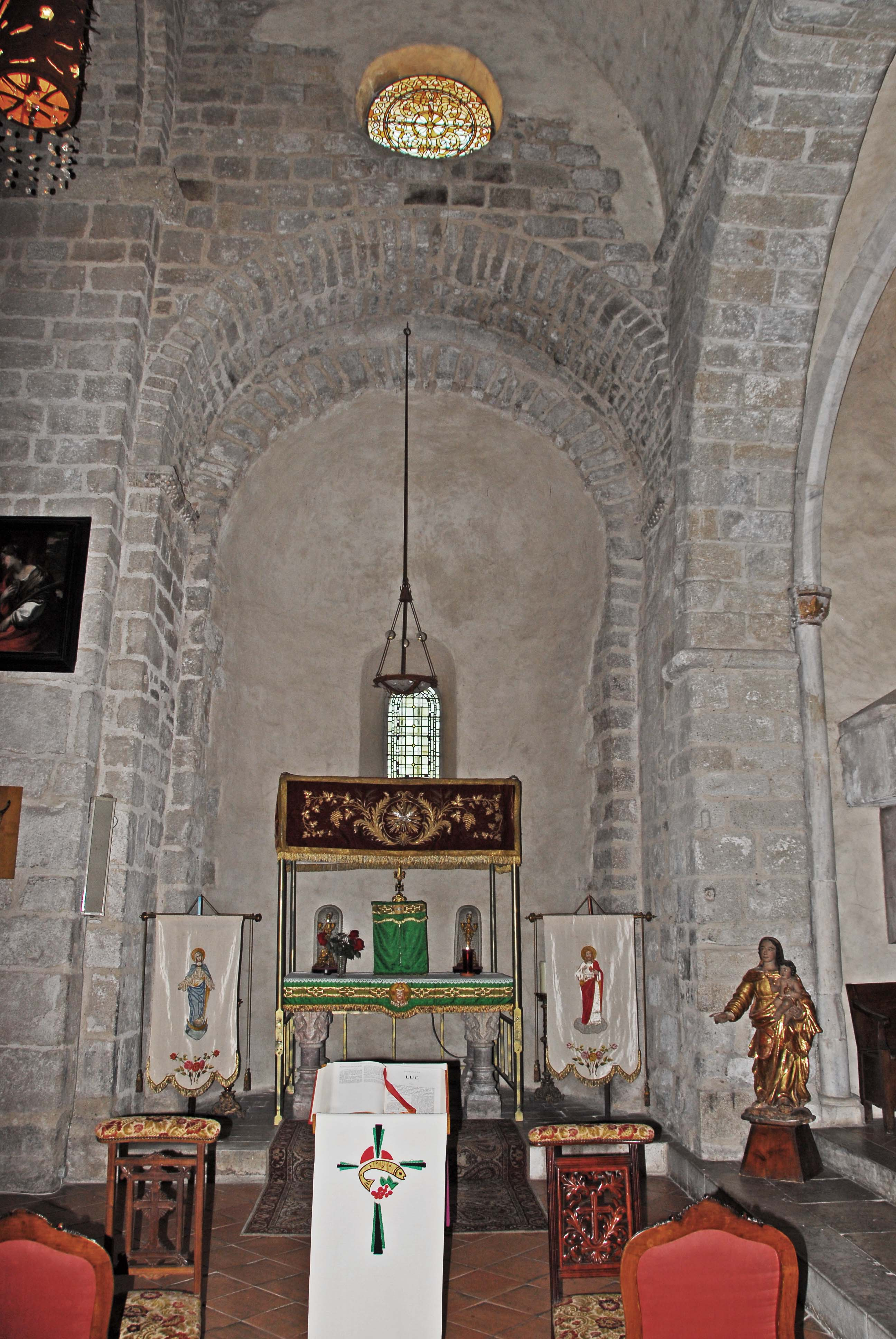
Südl. Apsidiole aus südl. Seitenschiff

Die Chorapsis und die sie flankierenden beiden Apsidiolen stehen auf halbkreisförmigen Grundrissen, deren Breiten gegenüber den Chorjochen sich deutlich verengen. In der Chorapsis verläuft der seitliche Wandversatz etwa in gleicher Breite um den ganzen Keilsteinbogen herum. Bei den Apsidiolen wird der Versatz im Bereich des Keilsteinbogens etwas breiter. In diesen geht die gebogene und glatt verputzte Außenwand ohne Zäsur in die halbkuppelförmige Kalotte über. In dieser Wand ist im Scheitel ein kleines rundbogiges Fenster ausgespart, mit aufgeweiteten Gewänden. In der Chorapsis wird die gebogene Außenwand aus Naturstein-Sichtmauerwerk von der glatt geputzten halbkuppelförmigen Kalotte durch ein umlaufendes Kraggesims getrennt, dessen Höhe etwa mit denen der seitlichen Schiffarkaden übereinstimmen. In der Außenwand der Chorapsis sind drei mittelgroße, schlanke und rundbogige Fenster ausgespart, mit nach innen aufgeweiteten Gewänden. Sie wurden im 19. Jahrhundert vergrößert. Die zentral angeordneten rundbogigen Fenster in den Apsidiolen sind deutlich kleiner.

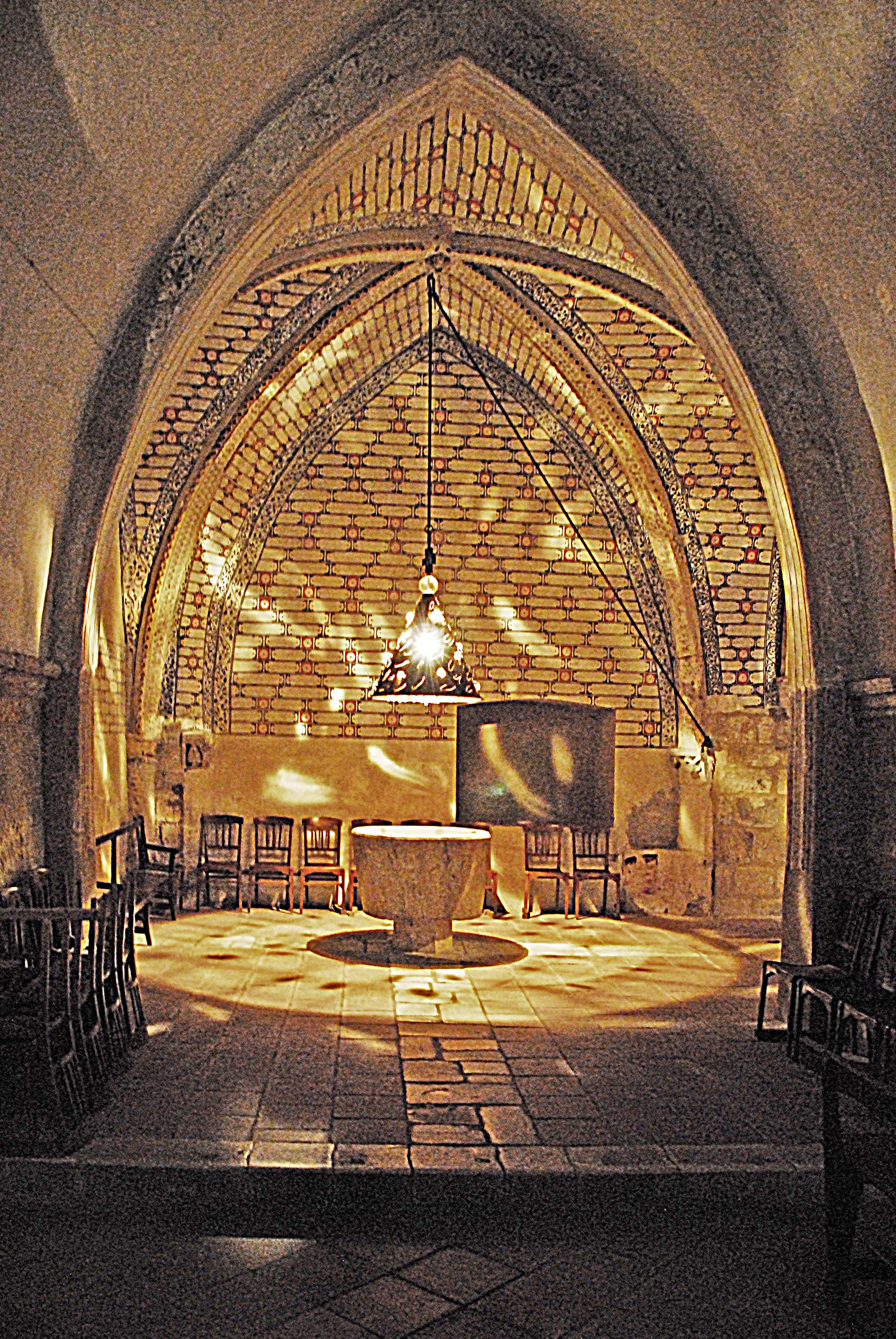
Taufkapelle im Narthex

Die Platte des 1069 auf Veranlassung des Bischofs Raimund, des Grafen Gauzfred von Roussillon und dessen Gemahlin Azalaïs errichteten Altars ist erhalten geblieben. Sie gehört zu einer Serie von Altarplatten aus der Schule von Narbonne, die sich durch profilierte Leisten mit einem breiten Rahmenband auszeichnen, welches aus halbkreisförmigen, sich nach innen öffnenden Pässen besteht, in deren Zwickeln einfache Blumenornamente mit drei Blütenblättern eingeschnitten sind. In die glatte Innenfläche ist eine lateinische Inschrift in großen Majuskeln eingraviert. Insgesamt gesehen ist es ein eher bescheidenes Werk und bleibt noch sehr hinter den schönsten Beispielen dieser Reihe zurück, nämlich den Altären von Gerona und Rodez. Als die Domherren 1721 den barocken Baldachin nach dem Beispiel der Pariser Kirchen Saint-Germain-des-Prés und Val-de-Grâce errichteten, verwendeten sie die oben genannte Altarplatte aus dem 11. Jahrhundert als Vorderfront des neuen Altars. Die beiden Marmorplatten, auf denen die Umstände der Errichtung des ehemaligen Altars beschrieben waren, dienten als Seitenwände. Als neue Mensa wurde eine lange schmucklose Altarplatte verwendet, auf der jedoch mehrere Namen eingraviert waren, so etwa Miro und Gerbert. Die Tischplatte mit den Gravuren ruhte auf einem römischen Grabstein aus Pyrenäenmarmor, während die romanische Altartafel und die beiden Inschriftplatten aus Carraramarmor geschaffen waren. Der Grabstein war umgedreht aufgestellt und mit einer Nische für Reliquien ausgestattet. Diese wurden in einem vergoldeten Silberreliquiar aus dem 14. Jahrhundert aufbewahrt, das selbst wieder in einer Holzkassette mit Inschriften steckte. Diese zerfiel allerdings zu Staub, als man sie entdeckte.
Der ursprüngliche Altartisch aus dem 11. Jahrhundert wurde nach Mitte des 20. Jahrhunderts von dem barocken Baldachin getrennt und ein Stück vor ihm auf den umgedrehten antiken Grabstein wie ehedem aufgelegt.

##### Westwerk mit Narthex und Orgelempore
Im Westen vor dem ersten Joch des Langhauses steht auf einem ähnlichen Grundriss wie ein Langhausjoch der Narthex, über dem sich das mächtige Westwerk mit den beiden Türmen erhebt. Im Bereich des Mittelschiffs ist der Narthex zusammen mit dem ersten Joch des Langhauses zweigeschossig und bildet im zweiten die Orgelempore, die von zwei Kreuzrippengewölben getragen wird. Ihr Boden liegt etwa in halber Höhe des Hauptschiffs. Der runde Bogen der Mittelschiffarkade zwischen Joch 1 und 2 liegt deutlich unter der Höhe der anderen jochteilenden Gurtbögen. Zwischen seinem Keilsteinbogen und dem Gewölbe ist ein sichelförmiges Wandstück eingefügt. Die östliche Emporenwand stößt seitlich hinter den schiffseitigen Pfeilervorlagen gegen den westlichen Pfeilerabschnitt und wird unterseitig durch den halbrunden Schildbogen des Kreuzrippengewölbes abgeschlossen. Die auf der Ostkante der Empore aufragende Orgel tritt im mittleren Bereich über diese Kante etwas vor. Die beidseitig an die Orgel anschließenden Brüstungen sind offene schmiedeeiserne Gitterwerke. Der Raum hinter der Orgel wird durch das große Fenster inmitten der Fassade erhellt. Im nördlichen Arm des Narthex ist eine Taufkapelle eingerichtet, die von einem spitzbogigen Kreuzrippengewölbe überdeckt wird. Im Zentrum steht ein großes steinernes Taufbecken.

##### Kapitelle im Langhaus

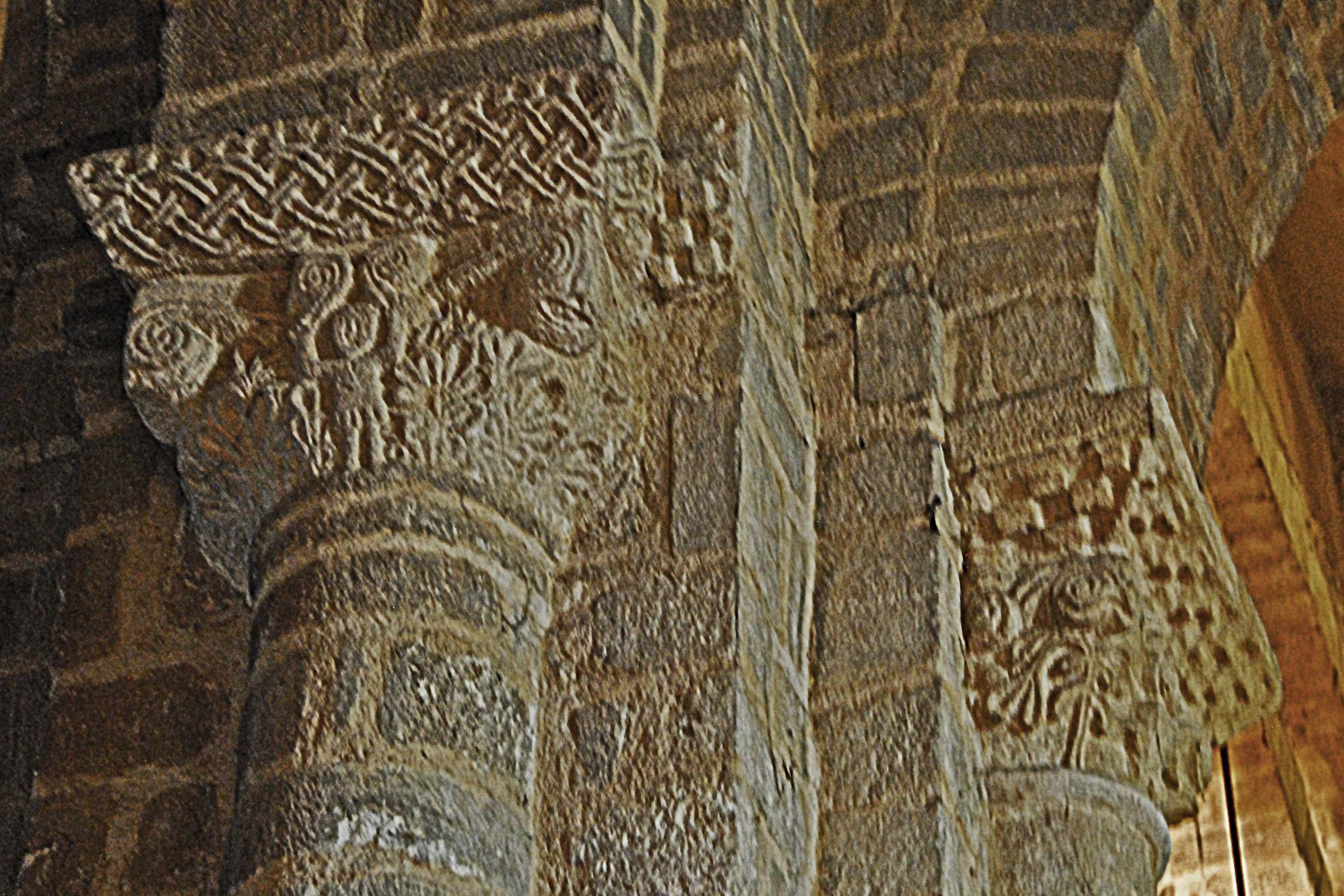
Kapitelle Nordpfeiler, Joche 5-6

Die Konstruktion der Gewölbe brachte keine Veränderungen der Pfeiler in ihrem unteren Teil mit sich, ausgenommen bei dem bereits erwähnten auf der linken Schiffseite zwischen den Jochen 5 und 6. Auch die ehemaligen Gurtbögen in den Seitenschiffen konnten erhalten bleiben, als die alten Kreuzgratgewölbe gegen die heutigen halben Tonnen ersetzt wurden. Sie bekamen lediglich Erhöhungen durch die halben Schilde. Auch die Kapitelle der östlichen Pfeiler blieben an ihrem Platz. Georges Gaillard wies ihre große Bedeutung für das Verständnis der Skulpturen im Roussillon um die Mitte des 11. Jahrhunderts nach. Neben Archaismen erkennt man auf ihnen Formen, die von den Bildhauern des folgenden Jahrhunderts verwendet werden sollten.
Im Großen und Ganzen behielt das Kapitell den Zuschnitt des klassischen Kompositkapitells, wurde aber um eine ganze Reihe verkürzt. Dadurch wurde der Kapitellkelch so stark abgeflacht, dass er oft wie ein nach oben breiter werdender Kegelstumpf wirkt. Nur in einem einzigen Fall ist der untere Teil verlängert worden und hat die Form eines Zylinders, der so die Säule fortzusetzen scheint. Die Unsicherheit des Bildhauers zeigt sich in der Wahl der Schaftringe. Manche Kapitelle haben gar keinen, andere sind voluminös. Manchmal in Form einer Kordel, manchmal mit kleinen Perlen geschmückt.
Der Dekor entfernte sich von der antiken Tradition. Das Akanthusblatt, auch wenn es nur stilisiert war, wurde durch Blütenblätter ersetzt, die entweder in Bohrtechnik, als Flachreliefs ausgeführt oder ein wenig unsystematisch verteilt wurden. Man findet aber auch von Herzen umschlossene Palmetten. Auf einem kräftig strukturierten Kapitell hat der Künstler Tannenzapfen unter den Eckvoluten aufgehängt und auf dem mittleren Konsolstein Ranken gezeigt. Darunter entspringen Stiele von Palmetten aus dem Mund einer menschlichen Maske. Noch weiter unten umgeben Palmetten den unteren Teil des Kapitells. Ein solches Kunstwerk kann sich unter die Vorläufer der großen romanischen Skulpturen des Languedoc einreihen, die etwa zwanzig Jahre später aufgetaucht sind.
An anderer Stelle erscheint eine kleine Figur inmitten des Blattwerks und markiert die Mittelachse der Komposition. Mit erhobenen Händen ergreift sie die Ranken der Mittelkonsole. Die voluminösen Vorsprünge an den Ecken, auf denen die Voluten eingraviert sind, haben die sehr deutliche Form von Mäulern, in denen Zähne unterschieden werden können. Dort wird man Zeuge der beginnenden romanischen Metamorphose: die strukturellen Formen erwecken eine eigenständige Tierwelt zum Leben, die der von Gott geschaffenen nichts schuldig bleibt.
Das gleiche Phänomen kann man an einem anderen Kapitell betrachten, das mit einer Art Korbgeflecht bedeckt ist. In Elne trägt das Flechtwerk wie in Sant Pere de Roda in gleichem Umfang zum Schmuck bei wie Blattwerk, Blüten und Palmetten.
Die floralen Elemente, das Flechtwerk und die ineinander verschlungenen Kreise können auch die Kämpferplatten schmücken, wo sie neben Rollenfriesen, einer Reihe kleiner Zähne oder einer einfachen Kartusche, die fälschlich „karolingische Kartusche“ genannt wird, verlaufen.
Die eher mittelmäßigen Kapitelle über den Diensten des Mittelschiffs stammen aus der Entstehungszeit des Gewölbes aus dem 12. oder sogar dem 13. Jahrhundert.

#### Konventsräume mit Kreuzgang
Die nur im Erdgeschoss verbliebenen Konventsräume flankieren in zwei Gebäudeflügeln im Osten und Westen den fast quadratischen leicht rautenförmigen Kreuzgang auf der Nordseite der Kathedrale. Im Obergeschoss der beiden Flügel sind nur die ersten Konventsräume erhalten, die unmittelbar an das nördliche Seitenschiff anschließen. Der Raum im Ostflügel war vermutlich ein belüfteter Vorratsraum und der im Westflügel ein Teil des Dormitoriums.
Die Konventsräume des Erdgeschosses, abgesehen von der Sakristei, werden vom Kreuzgang erschlossen, besaßen aber auch auf den Außenseiten Eingangsportale. Der erste Raum im Ostflügel ist die Sakristei, die unmittelbar von der Kirche erschlossen wird. Sie wird von einem Tonnengewölbe überdeckt, das von drei Gurtbögen unterteilt und von zwei rundbogigen Fenstern von Osten belichtet wird. Ein zusätzliches kleines Fenster und ein Wandpfeiler deuten darauf hin, dass das nördliche Viertel der Sakristei einmal abgeteilt war.
Der daran anschließende fast quadratische Raum ist heute eine mit zwei hohen Kreuzgratgewölben überdeckte Kapelle, die von einem spitzbogigen Fenster belichtet wird und nur von der Sakristei betreten werden kann. Dieser Raum war aber früher ein großzügiger Empfangsraum mit einem großen Portal in der Ostwand, von dem außenseitig noch die Konturen gut erkennbar sind. An der Türschwelle auskragende Quadersteine deuten darauf hin, dass dem Portal ein Podest vorgelagert war, von dem eine zehnstufige Treppe zum Gelände hinabführte, so wie das heute eine moderne Treppe gleich nebenan übernommen hat. Dieser Raum hatte vermutlich ursprünglich die gleiche Höhe wie die benachbarten Räumlichkeiten und besaß eine Verbindungstür zum Kreuzgang und wohl auch die heute noch erhaltene Tür zur Sakristei.
Der nächstfolgende Raum, der heutige Besucherempfangsraum, hatte ursprünglich eine andere Bedeutung. Ihm fehlten jedenfalls die Eingangstür und die zu ihr hochführende Freitreppe. Er hat die Tür zum Kreuzgang erhalten, wie auch die Tür zur Spindeltreppe in seiner nordwestlichen Ecke, die früher zum Obergeschoss der Konventsräume geführt hat.
Der nächste und den Flügel abschließende Raum ist sein kleinster. Er kann unmittelbar vom Kreuzgang über eine rundbogige Tür betreten werden und enthält eine geradläufige Treppe, die hinunter in das Souterrain führt, wo heute die Räumlichkeiten des historischen und archäologischen Museums zu finden sind, die vermutlich die gleichen Grundrisse besitzen wie die erdgeschossigen Räume darüber. Der größte Saal dieser Räume im Souterrain war die ehemalige Laurentiuskapelle.
Der erste Raum im Westflügel ist der größte der Konventsräume und ist aller Wahrscheinlichkeit nach der Kapitelsaal des Klosters. Er steht auf dem Grundriss eines lang gestreckten Rechtecks. Das Gewölbe wird in Querrichtung von zwei Gurtbögen in drei Abschnitte unterteilt; der erste ist etwas breiter als die anderen beiden. Dafür wird dieser noch einmal in Längsrichtung des Raums mit einem schlankeren Gurtbogen unterteilt. Die so entstandenen Felder werden von vier Kreuzrippengewölben ausgefüllt. Der Raum wird von Westen über drei schlanke rundbogige Fenster mit aufgeweiteten Gewänden belichtet. Fast in Mitte der Raumlänge wird er vom Kreuzgang erschlossen. Eine zweite Tür öffnet sich in der nördlichen Wand. Man vermisst hier die bei Kapitelsälen üblichen Öffnungen zum Kreuzgang aus einer unverschlossenen Tür und mindestens zwei doppelten Arkaturen.

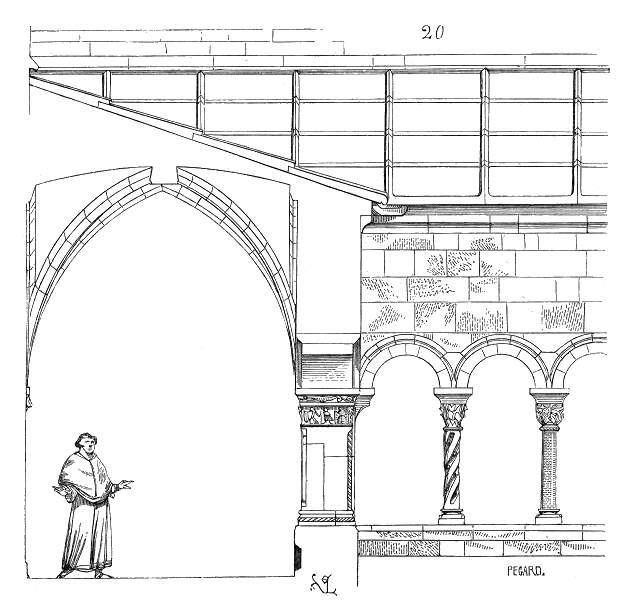
Querschnitt Kreuzgang, Grafik 1856

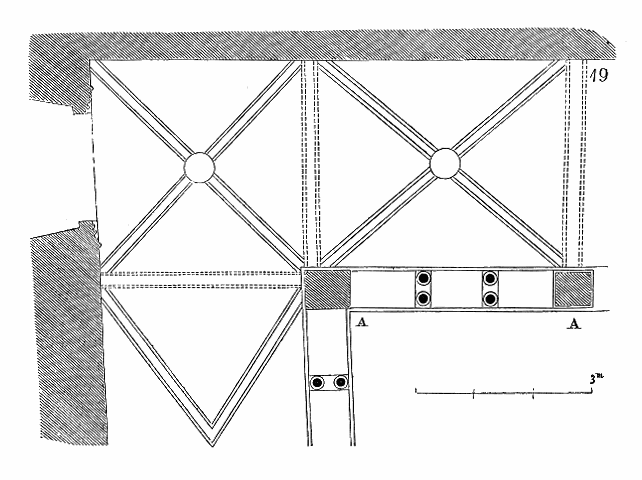
Grundriss, südwestliche Kreuzgangecke, Grafik 1856

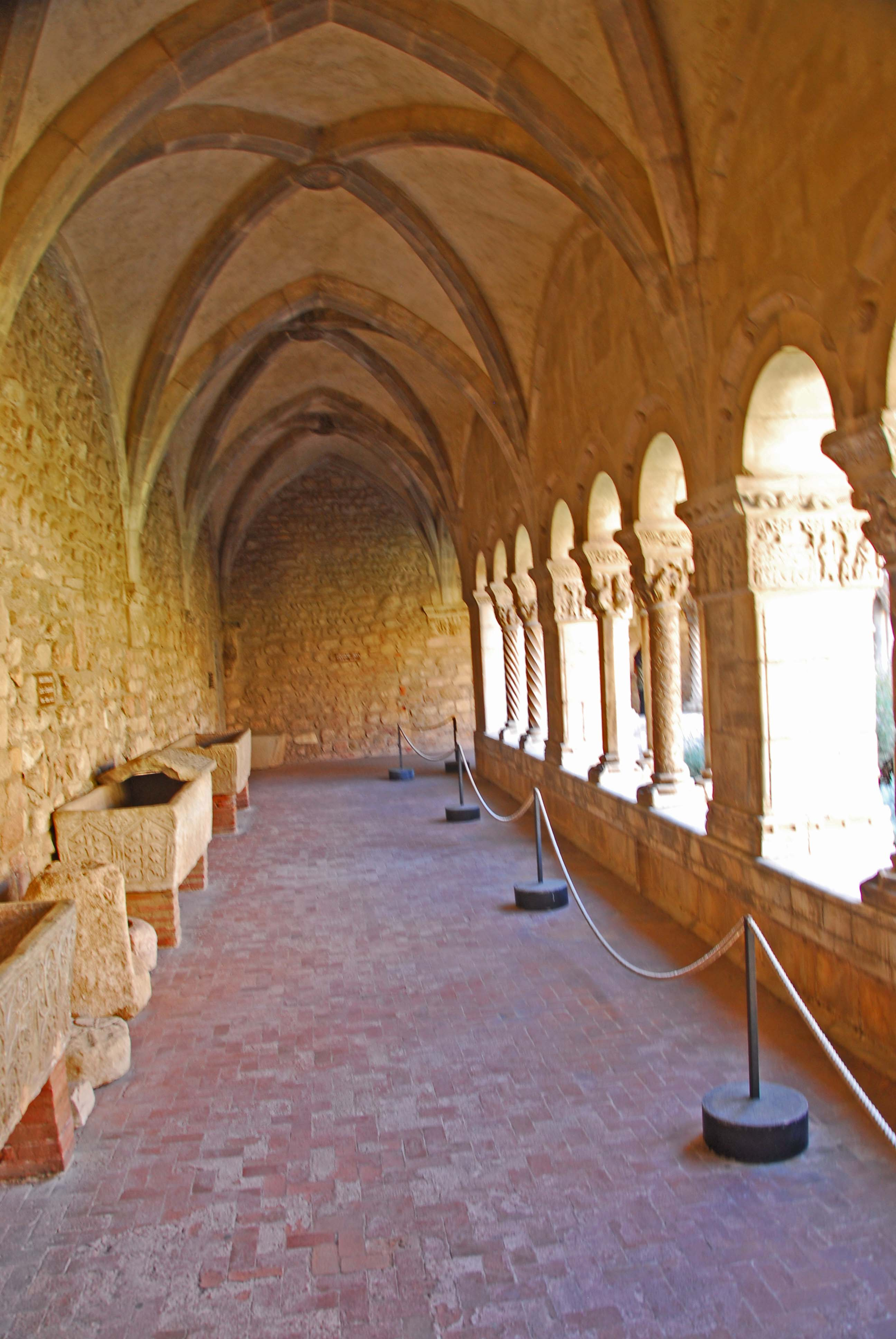
Ostgalerie von N

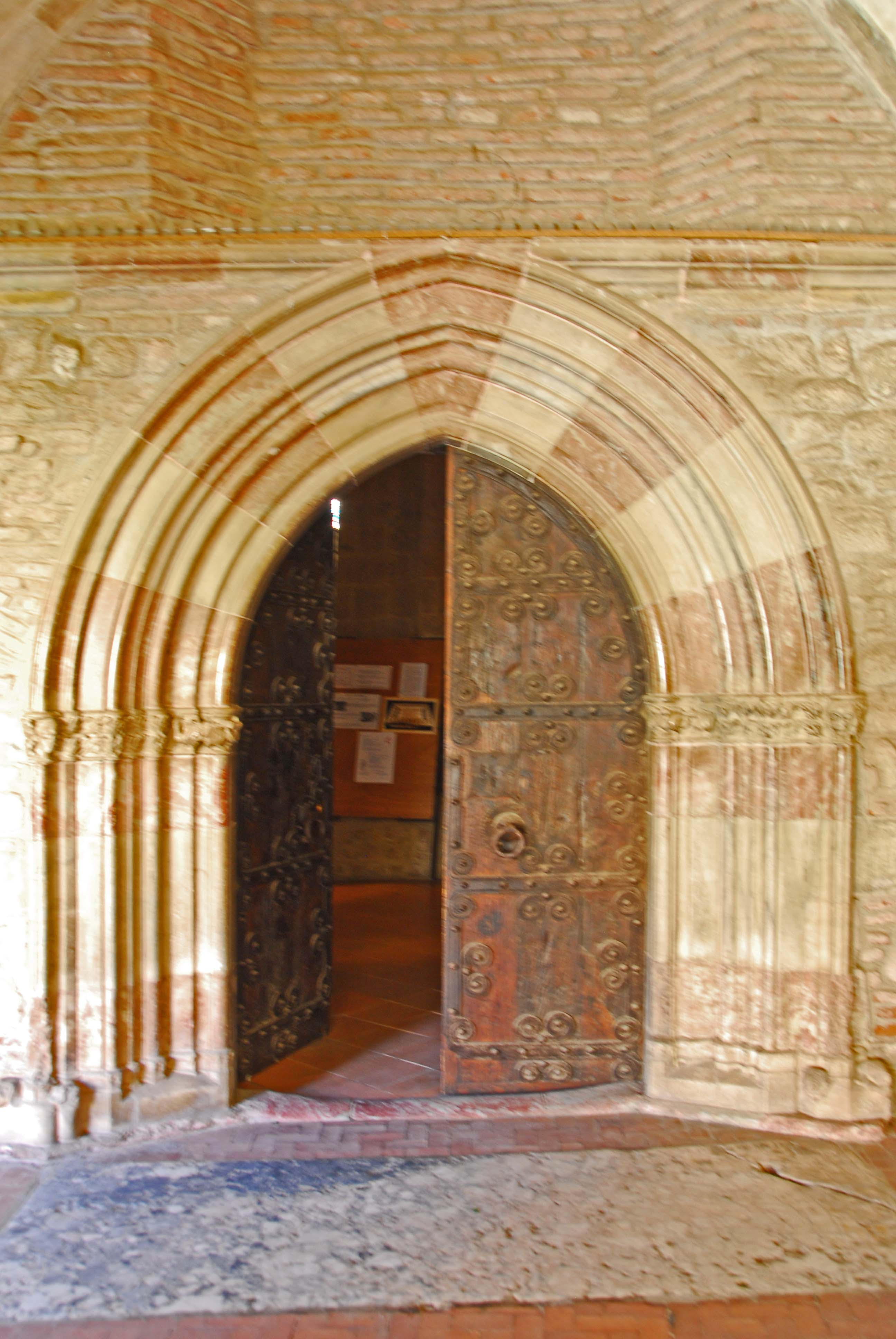
Südgalerie, Portal in Kirche

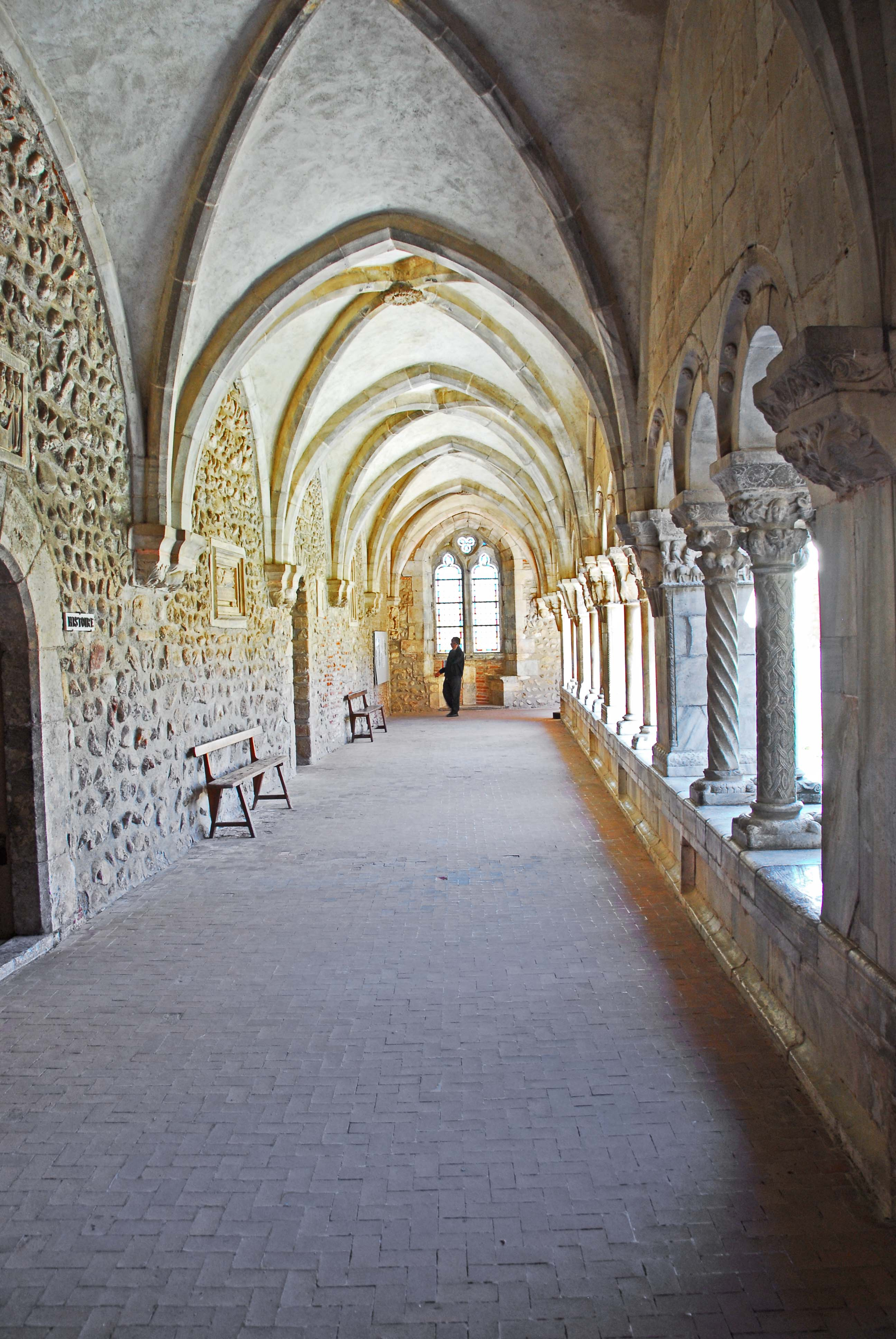
Westgalerie von S

Dahinter schließt sich ein schmaler Raum an, der auf allen vier Seiten je eine Tür besitzt: Im Westen ein Eingangsportal, im Osten eine Tür zum Kreuzgang und auf den anderen beiden Seiten je eine Tür zu den anschließenden Räumen. Möglicherweise war hier auch eine Geschosstreppe zum Obergeschoss untergebracht.
Danach folgt abschließend ein auch recht großer Raum, der einmal durch den Zusammenschluss zweier kleinerer Räume entstanden ist, die zu unterschiedlichen Zeiten errichtet worden sind. Der ältere und schmalere Raumabschnitt wird von einem Kreuzrippengewölbe überdeckt, ähnlich denjenigen im Kapitelsaal, und wird über ein Fenster wie dort belichtet. Der zweite nördliche und sicher jüngere Raumabschnitt besitzt rundum schlankere Außenwände und wird von einem kleineren Fester belichtet. Seine Decke ist vermutlich kein Gewölbe.
Der Kreuzgang ist das Zentrum der Konventstrakte und wird von ihnen und der Kathedrale umschlossen. Sein Inneres besteht aus den vier Kreuzganggalerien, mit jeweils vier Jochen. Bei der Nummerierung der Joche bleiben die Abschnitte in den Kreuzgangecken ohne Berücksichtigung. Die westliche und östliche Galerie ist etwa 3,30 Meter breit, die nördliche 3,00 und die südliche 2,80 Meter.
Siehe auch Querschnitt und Grundriss, Grafiken von Eugène Viollet-le-Duc (1856).
Die Kreuzrippengewölbe der Kreuzganggalerien stammen nicht aus den gleichen Epochen. In der Westgalerie ab dem zweiten Joch und in der im Norden besitzen die Rippenprofile ab Oberkante ihrer auskragenden Auflagekonsolen beginnend ihre volle Tiefe, die bis zu den Schlusssteinen hinaufreicht, die dort aus dem Gewölbe herausgearbeitet sind. In den anderen Galerien beginnen die Rippen unten in der Gewölbeschale und treten darüber langsam zunehmend daraus hervor. Dort ergäben vortretende Konsolsteine keinen Sinn und werden stattdessen durch skulptierte Marmortafeln ersetzt, alleine mit ornamentaler Funktion. Der Schmuck der Schlusssteine wird dort auf einer Art rundem Wappenschild aufgebracht.
Jean-Auguste Brutails stützte sich auf diese Beobachtungen und fasste die Reihenfolge, in der die einzelnen Gewölbeabschnitte erbaut worden sind, etwa so zusammen: Die älteste – und als einzige romanische – Südgalerie war ursprünglich auf ganzer Länge mit einer einfachen Holzbalkendecke überdeckt. Dann begann man damit, die westliche und nördliche Galerie mit den (oben beschriebenen) Kreuzrippen einzuwölben. Als man aber am Ostflügel ankam, galt diese Wölbung bereits als veraltet. Sie wurde durch ein moderneres Kreuzrippensystem ersetzt, das dann auch in der Südgalerie Verwendung fand und die alte Holzbalkendecke ersetzte.
Wenn man die Kapitelle der Galeriearkaturen genauer untersucht, lässt sich auch für deren Skulptur eine Chronologie erstellen, die die zeitliche Abfolge für die Entstehung der Gewölbe exakt bestätigt.
In den Wänden der Kreuzganggalerien sind außenseitig folgende Öffnungen ausgespart:
- In der Südgalerie öffnet sich gegenüber der westlichen das zweiflügelige spitzbogige Nordportal in die Kathedrale, das von zahlreichen abgestuften Archivolten umgeben ist. Am anderen Ende dieser Galerie gab es einen zweiten Zugang zur Kirche, eine rundbogige einflügelige Tür, die kreuzgangseitig zugemauert worden ist, von der aber im Seitenschiff der Kirche eine Wandnische übrig geblieben ist.
- In der Westgalerie gibt es zwei solche Türen zu Konventsräumen, und zwar im 2. und im 4. Joch der Galerie.
- In der Nordgalerie sind zwei große spitzbogige Fenster ausgespart, und zwar im westlichen Joch und eins um drei Joche weiter nach Osten. Beide sind mit gotischem Maßwerk dekoriert.
- In der Ostgalerie gibt es zwei Türen wie in der Westgalerie, je eine in den beiden nördlichen Jochen, zum Treppenhaus und zum Besuchereingang.

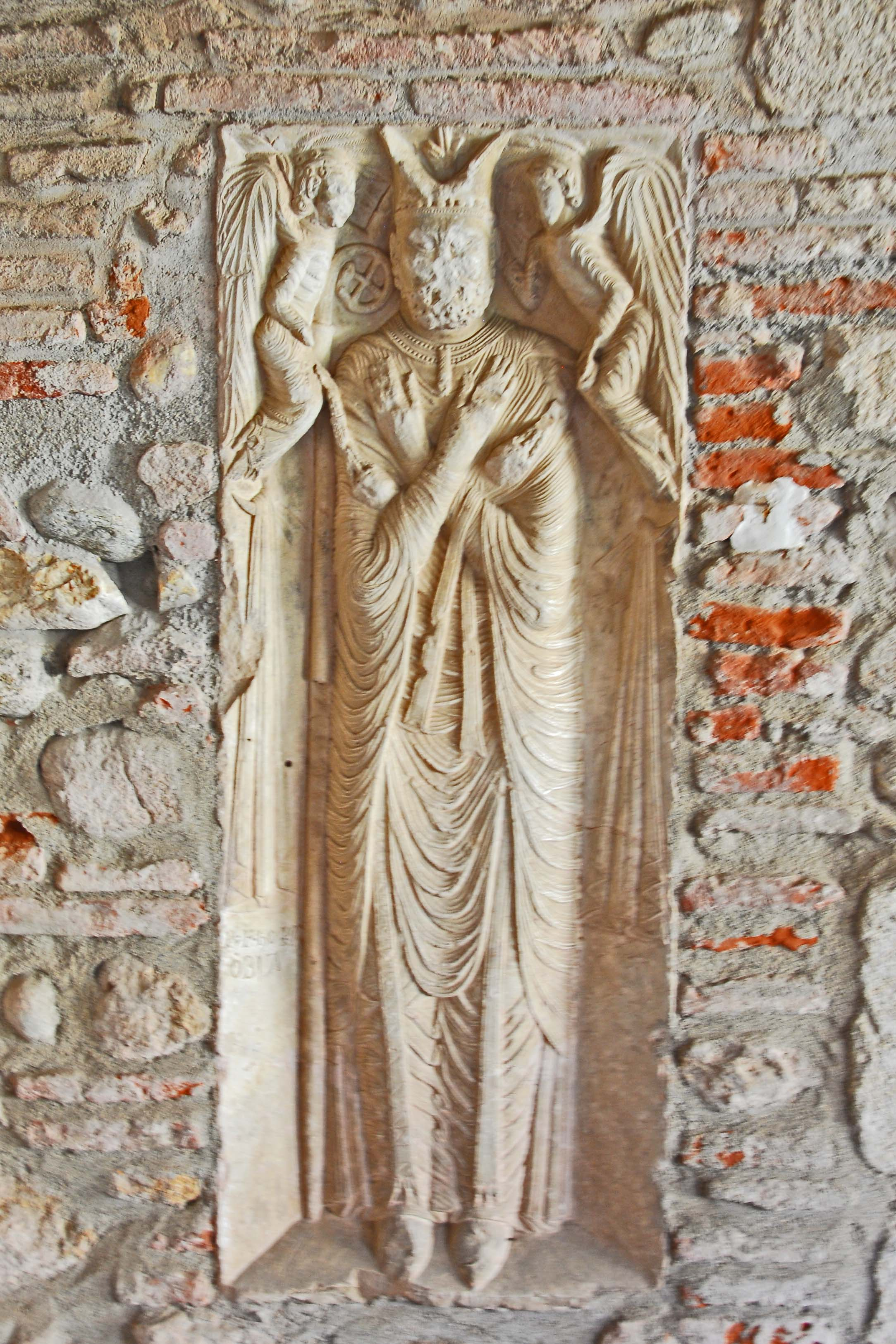
Grabmal Bischof Raimund von Villalonga (?)

In der Südgalerie finden sich zwei große Grabplatten aus weißem Marmor, die an den Enden der Galerie senkrecht stehend in die Wände eingelassen sind. Beide sind Werke des Bildhauers Raimund von Bianya, der sie selbst signiert hat. Die Grabplatte am Westende gehörte ursprünglich schon zum Kreuzgang von Elne und stellt einen stehenden Bischof mit verschränkten Händen dar. Er ist mit seinem Bischofsgewand bekleidet. Er trägt eine Albe mit engen Ärmeln und eine an den Armen hochgeschlagene Kasel. Um den Hals bildet das Amikt eine Art perlengeschmückten Kragen. Die Enden der Stola reichen beiderseits bis zu den Füßen hinab, das Manipel hängt über seinem linken Unterarm. Sein Haupt trägt eine Mitra in Form einer mittig eingebuchteten Mütze mit einem schmalen Band um die Stirn, das im Nacken verknotet ist und dessen Enden, die Fanone (Schultertuch), seitlich frei hinabfallen. Bei dieser Kopfbedeckung handelt es sich um die sogenannte „gehörnte Mitra“. Im 13. Jahrhundert änderte sich die Form der Bischofsmütze. Die Einbuchtung der Mitra nützte hier der Künstler geschickt, um darin die segnende Hand Gottes zu platzieren. Darüber hinaus stellte er auf jeder Seite seines Oberkörpers einen schwebenden Engel, die mit einer Hand ein Weihrauchfass schwenken. Sie scheinen mit der anderen Hand den Kopf des Bischofs zu stützen, was aber bedeuten soll, dass sie seine Seele aufnehmen.

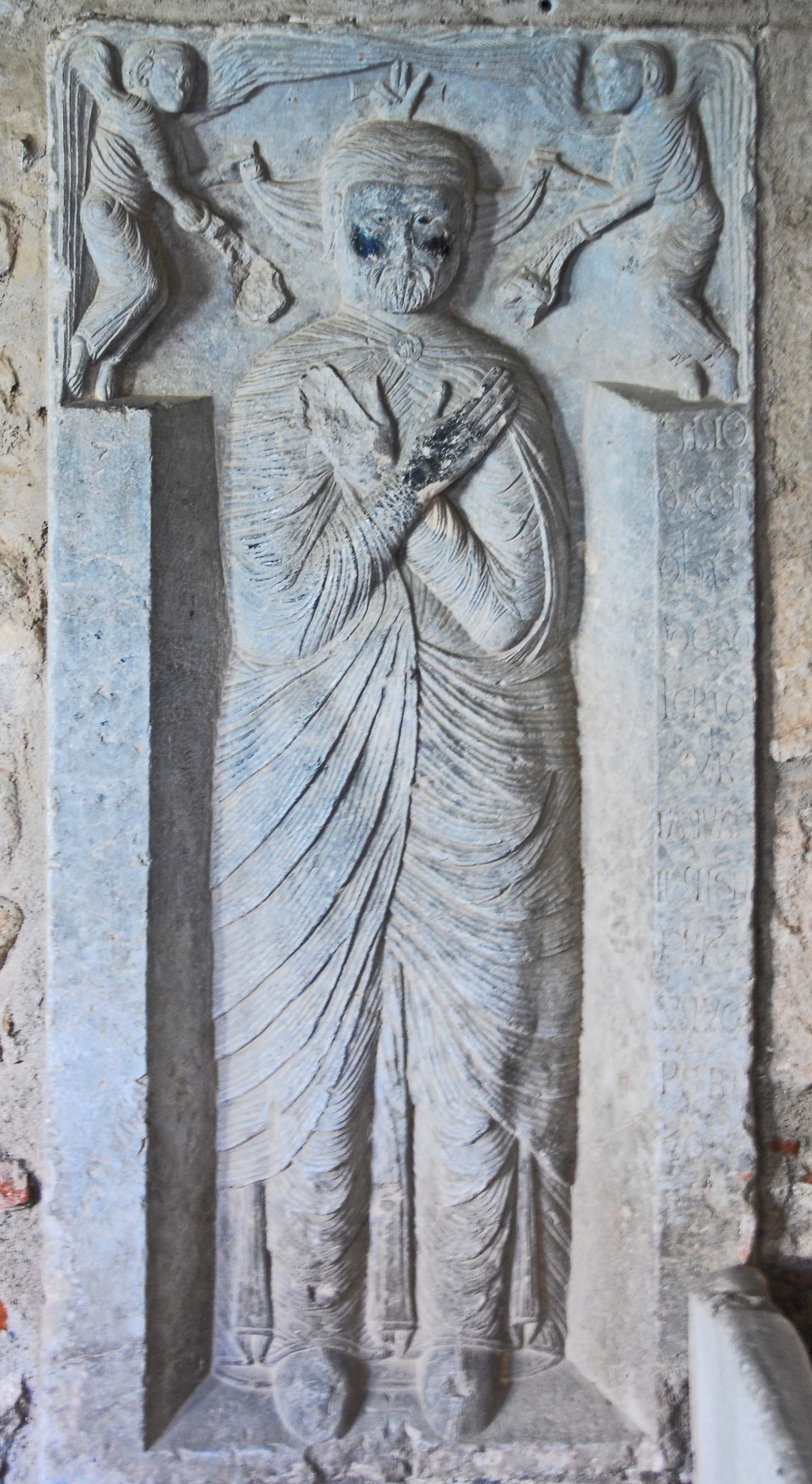
Grabmal Bischof F. du Soler (?)

Der Archäologe und Kunsthistoriker Pierre Ponisch schlug vor, in dieser Darstellung den Bischof von Elne Raimund von Villalonge (1211–1216) zu sehen, während Bernard Alart ihn mit einem anderen Raimund gleichsetzte, dessen Episkopat um 1201/02 endete. Derselbe Historiker schlug auch für die links von der Figur eingravierte Inschrift folgende Lesart vor: R(AYMVNDVS) F(ECIT) HEC OPERA DE BIA(NY)A, was bedeutet: Raimund von Bianya schuf dieses Werk.
Die andere Grabplatte am Ostende der Galerie stammt von dem Priorat von Eule (Pyrénées-Orientales). Dies war eine Gründung der Zisterzienserinnen und gehörte zu der katalanischen Abtei Poblet, deren Existenz seit 1172 belegt ist. 1363 wurde die Gemeinschaft nach Perpignan verlegt, und 1576 gab es dort nur noch drei Nonnen, die dann in spanische Klöster geschickt wurden. Das Priorat wurde dann von Zisterziensermönchen übernommen, die bis zur Revolution blieben.
Auf der Grabplatte existieren zwei Inschriften. Die eine liest sich ohne Schwierigkeiten und nennt den Namen des Verstorbenen „F. du Soler“, und sein Todesdatum mit „den 16. Kalenden 1203“. (In einer anderen Quelle heißt er „Ferran del Soler“). Die andere Inschrift ist rätselhafter und könnte etwa so übersetzt werden: „Raimund von Bianya schuf mich, und ich werde eine Statue sein“.
Dieser Bischof nimmt eine ganz ähnliche Haltung wie der vorherige ein, so sind auch seine Hände auf der Brust gekreuzt. Sein Gesicht überrascht durch seinen realistischen Ausdruck, den besonders die beiden lebhaften Augen unter langen Lidern hervorrufen. Auch dieser Bischof trägt eine lange Albe, über die ein Mantel geworfen ist. Er wird am Hals von einer Spange zusammengehalten. Die beiden seitlich von seinem Kopf schwebenden Engel schwenken mit einer Hand ein Weihrauchfass, die andere breiten sie hinter seinem Kopf aus, mit dem sie seine Seele aufnehmen, um sie in den Himmel zu tragen. Sie sind offensichtlich nach dem Vorbild der anderen Grabplatte gestaltet, haben aber deutlich mehr Platz zum Ausbreiten ihrer Flügel. Auch hier ragt hinter seinem Kopf, der aber keine Mitra trägt, die Hand Gottes hervor und unterbreitet den Segensgestus.
Die beiden Grabsteine präsentieren eine neue Art der Gewanddarstellung, wie sie auch auf dem Kapitell mit der Schöpfung und dem Sündenfall zu finden ist. Jedes Kleidungsstück – ob Alba, Mantel oder Kasel, selbst die Stola – ist mit zahlreichen kleinen parallel verlaufenden Falten übersät, die von tieferen Falten in Gruppen unterteilt sind. Sie verlaufen sehr selten vertikal, sondern bilden ein Netz schräg angeordneter Linien, die zur Körpermitte hin zusammenlaufen, nach außen hin auseinander streben. Die Vielfalt der Überlappungen ist beeindruckend; die kleinen Fältchen wirken fast wie Fäden. Die Beine wirken fast wie von Verbänden eingewickelt.
Diese recht komplizierte, dabei logische Faltenführung ist im letzten Viertel des 12. und zu Beginn des 13. Jahrhunderts auch bei dem Italiener Bernedetto Antelami zu finden, dem großen Bildhauer von Parma. Nur herrschte bei ihm, der sich bereits zur Gotik hin entwickelte, mehr Schlichtheit und Sachlichkeit als bei Raimund von Bianya, bei dem ein dem späten romanischen Stil eigener „Manierismus“ sich verselbständigte. Jedoch folgten beide Künstler bei der Verwendung dieser gewickelten und von unzähligen Fältchen durchzogenen Draperien nur den bereits vorhandenen romanischen Vorbildern. Diese antikisierende Strömung hatte nämlich bereits früher vereinzelte Vorläufer, was an italienischen Kunstwerken vom Typ der Kanzel im Dom von Pisa zu beobachten ist.

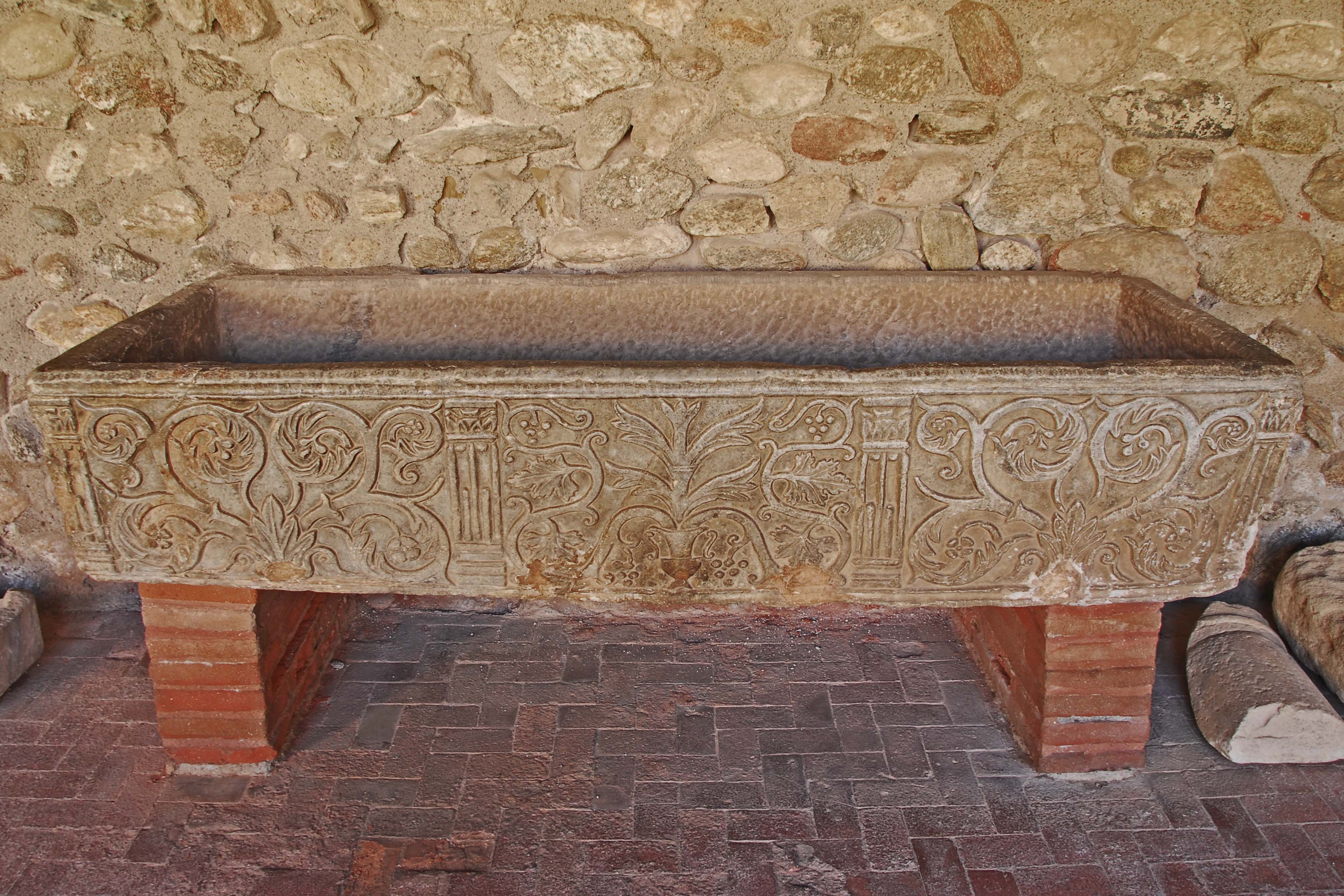
Ostgalerie, „aquitanischer Sarkophag“, 6.–7. Jahrhundert

Der Einfluss der Antike auf Raimund von Bianya ist so stark, dass man sich über die Zuschreibung eines kleinen Halbreliefs (29 × 19 cm), das in die Mauer der Südgalerie eingelassen ist, unschlüssig war. In der Mitte sitzt ein Engel mit großen ausgebreiteten Flügeln auf einem rechteckigen Stein, über den eine Decke gebreitet ist. Es ist dies der im Evangelium erwähnte Fels, der vom Grab Christi weggerollt worden ist und heute in Jerusalem noch verehrt wird. Der Engel erhebt die linke Hand, in der rechten hält er ein Zepter mit einer Lilie. Links und rechts von ihm stehen Petrus und die verschleierte Maria Magdalena, deren Haltung tiefen Schmerz ausdrückt. Hierbei handelt es sich um eine unvollständige Darstellung von der Auferstehung Christi. Johannes (20, 1-10) und Lukas (24, 1-8) berichten, wie Maria aus Magdala und Petrus zum leeren Grab kamen. Marcel Durliat glaubt, die Skulptur Raimund von Bianya zuschreiben zu können. A. Frolow hat jedoch Gründe für eine Datierung in die Spätantike oder in das frühe Mittelalter aufgeführt.
Aus der westgotischen Zeit (6. bis 7. Jahrhundert) stammen die in der Ostgalerie aufgestellten drei sogenannten „aquitanischen Sarkophage“, die in der Umgebung gefunden worden sind. Das Flachrelief einer ihrer Längsseiten zeigt üppiges sorgfältig gearbeitetes Pflanzendekor, mit christologischen Motiven durchsetzt, die die spätantik-frühchristliche Tradition der Arleser Schule abgelöst hatte. Die Szene ist mit vier Pfeilern in drei gleiche Felder unterteilt. Drei sich großräumig kringelnde Ranken breiten sich symmetrisch in den Feldern aus, die aus Blattfächern und einem Kelch hervorquellen und Weinblätter, Weintrauben, Blüten und Palmetten tragen.

#### Fehlende Konventsräume
Auch wenn man sich die verschwundenen Räume im Obergeschoss hinzudenkt, muss man doch davon ausgehen, dass die hier vorgestellten Räumlichkeiten des Kapitels von immerhin 24 Domherren zuzüglich denjenigen des Bischofs und seiner Vertrauten und Bediensteten absolut nicht ausreichen.
Zu einem geschlossenen Lebensbereich einer Gemeinschaft von Mönchen gehören neben den vorstehend genannten Räumlichkeiten: Kreuzgang, Kapitelsaal, Sakristei, Dormitorium (im OG), Vorratsräume (Keller und OG), aber auch: Refektorium, Küche, Wärmeraum (Calefactorium), Sprechraum (Parlatorium), Fraterie, Herrenhaus, Krankenstation, Laienrefektorium, Waschräume, Toiletten und auch die Wohnung des Bischofs.
Die bekannten Quellen geben keine Auskunft über die ehemalige Existenz solcher Räumlichkeiten. Es wäre durchaus vorstellbar, wenn auch an der Nordgalerie ein Nordtrakt des Refektoriums bestanden hätte. Andererseits kennt man auch die Unterbringung derartiger Bereiche losgelöst vom Hauptbauwerk des Klosters, wie zum Beispiel beim bischöflichen Kloster St-Pierre-et-St-Paul de Maguelone.

## Säulen- und Pfeilerskulptur der Kreuzganggalerien
Wenn man das Nordportal der Kathedrale zum Kreuzgang durchschreitet, erlebt man eine Überraschung. Man gelangt aus einem geschlossenen halbdunklen Raum in strahlendes Licht, das von der Patina goldfarbenen Marmors noch gesteigert wird.
Dieses Fest der Augen müssen die Domherren einst im Sinn gehabt haben, als sie den wundervollen Rahmen für ihr Gemeinschaftsleben erbauen ließen. Das wird in einer Inschrift bestätigt, die auf zwei Seiten eines Pfeilerkapitells der Südgalerie eingraviert ist.
ECCE SALVTARE PERITER FRATRES HABITARE: ECCE QVAM BONVM ET QVAM IOCVNDVM (sic) HABITARE FRATRES IN VNVM.
Dieser fromme Spruch nimmt den ersten Vers von Psalm 133 (132) auf, der von den Chorherren gesungen wurde, wenn sie einen Postulanten empfingen:
„Seht! Wie gut ist es, wie süß, alle gemeinsam als Brüder zu leben.“
Die Säulenschäfte sind überwiegend glatt ohne jede Dekoration. Einige Säulen sind hingegen mit unterschiedlichen Ornamenten meist als Flachreliefs verziert, wie etwa das aus Bändern mit Längsrillen in wellenförmigen Mäandern über die ganze Säulenhöhe besteht, die sich untereinander verschlungen haben. Die frei gebliebenen Felder sind mit Rosetten, Blattfächern, Kleeblatt und Davidstern gefüllt, an anderen Säulen bleiben sie frei. Weitere Ornamente sind eine um den Schaft gewundene Ranke mit großen Weinblättern oder gewundene Ranken mit gekrümmten Zweigen und Blattfächern oder senkrecht aufsteigende Ranken mit großen Palmenblattfächern. Tiefgründiger ist das Ornament aus um die Säule spiralförmig gedrehten breiten Kanneluren, deren Kanten in feine Rillen aufgelöst sind. Sie weisen ausgerundete Endstücke und einige in die Kanneluren eingelassene Kugeln auf.

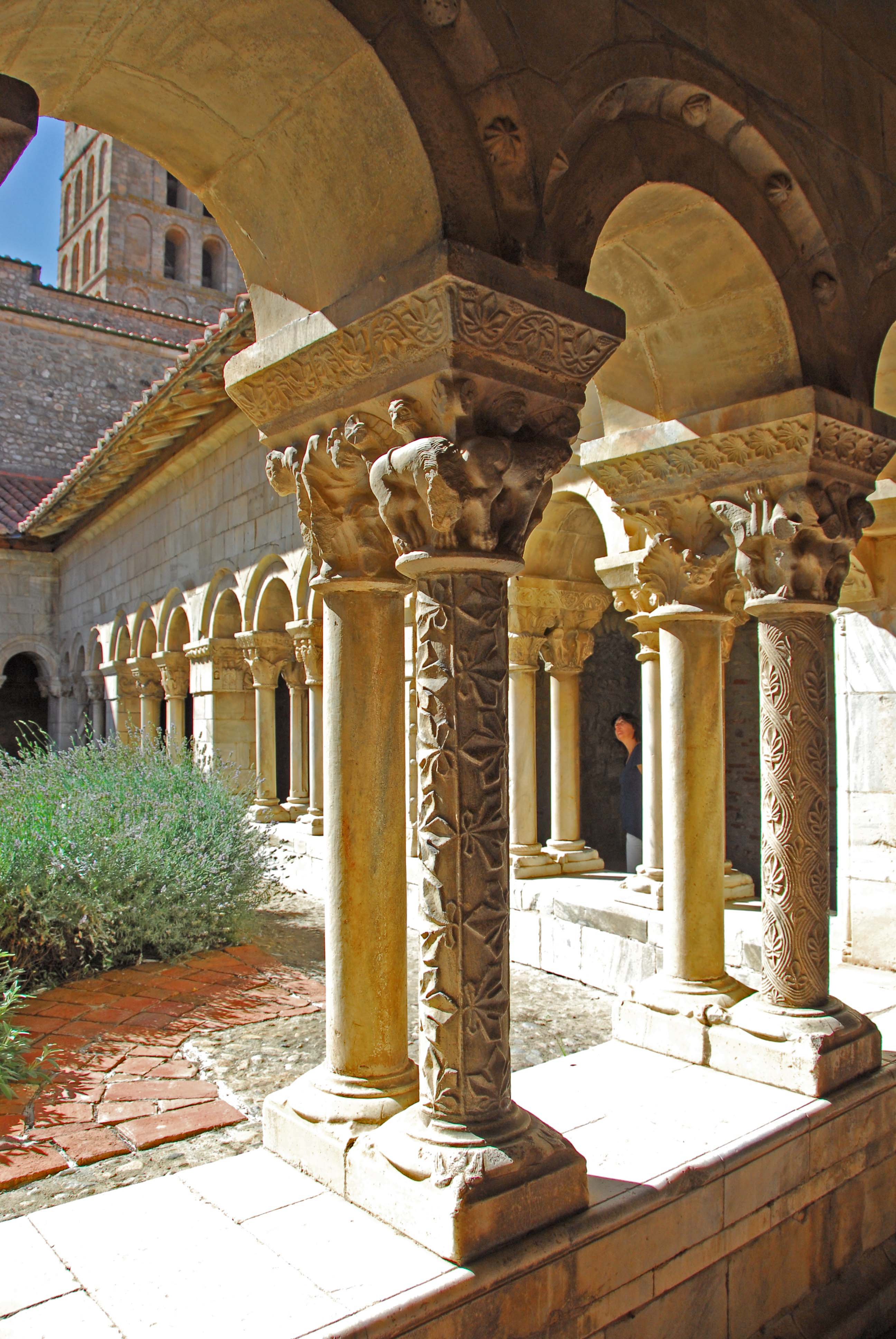
Säulen Nordgalerie
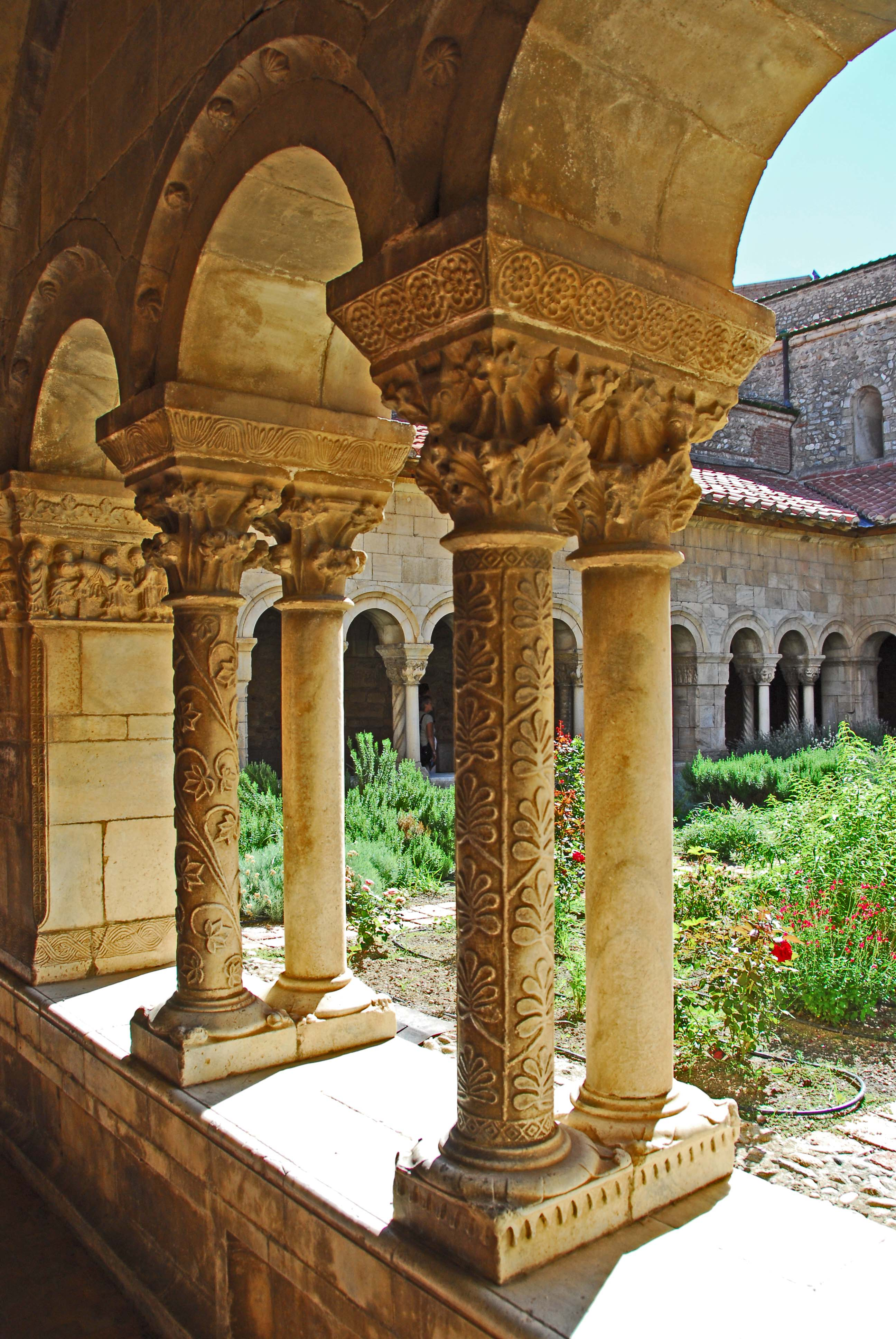
Säulen Nordgalerie
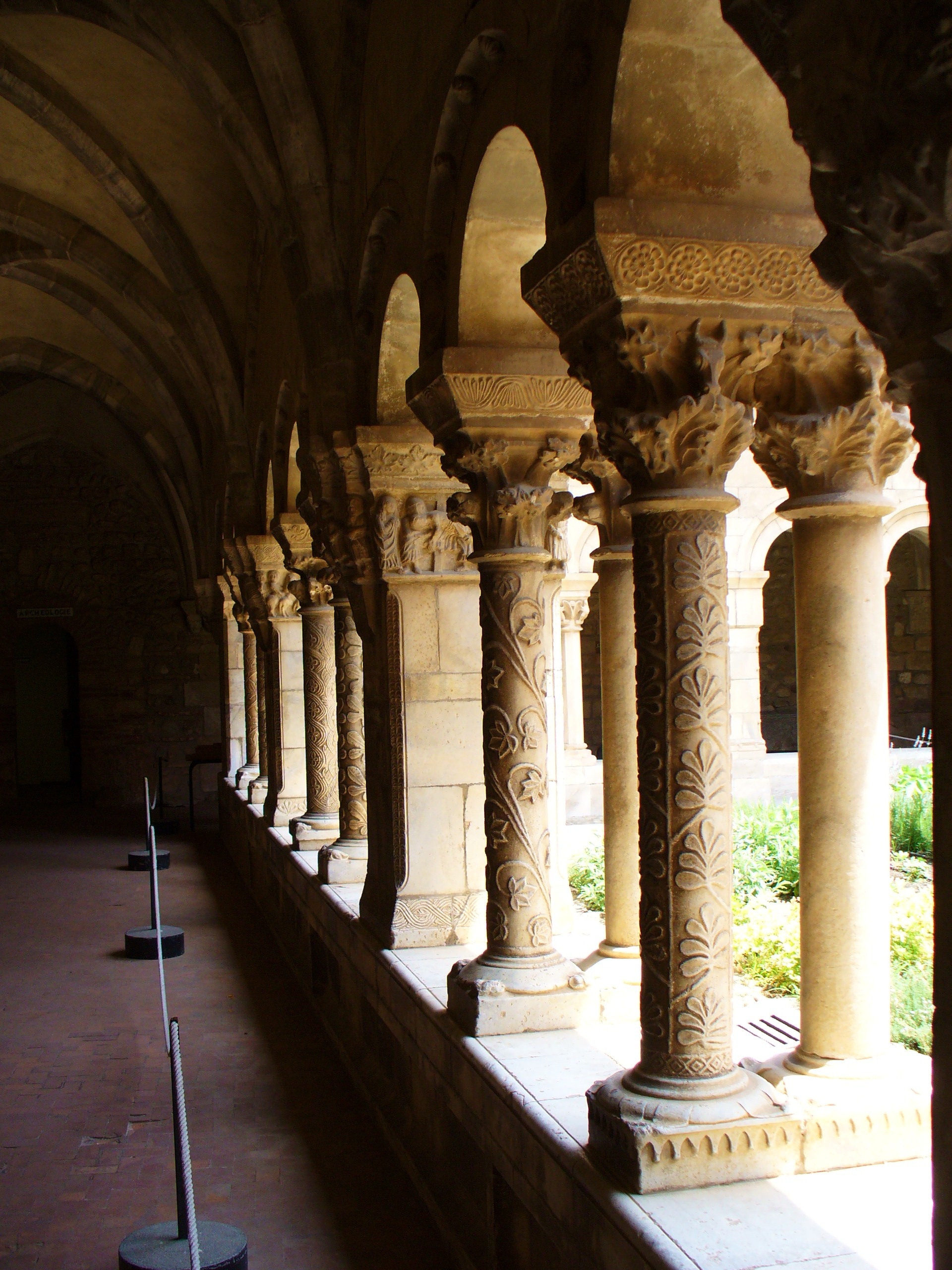
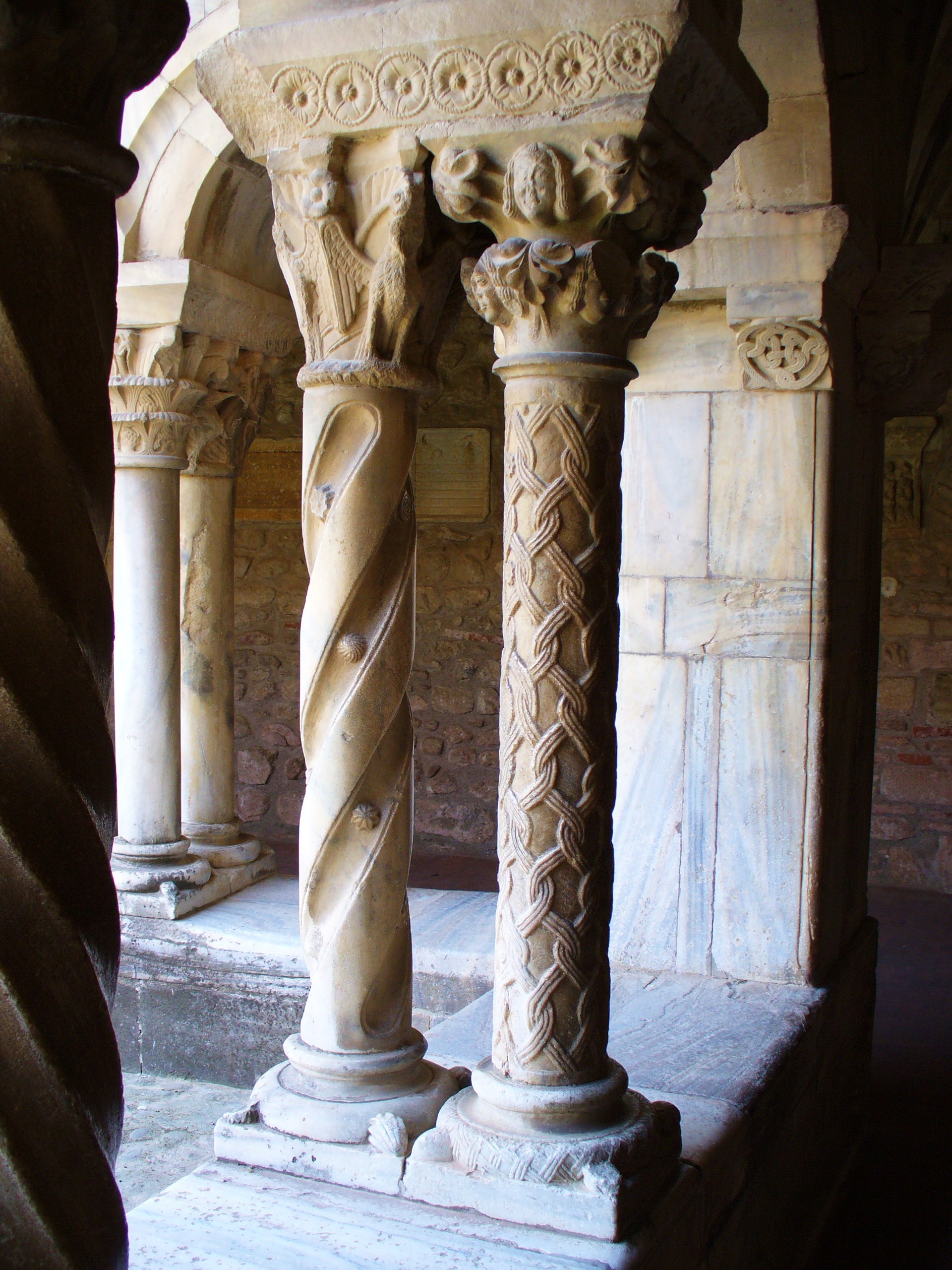
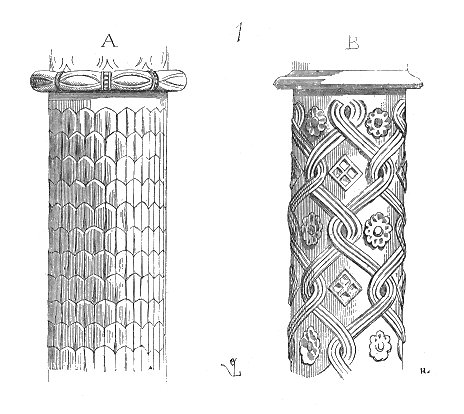
Säulenschäfte, Grafik 1856

Die Pfeiler auf den Ecken des Kreuzgangs weisen keine Skulptur auf.
Die Beschreibungen der Säulen- und Pfeilerskulpturen beginnt mit denen der Südgalerie, gefolgt von der West- und Nordgalerie und enden mit der Ostgalerie.
Bei den Kapitellen der Doppelsäulen wird zunächst das galerieseitige und daraufhin das hofseitige behandelt.

### Skulptur Südgalerie
Die Dekoration der Südgalerie ist das letzte Zeugnis der Marmorbildhauerkunst des 12. Jahrhunderts im Roussillon. Etwa gleichzeitig wurde die Kirche von Corneilla-de-Conflent ausgestattet, und eine stilistisch sehr nahestehende Bildhauerwerkstatt errichtete die Empore von Ripoll in Katalonien.
Der Schnitt der Säulenkapitelle bleibt ganz traditionell. Sie bestehen aus beinahe würfelförmigen weißen, mit grauen Adern durchzogenen Marmorblöcken und umfassen drei Elemente: den mit Blattwerk und Tieren geschmückten Kapitellkelch, die dem korinthischen Kapitell entlehnten Voluten und den auf jeder Seite mit einer doppelten Auskehlung versehenen Abakus. So entstehen an diesem drei Konsolsteine, von denen der mittlere normalerweise einen skulptierten Kopf trägt. Zwischen dem Bogenanfänger und dem Kapitell ist eine Kämpferplatte mit abgeschrägten Kanten eingeschoben. Auch die Basen weisen das bekannte Profil auf. Sie bestehen aus zwei Rundstäben, die durch eine Hohlkehle voneinander getrennt sind; den Übergang vom unteren Torus zum viereckigen Sockel stellen Krallen dar.
Begonnen wird bei den ersten Doppelsäulen und dem galerieseitigen Kapitell. Man sieht dort acht auf den Hinterpfoten stehende Greife, von denen je zwei benachbarte ihre Köpfe an den Ecken vereinen. Ihre Schnäbel kauen an den Enden ihrer Flügel. Der flache Hintergrund der Skulptur ist mit diagonalen Streifen bedeckt, wie man es auch bei den Emporen von Saint-Michel de Cuxa und dem Prieuré de Serrabone kennt. Im Unterschied zu diesen Vorbildern sind sie hier jedoch fein gesäumt, ein Zeichen für die Weiterentwicklung im Sinne einer Bereicherung des Dekors.

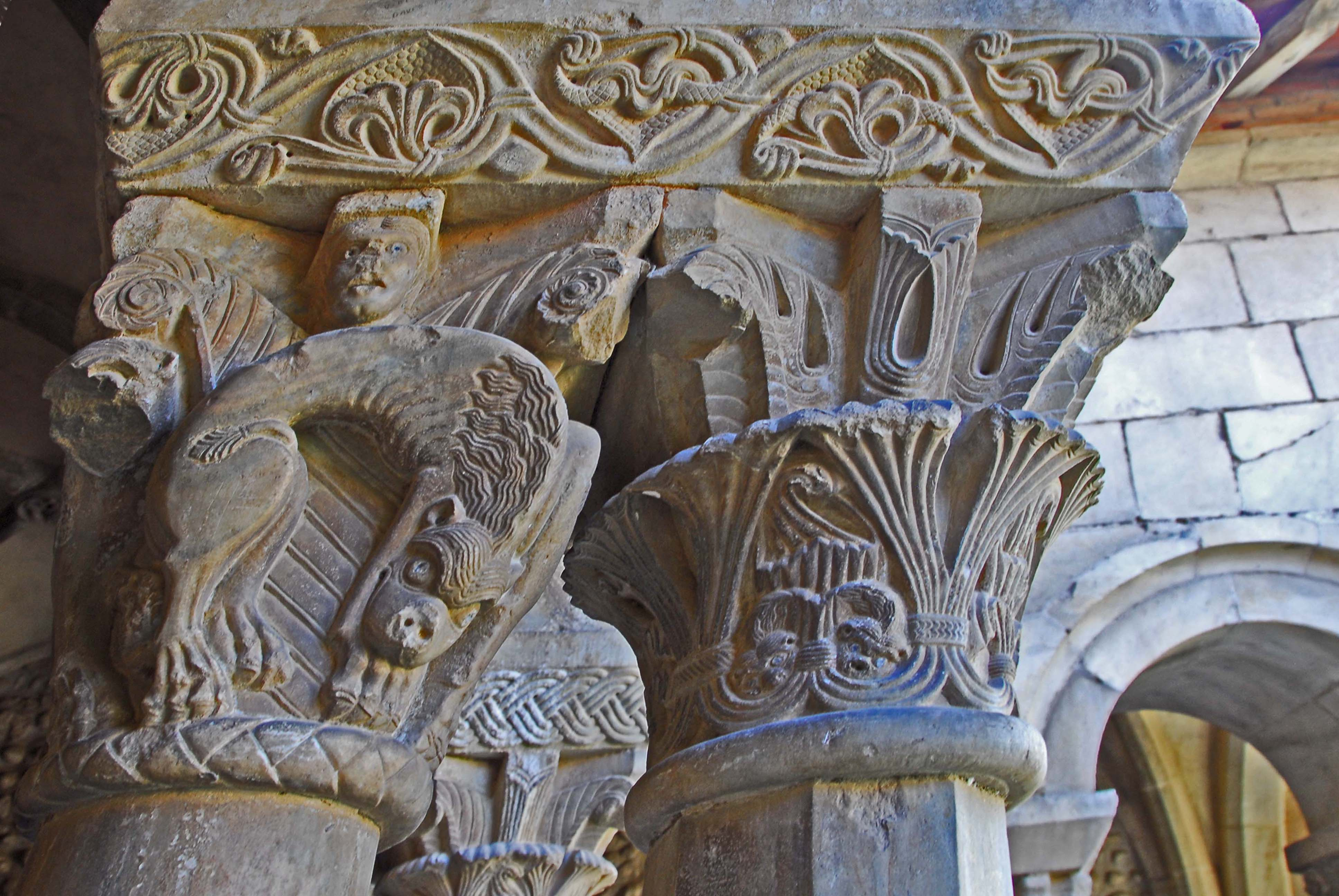
Südgalerie, Löwa gebogen u. Palmetten

Zum Hof hin folgt ein Kapitell mit zwei Reihen von Palmetten, deren Stängel sich krümmen, sich wieder gerade richten und ausbreiten, wie auf einigen Kapitellen in Corneilla-de-Conflent. Die abgeschrägten Kanten der Kämpferplatte sind mit Zopfmustern dekoriert, abgesehen von der glatt bleibenden Seite zum Hof.
Auf dem zweiten galerieseitigen Kapitell stehen zwei Löwen auf allen vieren mit extrem hoch gebogenem Rücken. Daneben befinden sich noch andere, scheinbar aufrecht gehende Löwen. Ursprünge dieses Motivs finden sich im Prieuré de Serrabone. Man sieht hier, dass es sich noch „reduzieren“ ließ, ohne etwas von seiner plastischen Qualität zu verlieren.
Zum Hof hin erscheint wieder das Kapitell mit den Palmetten. Die abgeschrägten leicht ausgerundeten Kanten der Deckplatte sind mit üppigem Rankenwerk dekoriert, dessen Blüten und Palmetten sich jeweils vor herzförmigen Blättern abheben, die mit aufwändig gestalteten perlenartigen Strukturen dekoriert sind.

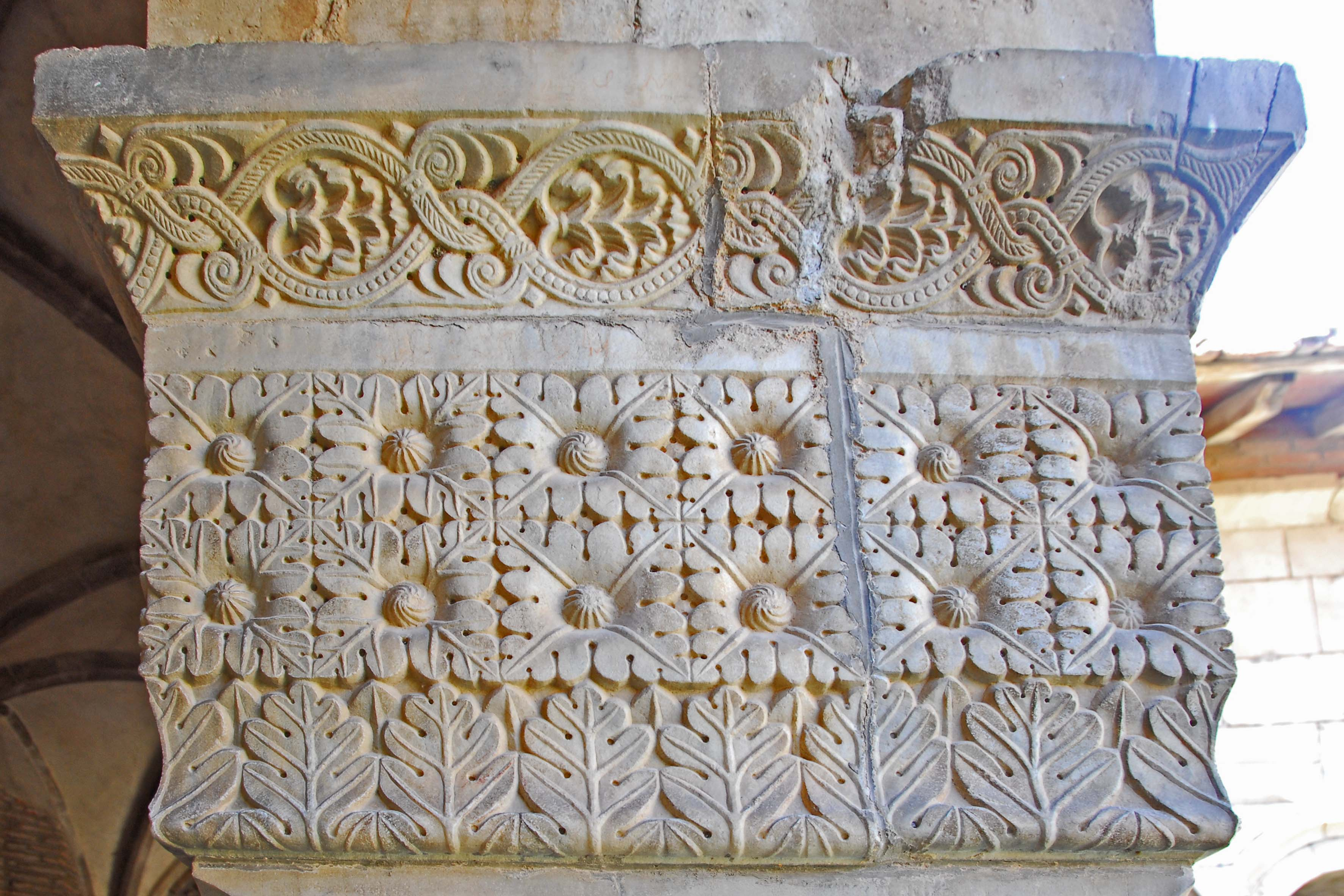
Südgalerie, Pfeilerkapitell, Blumen und Blätter

Das Kapitell des ersten Pfeilers wird allseitig von zwei Reihen Blumen und einer Reihe Blattfächern geschmückt, die mit häufiger geometrischer Regelmäßigkeit angeordnet und mit eleganter und tiefgründiger Feinheit skulptiert sind. Die vier Blütenblätter mit diagonal verlaufenden Rippen und gelappten Rändern umschließen eine erhabene Knospe. Das breite abgeschrägte und leicht ausgerundete Kämpferprofil ist mit einem Rankenornament geschmückt, aus mäandrierenden ineinander verschlungenen Bändern mit auswärts aufgekringelten Abzweigungen und Blattfächern in den inneren Zwischenräumen.
Auf den Kapitellen des zweiten Jochs wechseln wieder zoomorphe und florale Motive ab. Zuerst erscheinen galerieseitig geflügelte Löwen, die sich an den Ecken gegenüberstehen. Ihr Schwanz reicht zwischen den Pranken hindurch und weitet sich zu Blüten, die Flügel enden in langen Federn. Die Gelenke der mächtigen muskulösen Pranken sind sorgfältig modelliert. Die Schaftringe sind mit Perlen geschmückt. Die Kanten der Deckplatte werden mit Vierpässen dekoriert.
Auf den großen Eckblättern des hofseitigen Nachbarkapitells sind die Rippen der Vorder- wie auch der Rückseite durch feine Rillen ersetzt. In der Mitte der Kapitellkelche hängt an den Stängeln des Blattwerks ein Kiefernzapfen oder eine schwere Blume. Auf den Kanten der Kämpferplatte sind einfache einrippige Blätter wie die fünf Augen eines Würfels angeordnet.
Das nächste galerieseitige Kapitell zeigt Widder mit gewellten Strähnen, deren Fell als ein einfaches Schachbrettmuster dargestellt wurde. Die Tiere stehen auf ihren Hinterhufen, heben einen Vorderhuf zur Mittelkonsole empor und schließen mit den zweiten, gebeugten Vorderhuf die von ihrem Körper gebildete Kontur. Weder Schaftring noch Deckplatte sind geschmückt.
Das Nachbarkapitell zum Hof hin ist mit großen eingerollten Blättern besetzt, die von einer großen Blüte getrennt sind. Auch für Voluten ist hier Platz, deren Schäfte elegant gesäumt sind. Sie rahmen einen Menschenkopf ein, der nach einem Vorbild geformt wurde, das man in Corneilla-de-Conflent häufig findet.

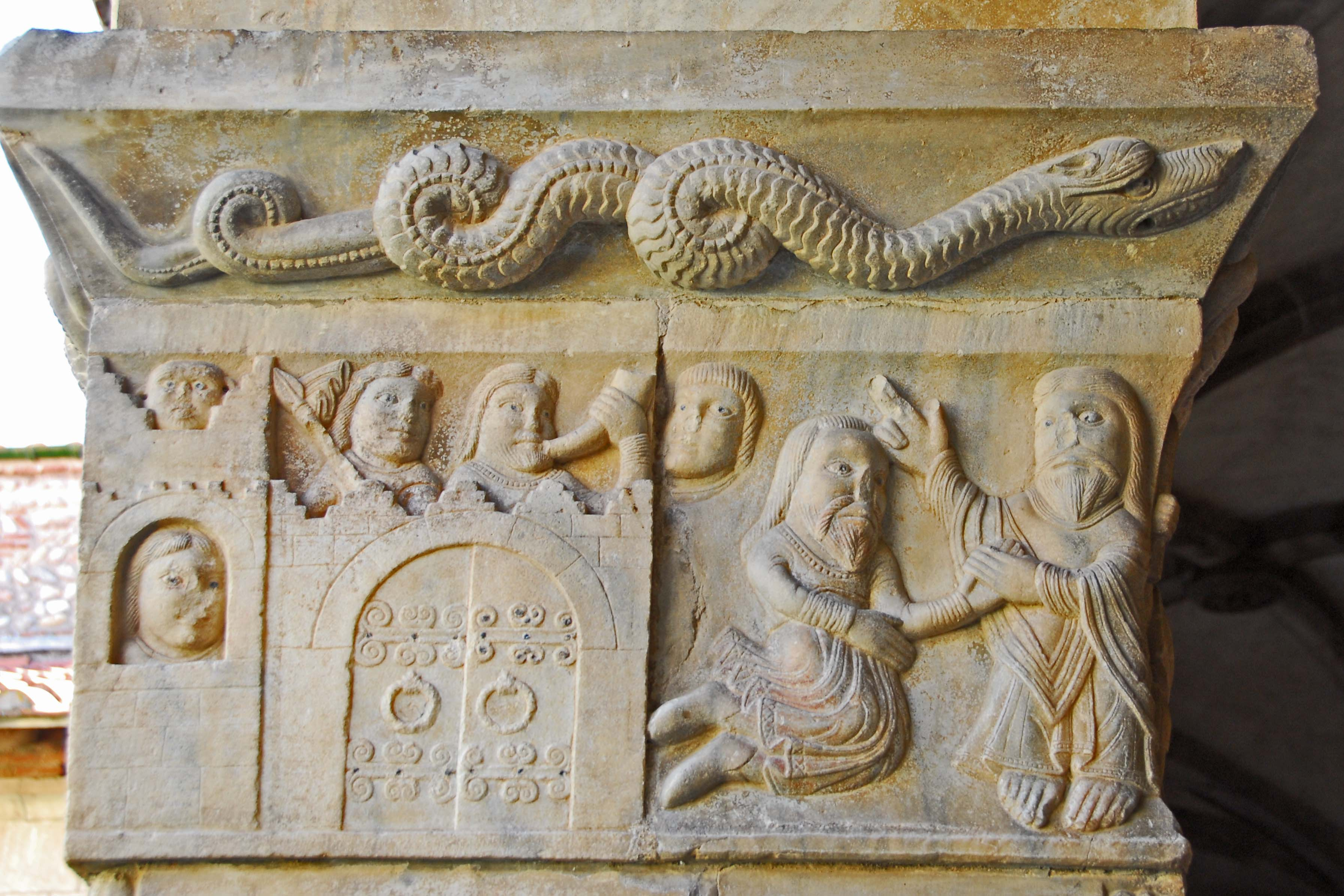
Südgalerie, Pfeilerkapitell, "Quo-vadis? vor Rom

Das zweite Pfeilerkapitell vereinigt zwei Szenen aus der Ikonographie der Apostelfürsten Petrus und Paulus. Eine bessere Wahl hätte man für einen Kreuzgang nicht treffen können, wo man sein Leben nach dem Vorbild der Apostel ausrichten wollte. Auf der Westseite erscheint Christus dem Petrus auf der Via Appia in Rom, eine Episode, die einer Predigt des heiligen Ambrosius entlehnt und in der Legenda aurea des Jacobus de Voragine dokumentiert ist. Petrus war in Rom im Mamertinischen Kerker gefangen gehalten worden, konnte aber entfliehen und den Verfolgungen durch Nero entkommen. Auf der Via Appia schlug er die Richtung zum adriatischen Meer ein, um sich nach Palästina einzuschiffen. Unterwegs sah er Christus, der sein Kreuz trug und fragte ihn „Wohin gehst du, Herr?“ (lat. „Quo vadis, Domine?“). Der Herr antwortete ihm: „Nach Rom, um mich ein zweites Mal kreuzigen zu lassen“. Petrus verstand die Lektion, kehrte um und ging nach Rom zurück, wo er wie Paulus das Martyrium erlitt.

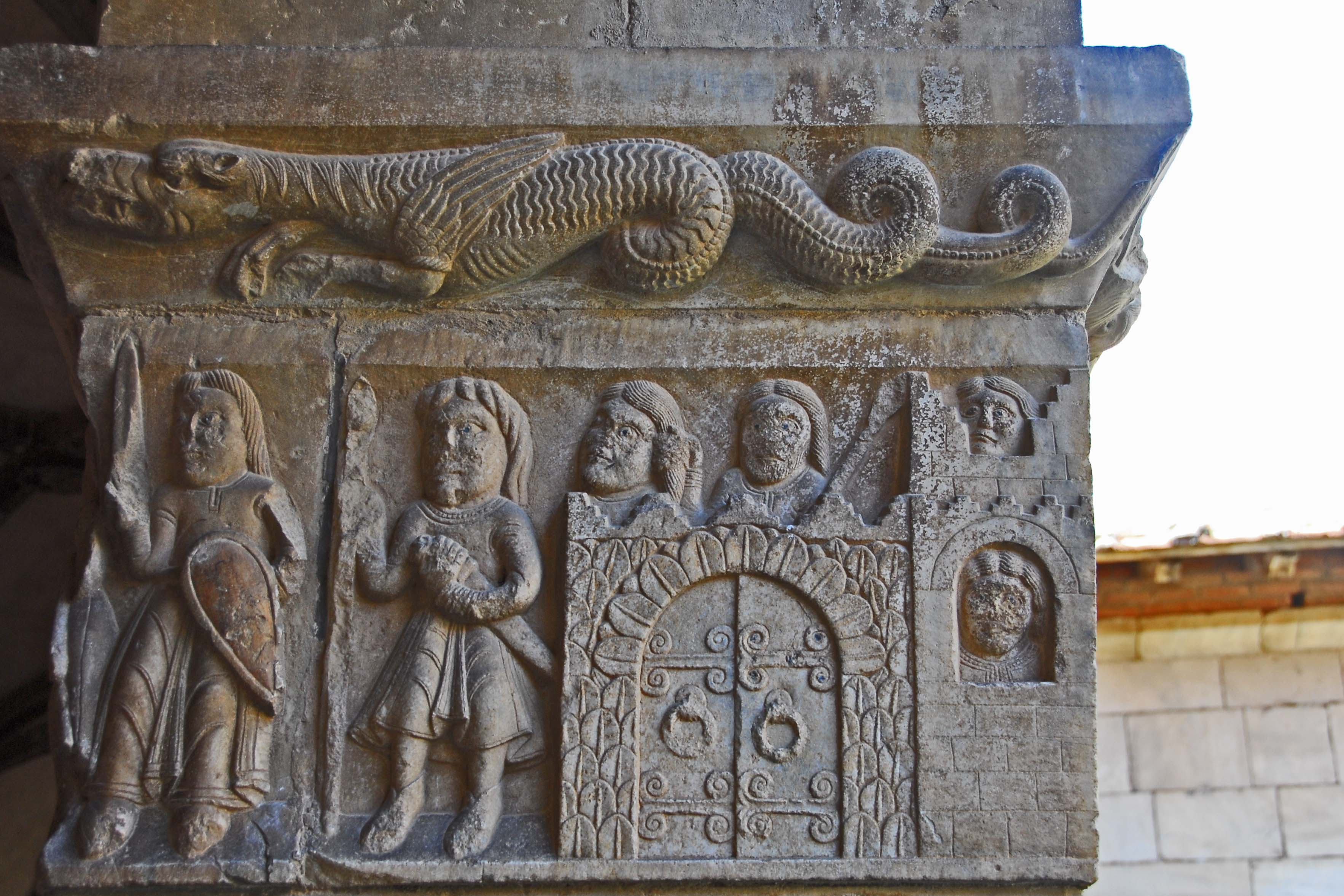
Südgalerie, Pfeilerkapitell, Saulus vor Damaskus

Die ikonographischen Details der beiden anderen Seiten des Pfeilers stimmen Punkt für Punkt mit der Erzählung von der Bekehrung des Saulus überein, wie sie in der Apostelgeschichte 9, 1-9 zu finden ist. Der Christenverfolger Saulus „ging zum Hohenpriester und bat ihn um die Briefe nach Damaskus an die Synagogen, auf dass, wenn er etliche von der neuen Lehre fände, Männer und Frauen, er sie gebunden führte nach Jerusalem. Und als er auf dem Wege war und nahe an Damaskus kam, umleuchtete ihn plötzlich ein Licht vom Himmel, und er fiel auf die Erde und hörte eine Stimme, die sprach zu ihm: Saul, Saul, was verfolgst du mich? Er aber sprach: Herr, wer bist du? Der Herr sprach: Ich bin Jesus, den du verfolgst. Stehe auf und geh in die Stadt; da wird man dir sagen, was du tun sollst. Die Männer aber, die seine Gefährten waren, standen und waren erstarrt, denn sie hörten die Stimme, sahen aber niemand. Saulus aber richtete sich auf von der Erde; und als er seine Augen auftat, sah er nichts. Sie nahmen ihn aber bei der Hand, und führten ihn nach Damaskus“.
Die Stadt Damaskus ähnelt in den Darstellungen Rom; nur war in der einen alles ruhig, während in der anderen Alarm zur Verfolgung des Flüchtigen geschlagen worden war. Die Stadttore beider Städte sind mit Beschlägen ausgestattet, die sich an Vorbilder katalanischer Schmiedekunst des 12. Jahrhunderts anlehnen. Die romanische Kunst hat uns an solche Anachronismen gewöhnt. Die Eskorte von Saulus ist bewaffnet, er selbst hat seinen Kommandostab und sein Schild fallen gelassen, als er die Stimme, symbolisch in der Hand Gottes, hörte. Geblendet wurde er zu Boden geworfen. Einer seiner Gefährten hilft ihn wieder auf. Obwohl er die Augen offen hält, sieht er niemanden. Alle dargestellten Personen sind zu Fuß, eine genaue Angabe, wie sie Augustinus liefert, die aber in der Kunst des Abendlandes, wo Saulus zu Pferde sitzt, oft übergangen wird.
Die dargestellten Personen gehören dem typischen Stil der romanischen Skulptur des Roussillon an. Sie sind klein und etwas linkisch in der Haltung, haben einen unproportioniert großen Kopf und riesige Augen. Das Oberkleid, das bis zur Taille eng anliegt, bildet dann eine lange Längsfalte zwischen den Beinen. An den Seiten gibt es Röhrenfalten, oder der Stoff fällt glatt. Die Ärmel haben enge Manschetten mit dichten Falten.
Die erzählende Figurenkomposition von Elne weisen eine nicht zu leugnende stilistische Verwandtschaft mit der Kunst des Languedoc auf. Ihre archaische Sprache ist jedoch das Resultat eines gewissen Provinzialismus. Dennoch ist diese Kunst, auch wenn sie nur am Rande an der zeitgenössischen Entwicklung teilhatte, nicht weniger reizvoll und von besonderem Charme.
Die abgeschrägten, leicht ausgerundeten Kanten der Kämpferplatte sind mit je einer fast über die ganze Länge der Platte reichenden dreifach gekringelten Schlange dekoriert, deren Schuppenkleid sorgfältig gearbeitet ist. Eine der Schlangen besitzt den Vorderkörper eines geflügelten Löwen mit Mähne, Vorderbeinen, Krallen und Flügeln.

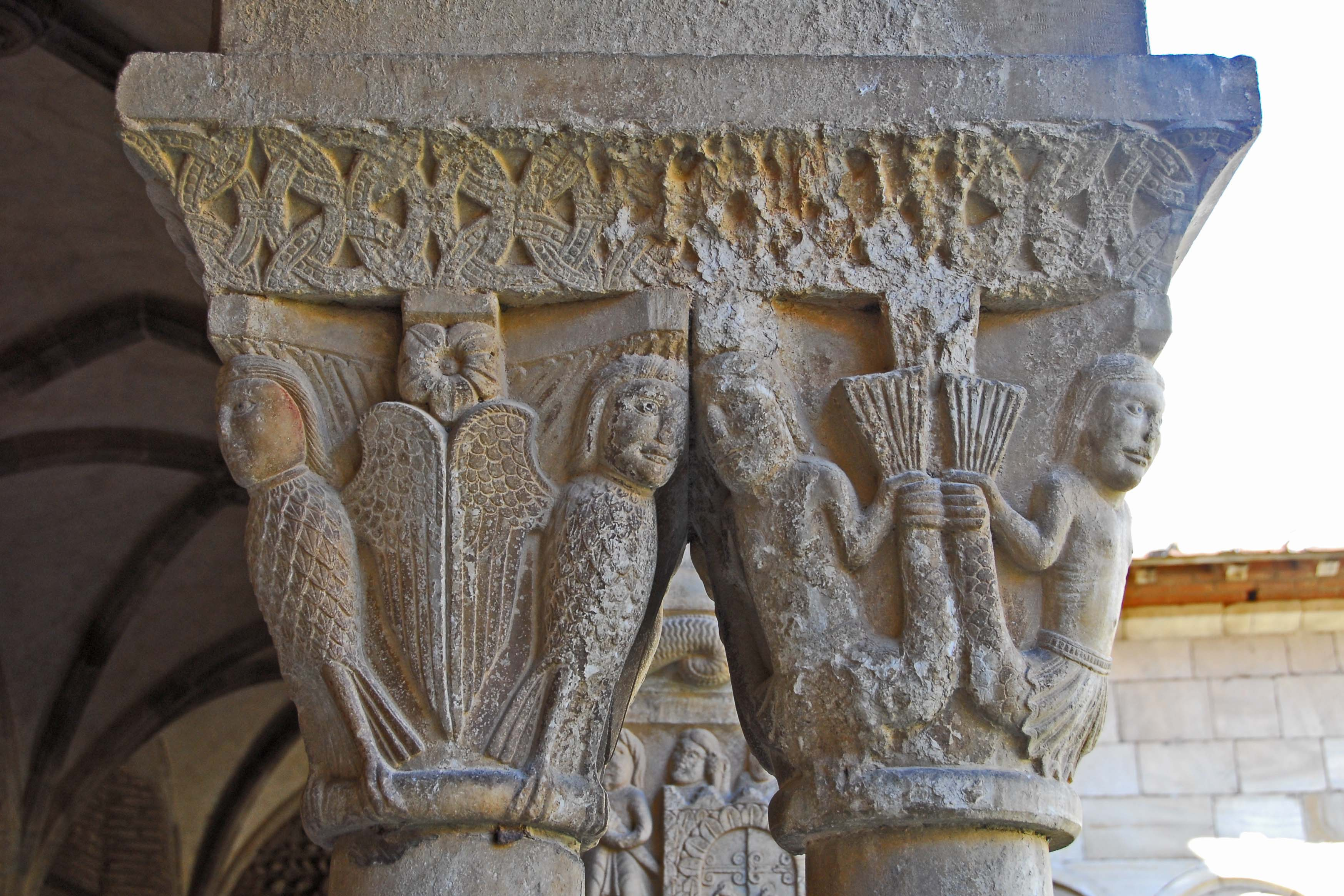
Südgalerie, Säulenkapitelle, Vogel- und Fischsirenen

Die ersten beiden Kapitelle im dritten Joch zeigen nebeneinander aufgerichtete Fisch- und Vogel-Sirenen. Diese Fantasiewesen entsprechen ganz der Tradition der alten Tierbücher, in denen sie erwähnt werden und nicht selten nebeneinander abgebildet sind. Aus diesen Bestiarien weiß man auch, dass die Vogelsirene in der Antike oft als Verführerin gesehen wurde: „Die Sirene singt so süß, dass sie die Seefahrer oft in die Irre führt“. Auch im Mittelalter bleibt sie die Verführerin, aber mehr in erotischer Hinsicht. Für Bischof Isidor von Sevilla versinnbildlichten Sirenen die Kurtisanen. Wenn sie Flügel und Krallen tragen, dann deshalb, weil „die Liebe fliegt und kratzt“. Die Bestiarien sind noch deutlicher: „Die Sirenen symbolisieren die Frauen, die die Männer anlocken und mit ihren Liebkosungen und trügerischen Reden bis zur Armut zugrunde richten oder in den Tod treiben. Die Flügel der Sirene sind die Liebe der Frau, die sie bereitwillig gibt, aber auch wieder nimmt“. Diese Grausamkeit der Sirenen führte zu der Verwechselung mit den lamiae der Antike, diesen grauenerregenden Erscheinungen, die Kinder töten, und die in den Märchen fortleben. Schließlich setzte man die Sirene auch mit dem Triton in Seepferdchen-Gestalt gleich, so kam es, dass es neben der Vogel-Sirene auch die Fisch-Sirene gibt. Letztere kommt in zwei Gestalten vor: entweder mit Doppelschwanz, wie in Elne, oder auch mit nur einer Schwanzflosse.
Versetzt übereinander angeordnete Plättchen mit feiner Riffelung deuten das Gefieder der Vogel-Sirenen an, das am Hals des menschlichen Kopfes mit einer Borte befestigt ist. Ihre geraden Beine enden in Raubvogelfängen mit Krallen, die die Schaftringe der Säulen umklammern. Die weit ausgebreiteten Schwingen mit langen Flügelfedern stoßen unter der Rose der mittleren Konsole zusammen, der starre Schwanz mit langen leicht gespreizten Federn stützt sich auf dem Schaftring ab. Der Hintergrund der Skulptur ist mit schräg verlaufenden schlanken Rundstäben dekoriert.
Die Fisch-Sirenen halten knapp unter den Schwanzflossen ihre beiden Schwänze mit beiden Händen seitwärts ihres Oberkörpers nach oben weisend. Der Übergang zwischen dem unbekleideten weiblichen menschlichen Oberkörper und den beiden geschuppten Fischschwänzen wird überdeckt mit einem kurzen Rock mit gespreizten Falten, der über der Hüfte mit einem Perlenband gehalten wird.
Alle Sirenen habe fast gleiche runde Köpfe mit vollen Wangen mit groß geweiteten Augen, deren Pupillen gebohrt worden sind. Das lange Haupthaar fällt seitlich des Kopfes hinter die Schultern, seine Haare sind in Strähnen fein gearbeitet. Die Dekoration der Kämpferkante besteht aus aneinander gereihten Medaillons aus kreisförmigen Bändern, in die jeweils ein endloses Band in Form einer vierblättrigen Rosette eingeflochten ist.
Bei den folgenden Doppelsäulen wurden zwei verschiedene Typen von Kapitellen nebeneinander gestellt. Zur Galerie hin wurden pflanzliche Motive verwendet: Ein Ring dichter, tief eingeschnittener Blätter mit symmetrisch angeordneten Rippen und weit auseinander klaffenden Enden dient als Basis für die Voluten, deren Stiele wie Blatthälften gestaltet sind. Auf der langen Mittelkonsole befinden sich schmale Blätter, die Blüten ähneln und sich mittels der Verlängerung ihrer Halbkreise an der Basis vereinigen.
Auf dem anschließenden Kapitell zum Hof hin scheint ein Thema in einem neuartigen Stil. Dieser zeigt sich schon in der Form des Kapitells. Die größer dimensionierte Deckplatte hat noch die rechteckige Form eines unechten Abakus. Es sind auch keine Ausschnitte vorhanden, die Mittelkonsolen entstehen ließen. Die auf dem Kapitell dargestellten Themen sind die Erschaffung von Adam und Eva und der Sündenfall.
Auf der Südseite des Kapitells formt Gott aus Lehm den Menschen. Sein Kopf ist von einem Kreuznimbus umgeben und mit einem langen Schleier bedeckt, der hinter seinem Körper herab fällt. Er trägt ein bis zu den Füßen reichendes Gewand und einen Mantel, der sich am Gürtel bauscht. Zum ersten Mal erscheinen hier eng zusammengedrängte Falten, die in verschiedenen Richtungen verlaufen, um die Körperformen nachzubilden. Auf der westlichen Seitenfläche liegt Adam ausgestreckt auf dem Schaftring. Heißt es doch in der Genesis: Gott habe ihn einschlafen lassen, bevor er seine Gefährtin schuf. Immer noch ganz in Übereinstimmung mit dem Text der Heiligen Schrift erschafft Gott die Frau, die wie auf anderen Darstellungen des Themas noch nicht ganz vollendet der Flanke Adams entsteigt. Die Gruppe der Erschaffung Evas ist geschickt angelegt und passt sich harmonisch dem Marmorblock an. Zwei große Vögel mit gebeugten Hälsen ersetzen an den Ecken die traditionellen Voluten. Sie rufen die Vorstellung vom Garten Eden wach, den Gott als Wohnstätte für den Menschen geschaffen hatte.
Auf der Ostseite des Kapitells stehen Adam und Eva beidseitig neben dem Baum der Erkenntnis, dessen Stamm aus zwei aneinander gefügten Stämmen besteht, um die sich die Schlange windet. Oben schließt er mit schönem Laubwerk ab. Die Paradiesvögel sind zwar etwas lieblos skulptiert. Eva hält die verbotene Frucht in der Hand, während die Schlange ihren Schwanz nach ihren Beinen ausstreckt, wie um sie ins Unglück hineinzuziehen. In Evas Haltung ist eine Bewegung in Richtung Adam angedeutet.
Die beiden nächsten Kapitelle haben eine gemeinsame Deckplatte. Auf deren Kanten wird in verkleinerter Form ein Thema wieder aufgenommen, das auf dem Trumeau von Souillac ausführlich entwickelt ist. Ein wirres Knäuel von Monstern in Gestalt von Schlangen, die sich gegenseitig selbst verschlingen, läuft im Maul des Leviathan zusammen. Dieses verschlingt einen vom Tod gequälten Verdammten. Der Körper der Schlange oder des Drachen, des wichtigsten Symbols für den Teufels, passt sich mühelos dem begrenzten Raum des Säulendeckplatten an.

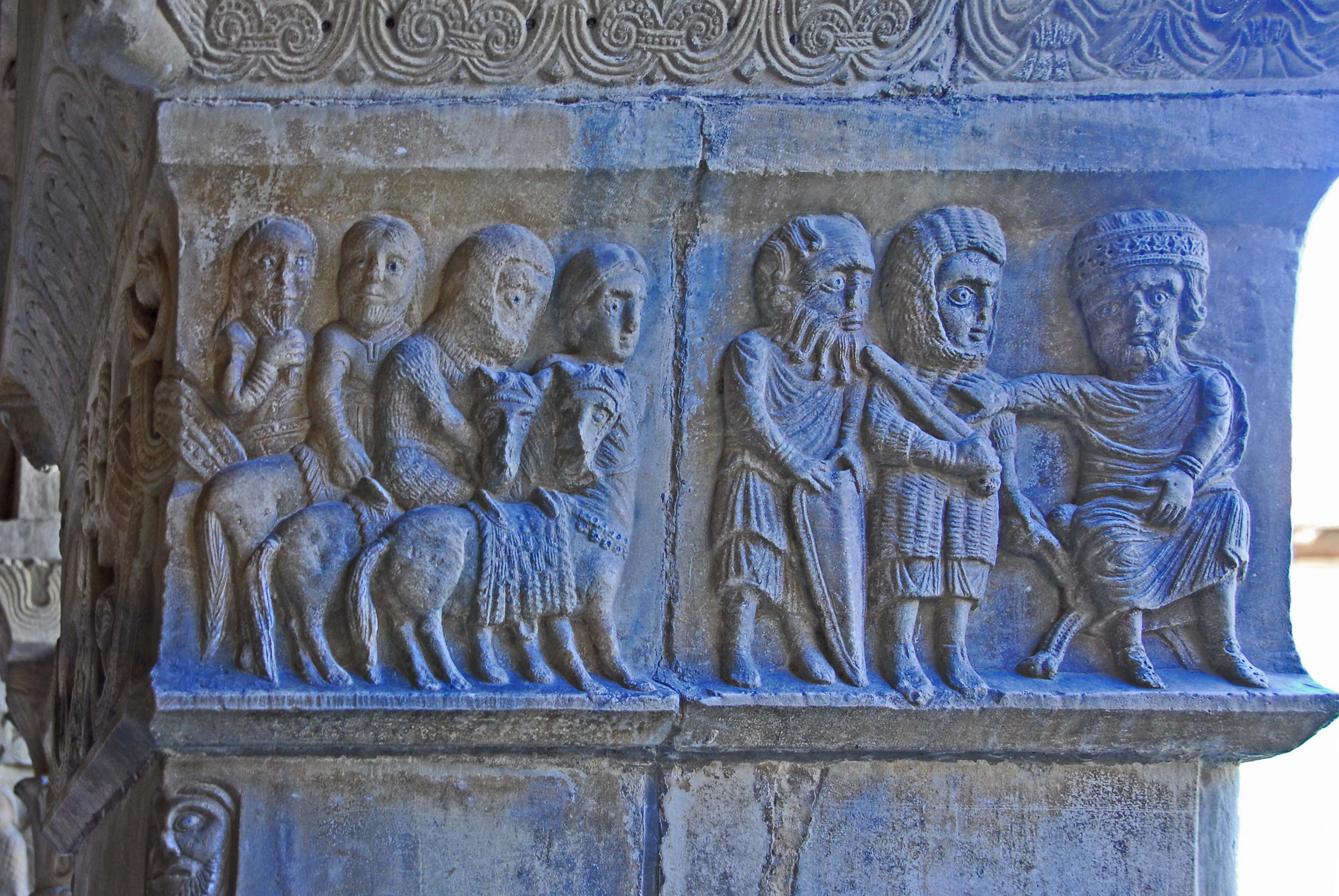
Südgalerie, Pfeilerkapitell, König mit Rittern

Der dritte und letzte Pfeiler der Südgalerie zeigt auf der Ostseite eine Szene, die nur schwierig zu interpretieren ist. Ein thronender König mit einer helmartigen goldenen Krone auf dem Kopf und mit Vollbart scheint einen jungen Ritter, in Kettenrüstung über seinem Gewand, festzuhalten, der ein Schwert oder einen Kommandostab aufwärts gerichtet hält. Der König hält seine Rechte vor die Brust des Ritters. Hinter ihm steht in Zivilkleidung ein alter Herr, mit Teilglatze und langem Vollbart als solcher zu erkennen, der sich auf ein lang gestrecktes Schild stützt. Hinter ihm steht ein junger Mann, ohne Bart, der die Zügel des Pferdes des Ritters hält, das seinen Kopf nach hinten wendet. Hinter diesem kommt ein gerüsteter zweiter Ritter zu Pferde hinzu. Es folgt ein weiterer Berittener auf seinem Pferd sitzend. Die Gruppe schließt eine weitere, aber stehende Person ab. Die letzten beiden sind zivil gekleidet, mit langhaariger Frisur und Vollbärten. Man hat diese Szene als „die drei Weisen aus dem Morgenland vor Herodes“ gedeutet, aber etliche Details passen nur schwerlich zu diesem Thema. Die Kante der Kämpferplatte ist wieder abgeschrägt und leicht ausgerundet und mit einer Reihe von gleichartigen Ornamenten geschmückt. Streifige Bänder bilden große Ovale, deren beide Enden sich nach innen aufkringeln. Die Kringel und die Ovale sind mit kurzen Bändern zusammengebunden. Die frei bleibenden Flächen sind mit gefächerten Palmetten gefüllt.

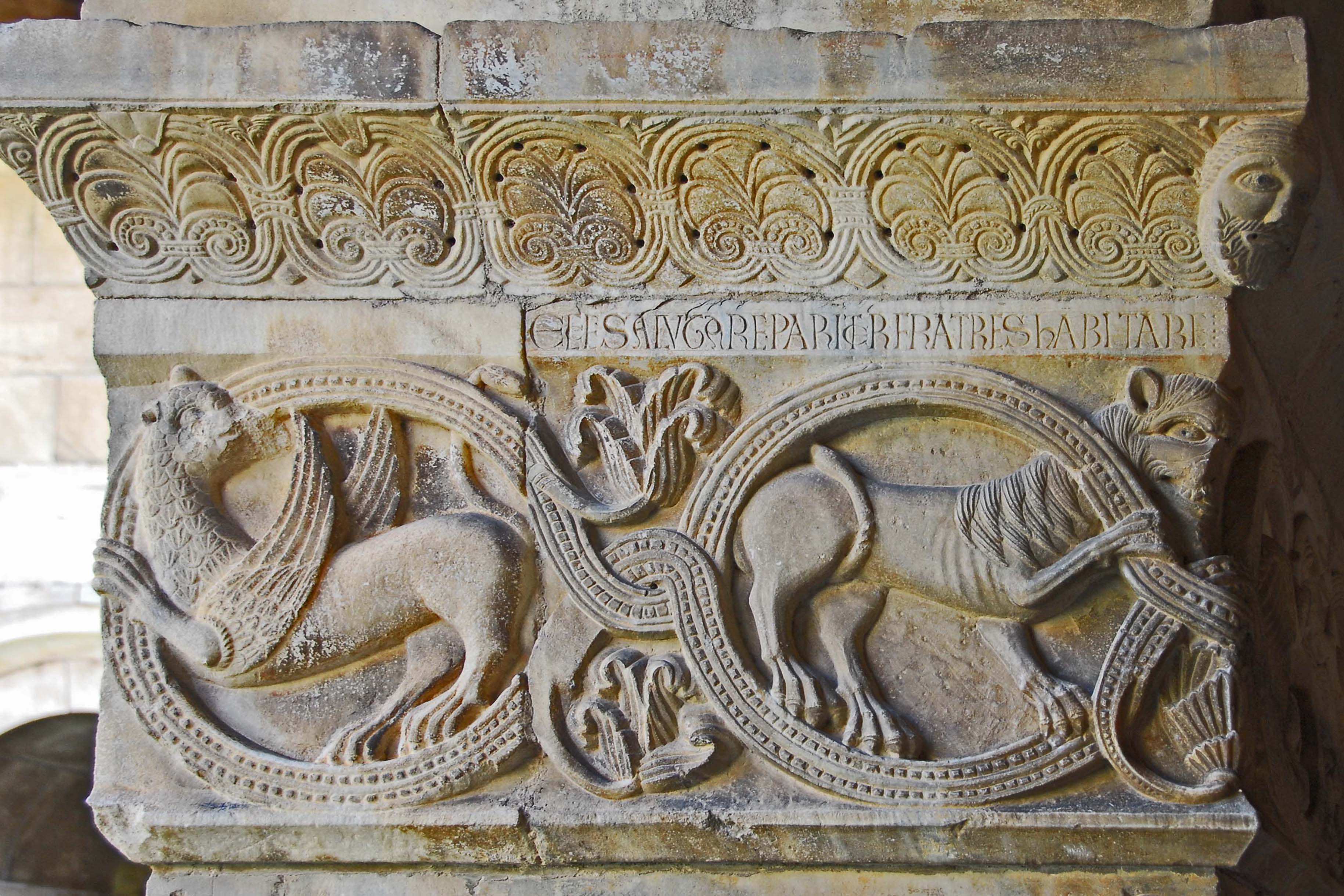
Südgalerie, Pfeilerkapitell, Greif und Löwe

Die übrigen drei Seiten des Pfeilerkapitells sind mit je zwei großen Ovalen aus perlenbestückten Bändern dekoriert, die untereinander verschlungen sind und mit den Ovalen der anderen Seiten verbunden sind. In die äußeren Zwickel zwischen den Ovalen wachsen stilisierte Blumen hinein. In den Ovalen steht jeweils ein Tier der Mythologie, dessen Kopf vor oder hinter dem Band herausragt. Auf zwei gegenüber liegenden Pfeilerseiten finden sich nahezu die gleichen Darstellungen. In dem jeweils linken Oval steht ein Greif in auswärtiger Richtung, den Kopf nach hinten gerichtet. Der Greif ist eine Figur mit dem Vorderkörper eines Adlers aus Kopf, Schnabel, gefiedertem Hals und den Flügeln und dem Körper eines Löwen mit glattem Fell, aus Hinterbeinen mit kräftigen Tatzen, Bauch und Schultern mit Vorderbeinen. Diese Vereinigung von Adler und Löwe war den Menschen des Mittelalters besonders nah unter den Emblemen, die die doppelte Natur Christi versinnbildlichen: „Die Büste des Adlers stellt in diesem Zusammenhang die göttliche Natur des Heilands dar, der Körper des Löwen, der auf der Erde steht, gilt seiner menschlichen Natur“. Im rechten Oval findet sich allein der Löwe, mit besonders kräftiger Statur auswärts gewandt. Sein Schwanz kommt zwischen den Beinen hindurch und windet sich über den Hinterleib. Die fein strukturierte Mähne, aus der kleine Ohrmuscheln aufmerksam hervorragen, fällt seitlich des Halses auf die Schultern. Das offene Maul mit gefletschten Zähnen scheint eher freundlich zu lächeln als grimmig zu fauchen.
Viele Gründe sprechen dafür, im Löwen ein Bild Gottes zu sehen. Deshalb hat dieses Tier seinen berechtigten Platz neben dem Greifen.
Auf der dritten Seite mit Ovalen sind diese mit untereinander zugewandten Pfauen ausgefüllt. Dieser Vogel symbolisierte die Unsterblichkeit, die durch die Auferstehung erlangt wurde. Der Pfau war ebenso ein Symbol Christi, des ersten der Auferstandenen, der sozusagen das Prinzip der Auferstehung darstellte. Vor dem Hintergrund des Symbolgehaltes dieser Tiere – besonders des Löwen und des Pfaus – wurde das gemeinschaftliche Leben verehrt, das die Chorherren in der Nächstenliebe Christi führten, das ihnen das ewige Leben bringen würde.
Auf diesem Kapitell findet sich auch die bereits weiter oben unter der Überschrift: Säulen- und Pfeilerskulptur der Kreuzganggalerien zitierte lateinische Inschrift.
Die beiden letzten Säulenpaare der Südgalerie geben bereits bekannte Motive wieder. Auf dem ersten galerieseitigen Kapitell sind wieder große Palmetten dargestellt, deren aufgerichtete Stängel sich horizontal zu stilisierten Blumen in der Mitte des Kapitells entwickeln. Auf dem oberen Register entspringen Menschenköpfe einem ansonsten pflanzlichen Dekor, das die Schäfte der Voluten bedeckt. Einer der Köpfe trägt eine merkwürdige Kopfbedeckung mit drei Hörnern.
Auf der Seite zum Hof hin sind die Palmetten des Kapitells von perlengeschmückten Bändern umgeben, die sich oben ineinander verschlingen, dann zwischen zwei Eckblättern hindurchführen, von denen das obere schnabelförmig gekrümmt ist. Die Mittelkonsole, die Voluten und ihre Schäfte sind ebenso mit Blättern geschmückt.
Das Kapitell zur Hofseite der letzten Zwillingssäulen ist mit großen gerippten Eckblättern besetzt. Die Blattenden sind gekrümmt, die Stiele halten je einen Kiefernzapfen unter der Mittelkonsole. Zur Galerie hin wird diese Serie von Kapitellen mit Adlern abgeschlossen. Die großen Vögel bedecken mit ihren ausgebreiteten Flügeln beinahe vollständig das Kapitell. Genau unter der Mittelkonsole stoßen die weit hinaufreichenden Schwingen zusammen. Die Mittelkonsole ist hier nur mit einer Blume oder menschlichen Maske dekoriert. Die Körper der Adler sind hier weniger kräftig als die in Cuxa und Serrabone und mit fein ziselierten, sich überschneidenden Federn bedeckt. Parallele gesäumte Bänder nehmen den kleinen Teil des Kapitells ein, der von Federstruktur frei geblieben ist. Der Schaftring zeigt eine doppelte Reihe einrippiger kleiner Blätter, die sich vor einem geseilten Hintergrund abheben. Auf den Kanten der gemeinsamen Kämpferplatte umrahmen dünne Schnüre fein herausgearbeitete Blätter und Blumen.
In der Südgalerie von Elne kann man das Aufeinandertreffen zweier Stile beobachten beziehungsweise deren Abfolge. Der erste Stil, zu dem alle Kapitelle des westlichen Teils bis auf das Kapitell mit der Schöpfung und dem Sündenfall gehören, folgt dem Weg, den die Marmorbildhauer in Cuxa und Serrabone eröffnet hatten. Er zeigt dasselbe Festhalten an einer Kunst des Dekors, das sich auf der Wiederholung einer kleinen Zahl zoomorpher und floraler Motive gründet. Die „erzählenden“ Motive sind selten und zeugen von archaischem Geist. Eine chronologische Fortentwicklung ist aber dennoch spürbar und zeigt sich zum Beispiel im Auftreten einiger neuer Elemente. Diese neuen Formen hat Elne mit dem Kreuzgang der Abteikirche von Ripoll in Katalonien gemeinsam. Die Ähnlichkeiten gehen so weit, dass einige Kapitelle fast identisch sind. Die Nordgalerie in Ripoll ist unter Abt Raimund von Berga (1172–1206) entstanden, was mit dem Beginn der Arbeiten im Kreuzgang von Elne zusammenfällt, somit in das Episkopat von Guillaume Jorda (1171–1186).
Möglicherweise ist das Sterben dieses Bischofs am 16. August 1186 Ursache für den Stilwechsel, den man am Kapitel mit der Erschaffung des Menschen und dem Sündenfall erkennen kann. Das könnte auch bedeuten, dass das künstlerische Schaffen für kurze Zeit unterbrochen und danach wieder aufgenommen worden ist, nachdem ein neuer Bildhauer beauftragt worden war. Wahrscheinlich war das der Künstler Raimund von Bianya, der die beiden Grabplatten in der Südgalerie signiert hat (siehe weiter oben).

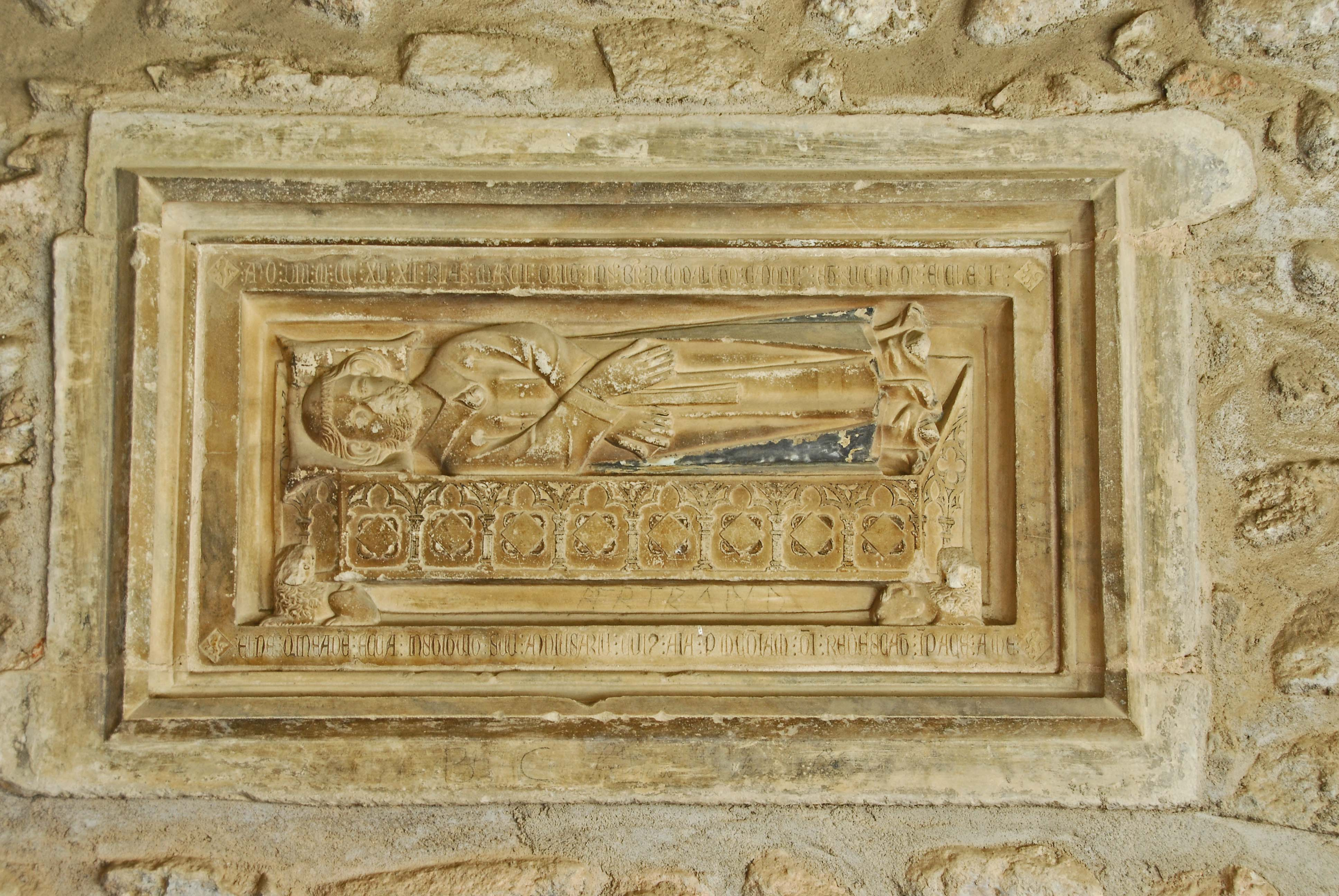
Südgalerie, Tafel zum Begräbnis eines Bischofs
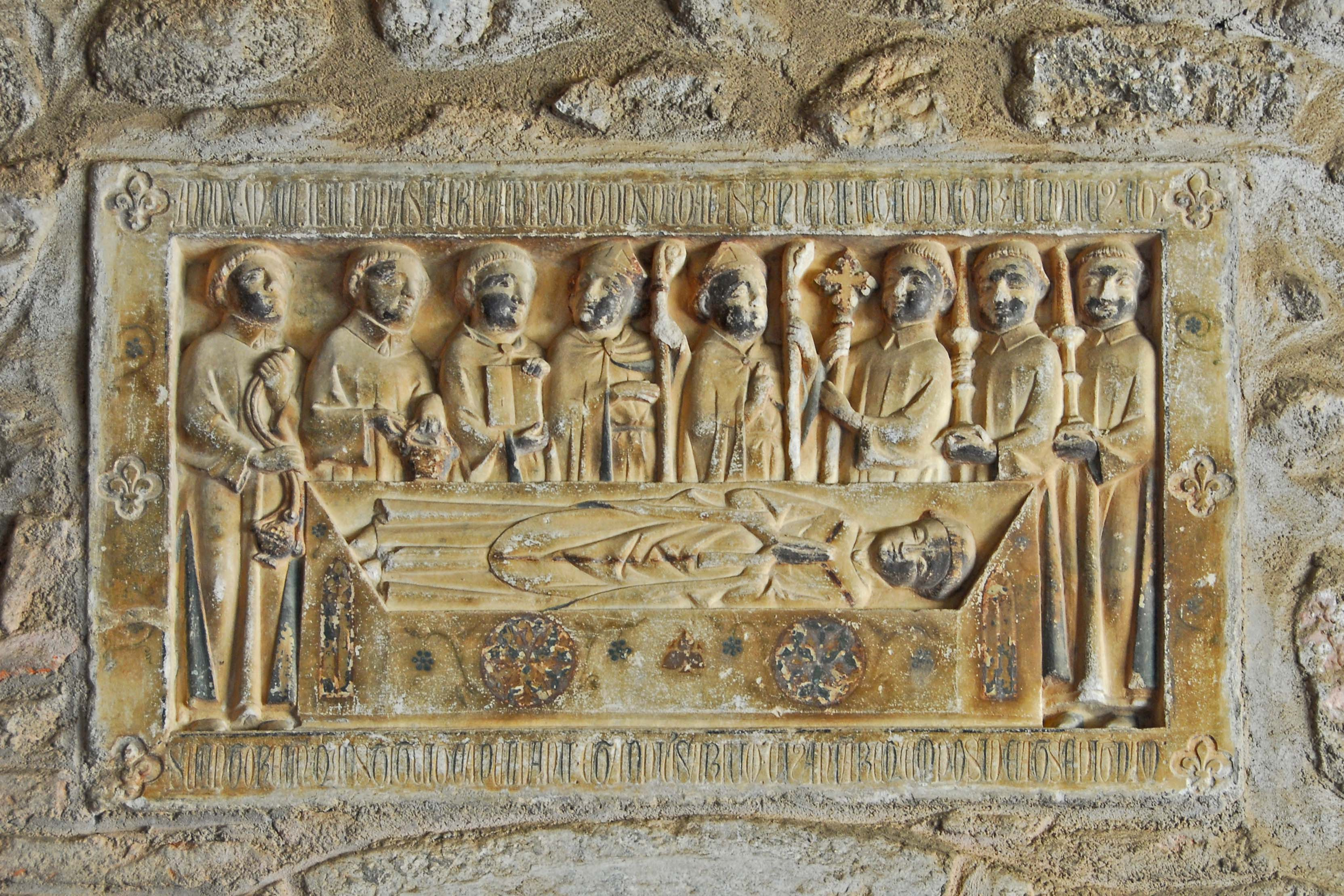
Südgalerie, Tafel zum Begräbnis eines Bischofs
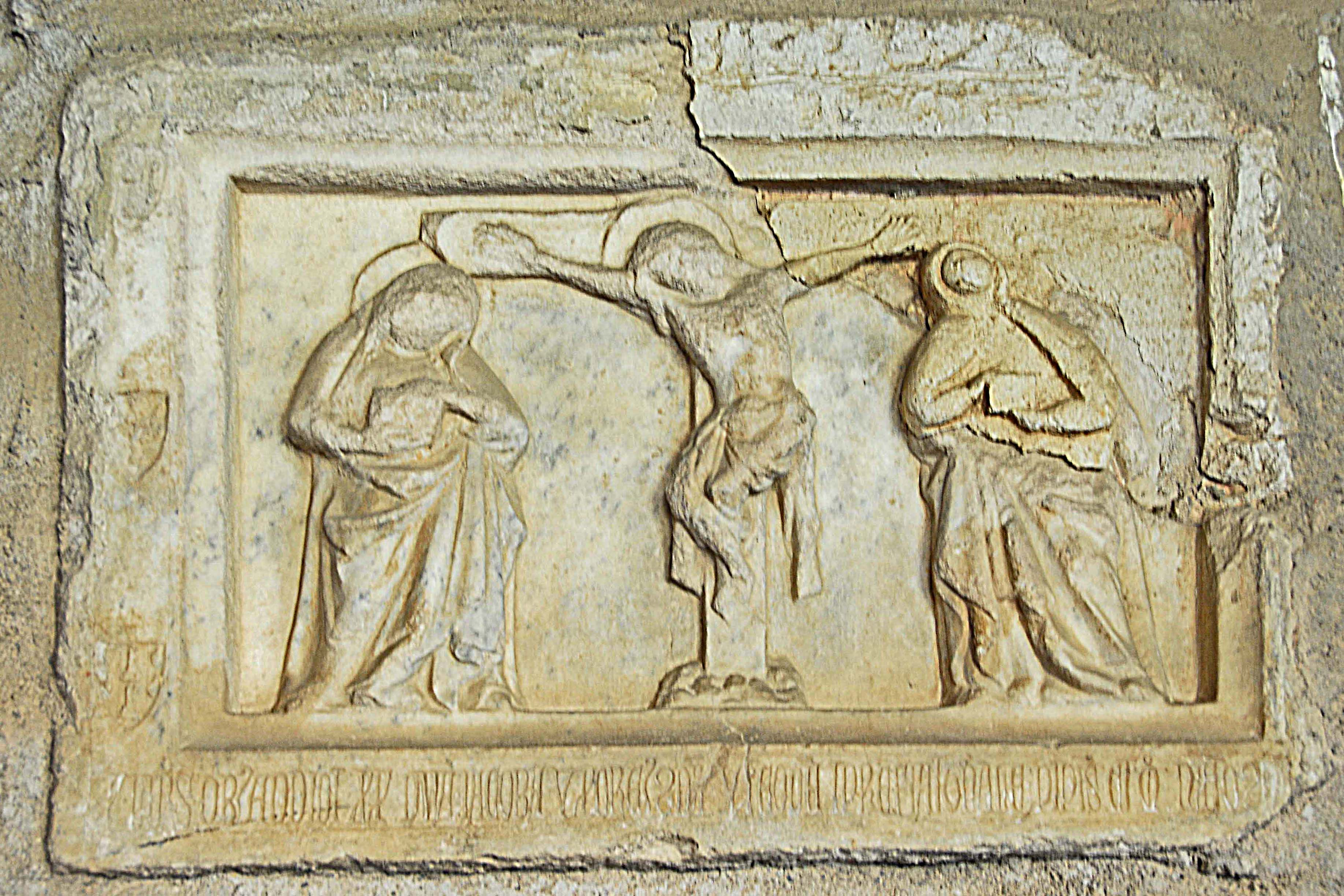
Südgalerie, Tafel mit Kreuzigung

### Skulptur Westgalerie
Die Beschreibung der Skulptur beginnt am Nordende mit dem ersten Joch.
Die Plastik der Westgalerie wiederholt zunächst in den ersten Jochen die Motive der entsprechenden Joche der Südgalerie. Diese Kapitelle sind aber im Vergleich zu den „Originalen“ von so unterschiedlicher Qualität, dass man in ihnen nicht Repliken desselben Künstlers sehen kann. Hier zeigen die Kämpfergesimse der Pfeiler, dass für diese Galerie bereits ein Kreuzrippengewölbe vorgesehen war, als man ihre Skulpturen ausführte. Demnach wird sie noch in romanischer Zeit entstanden sein, worauf bestimmte ikonographische und stilistische Details hindeuten.
Die auf dem galerieseitigen ersten Kapitell einander gegenüberstehenden Greife haben einen runderen, gar plumpen Leib und schwere geradlinige Beine. Der gemeinsame Kopf hat auch keine Kerbe in der Mitte, die auf den doppelten Körper hinwiese. Die Ohren sind umfangreicher, und der Schnabel wird durch eine lang gezogene Schnauze ersetzt. Die das Fell andeutenden Schuppen sind dichter angeordnet, und das Blütendekor des Schwanzes ist durch den gewöhnlichen Haarbüschel ersetzt. Der Hintergrund der Skulptur weist keine diagonalen Strukturen auf, wie sie für die romanische Darstellung charakteristisch waren.
Die Deckplatte des hofseitig folgenden Kapitells ist breiter, so dass für die Voluten und die beiden Palmettenreihen wenige Platz zur Verfügung stand. Deshalb wirken ihre Formen seltsam zusammengestaucht und schwerfällig.
Auch bei der Kopie der bogenförmig gekrümmten Löwenleiber, die im Wechsel mit gewöhnlich stehenden Tieren dargestellt sind, zeigt sich wieder der höhere künstlerische Anspruch des Originals. Hier wurde offensichtlich gezögert, dem Tier die ungewöhnliche Form zu verleihen, die vom künstlerischen Standpunkt als besonders gelungen gilt. Die Kopie wirkt dadurch aber nicht vorbildgetreuer und ist weniger elegant. Schnauze, Mähne und Fellhaare sind weniger sorgfältig gezeichnet, die Pfoten erscheinen schwerfälliger und die Proportionen stimmen weitgehend nicht mehr. Auch hier fehlen wieder die diagonalen Strukturen der Hintergründe. Das nur mit einer Palmettenreihe ausgestattete hofseitige Kapitell reproduziert sein Vorbild so genau, dass eine Verwechslung denkbar wäre, wenn die Blüten tiefer modelliert wären und die Details nicht so unscharf und nachlässig erschienen. Dieser Eindruck kann in der Südgalerie nicht entstehen. Zwar ist die Linienführung dort vielleicht manchmal ein wenig schroff, aber immer mit großer Sorgfalt ausgeführt.
Auch der florale Dekor des ersten Pfeilers hält sich eng an das Vorbild, abgesehen von einem Mangel an künstlerischem Schwung und Sicherheit auf diesem Gebiet. Die geflügelten Löwen unterscheiden sich von den Originalen ebenso nur in Details, ihre Schnauze ist länger, die Zähne sind nur angedeutet, die Flügel erscheinen als schmale, steife Verlängerungen der Beine. Die Ohren sind vergrößert, die kleine Kugel darunter musste dadurch noch mehr schrumpfen. Die Pfoten sehen aus wie kleine Stäbchen. Der Schwanz hingegen wirkt etwas biegsamer. Die Deckplatte ist viel dicker geworden, wodurch die die Kanten schmückenden Vierpassmotive zwar größer, aber weniger elegant wurden.
Die Reproduktion der großen Blätter auf dem nächsten Kapitell ist weniger gut gelungen, als die der anderen Kapitelle mit floralem Dekor. Die Leiste über dem Schaftring wurde vergrößert, der Blütendekor nimmt nun den ganzen mittleren Teil des Kapitells ein, so dass die Proportionen nicht mehr gewahrt sind. Das gesamte Werkstück wirkt schwerfällig.
Die Widder heben sich wie bei ihrem Vorbild gut von dem Hintergrund ab. Ihr Bauch ist noch wuchtiger, im Gegensatz dazu sind ihre Beine eher schmächtig. Der Weg zum Hochrelief geht nicht einher mit dem Fortschritt der Modellierung.
Daneben sind die großen Akanthusblätter recht vorbildgetreu wiedergegeben, aber ihre Blattenden sind nicht mehr durchbohrt. Die menschlichen Köpfe gehören einem anderen Typus an. Sie haben schwere regelmäßige Gesichtszüge mit länglicher Augenform. Die gewellten Haare sind nicht mehr romanisch.

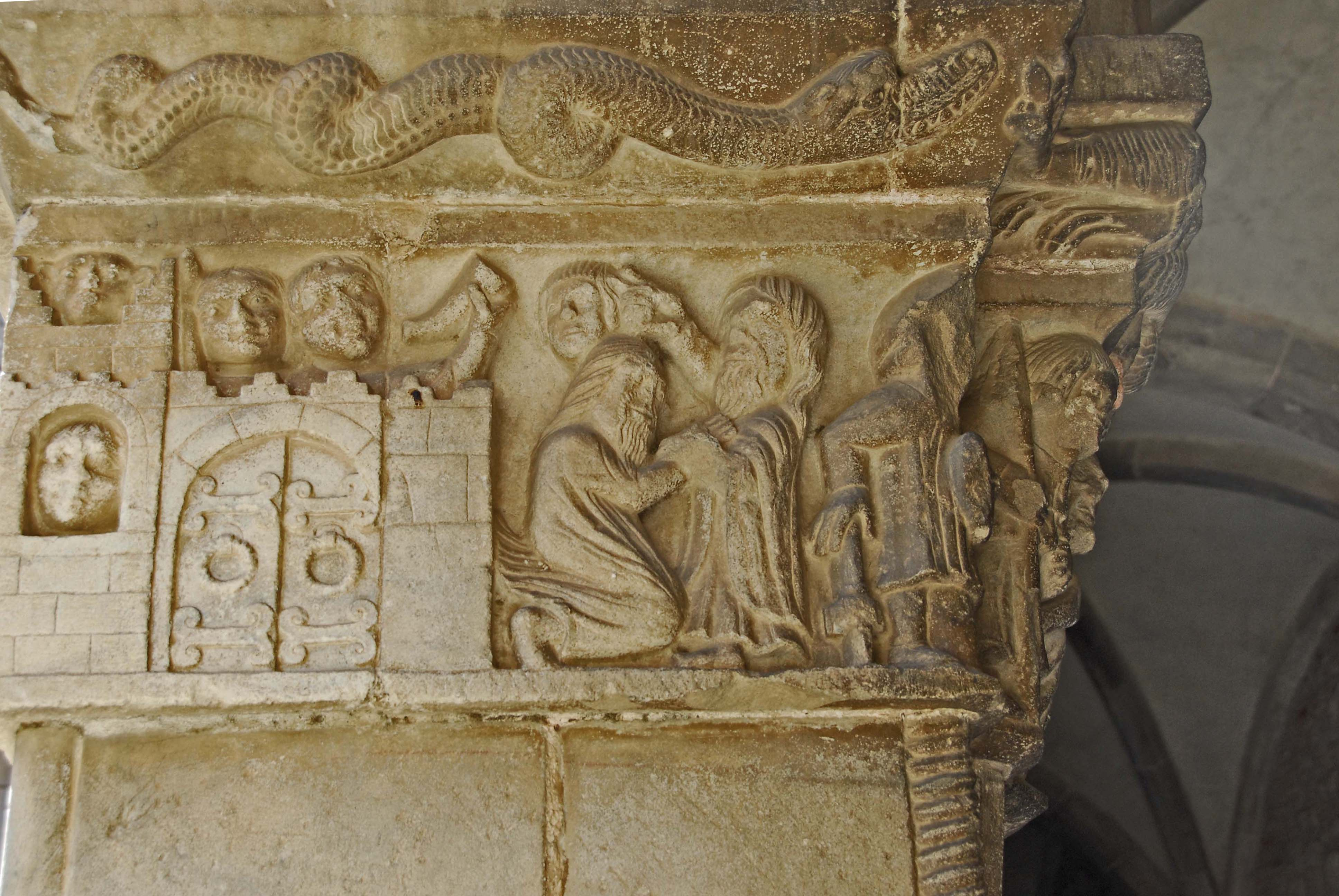
Westgalerie, Pfeilerkapitell, „Quo vadis?“ Szene

Das Kapitell des 2. Pfeilers mit der Quo-vadis-Szene zeigt, wie sehr der Kopierende durch die Veränderung des Kämpferprofils verunsichert wurde. Mit seinem Unwissen und Ungeschick schnitt er bei dieser Herausforderung nicht sehr gut ab. Es setzte einfach ein oder zwei Figuren unter die Konsolen, die auf der Galerieseite als schmale Bogenanfänger für die Kreuzrippen des Gewölbes dienen. Da er keinen ausreichenden Raum für zwei Krieger vorfand, drängte er sie in die Ecken. Damit beschränkte er jedoch den Raum für die benachbarten größeren Kompositionen, die wegen ihrer Gedrungenheit noch mehr Platz beanspruchten. Manchmal scheinen sie sich gegenseitig zu erdrücken, zum Beispiel wie Petrus zwischen Christus und den Mauern Roms eingezwängt ist.

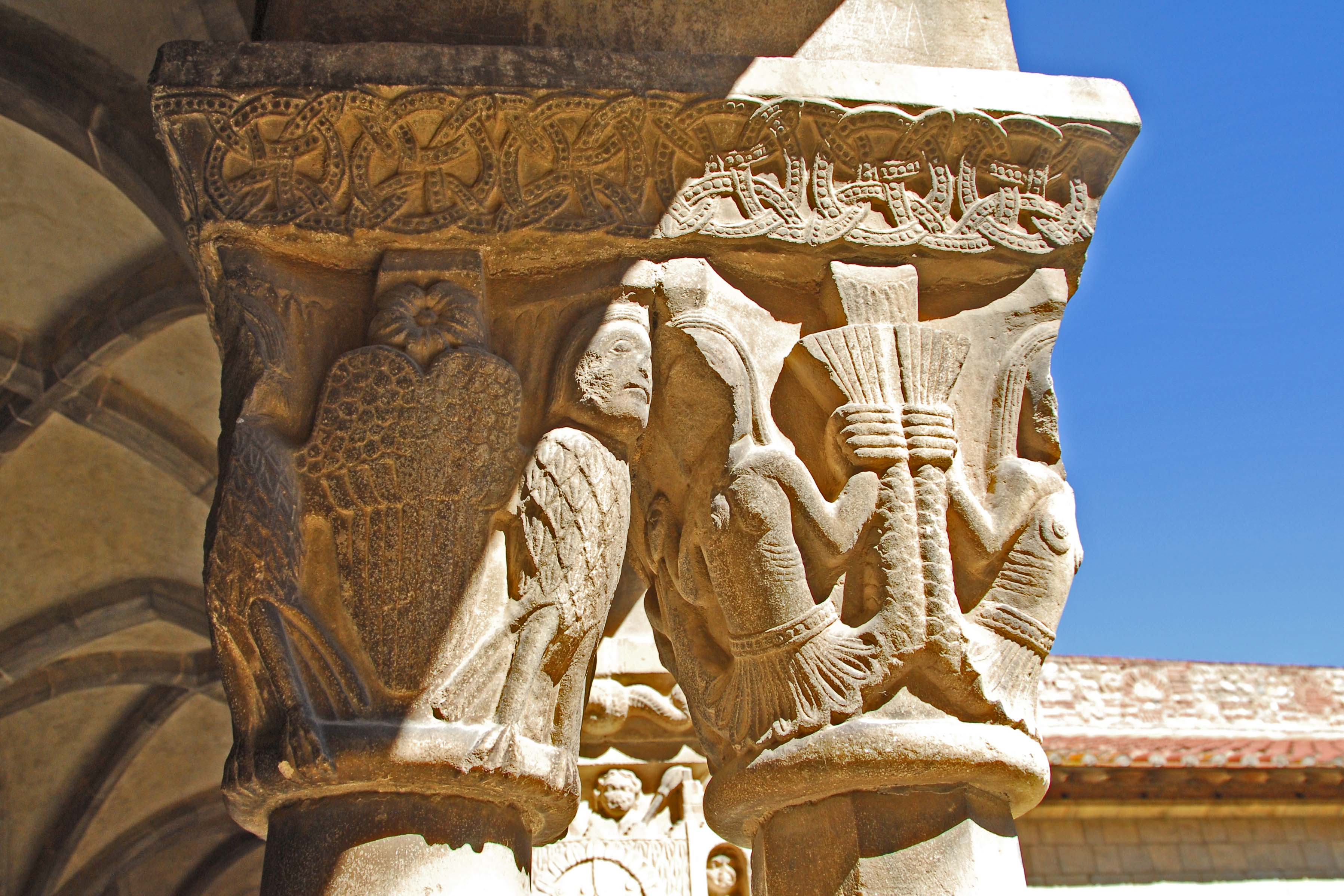
Westgalerie, Säulenkapitelle, Vogel- und Fischsirenen

Die Sirenenkapitelle sind der letzte Versuch einer getreuen Nachbildung von Figuren aus der Südgalerie. Von hier an zeigen mehr oder weniger glückliche Neuschöpfungen, dass sich ein neuer Geist entwickelte.
Das Kapitell mit der Schöpfungsszene unterlag zweierlei Veränderungen. Sie weist jetzt nicht mehr zum Hof, sondern zur Galerie hin, und die Abfolge der Szenen ist vertauscht. Daraus ergaben sich ganz amüsante Folgerungen. So nimmt Eva eine männliche Statur an, wird zu einer breitschultrigen aufgedunsenen Matrone, die dem unglücklichen und zerknirschten Adam einen Blick jenseits jeder Liebenswürdigkeit zuwirft. Mit Ausnahme von Adams Körper, der auf dem Schaftring liegt und im Moment der Erschaffung der Frau eine sehr jugendliche Gestalt aufweist, sind alle Details ohne besondere Sorgfalt und ohne künstlerischen Anspruch gestaltet.

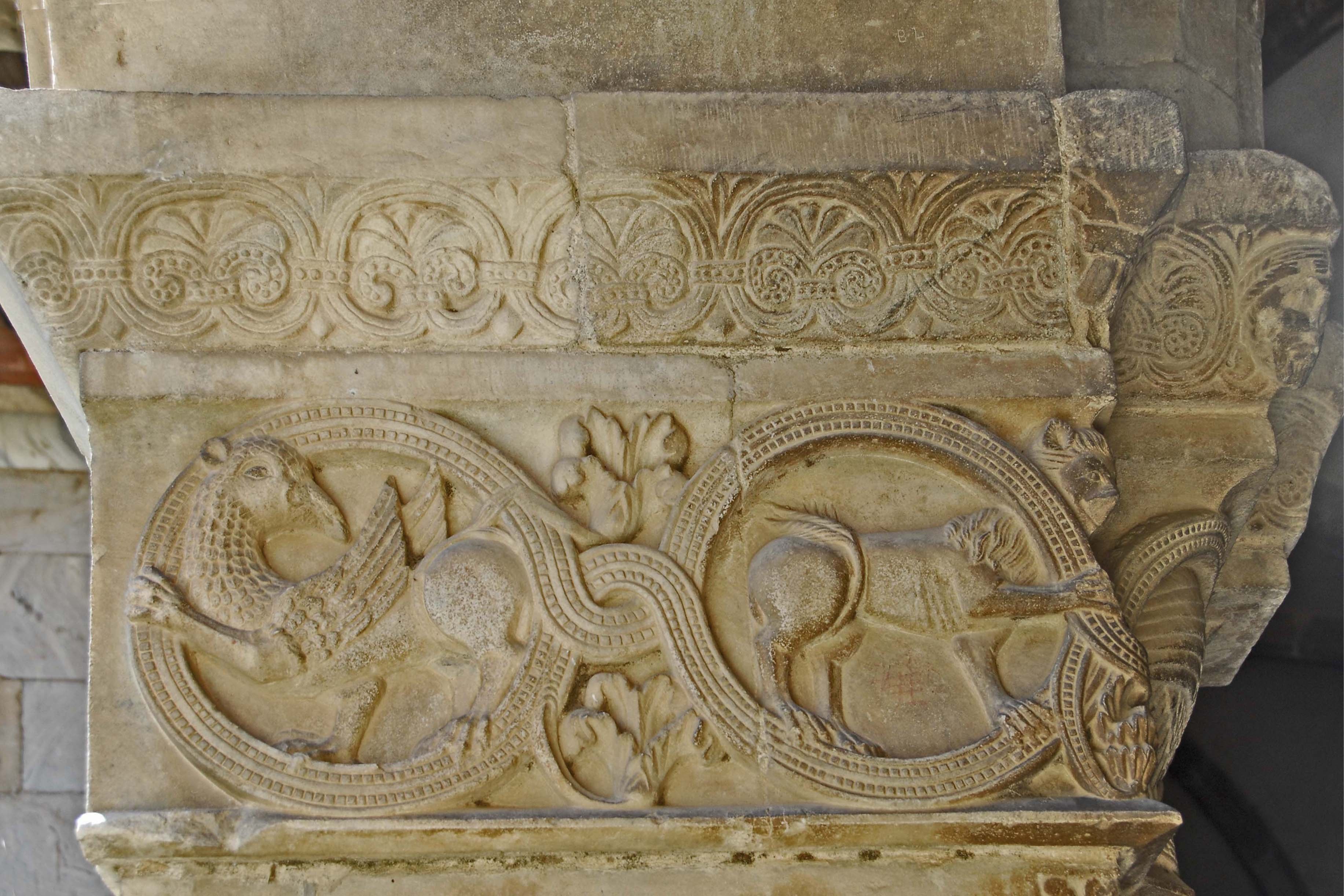
Westgalerie, Pfeilerkapitell, Greif und Löwe

Auf dem hofseitigen Nachbarkapitell erscheinen große Neuerungen. Die romanischen Palmetten, die Ergebnis eines freien Spiels der Phantasie waren, machen hier Platz für der Natur nachempfundenen Blätter. Sie sind tiefgründig modelliert, und zwischen ihnen schauen menschliche Masken hervor. Die Motive bilden keine Einheit mehr mit dem Kapitellkörper, sondern sind auf diesen locker aufgelegt. So hat sich die gesamte Struktur des Kapitells verändert: Der Abakus mit seinen drei Konsolen wird von einer unechten Deckplatte mit abgeschrägten Kanten abgelöst. Der Kapitellkelch ist nunmehr ein Zylinder, eine scheinbare Verlängerung des Säulenschaftes. Der Schaftring enthält zusätzlich eine Hohlkehle. Hier sieht man das gotische Kapitell entstehen, mit dem ihm eigenen Zuschnitt und Schmuck.

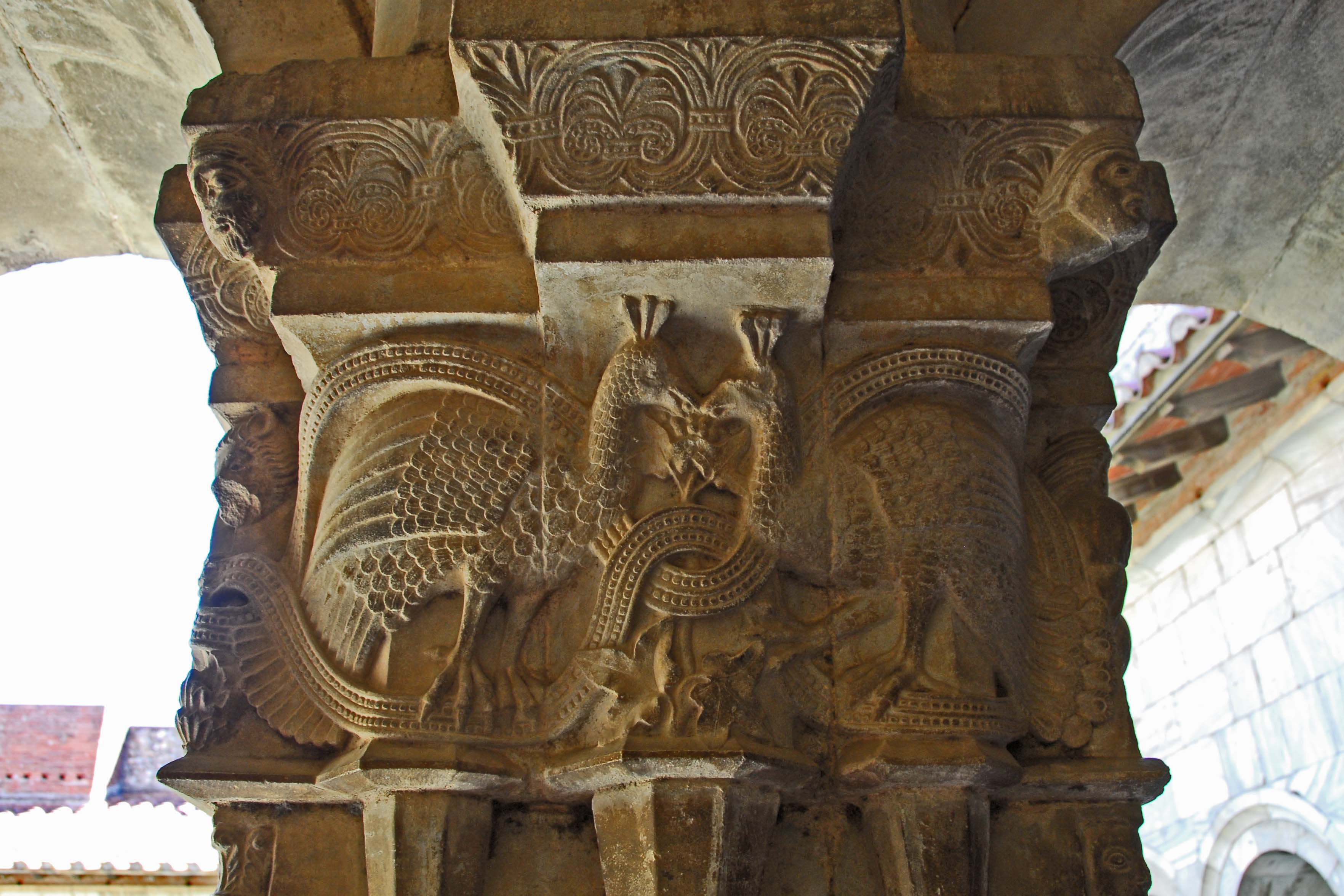
Westgalerie, Pfeilerkapitell, zwei Pfauen

Auf dem 3. und letzten Pfeilerkapitell weisen die Tiere auf dem Flechtwerk auf den stilistischen Bruch hin. Der Bildhauer blieb bei dem Entwurf des Ensembles, passte es hingegen genial der Struktur der gestuften Kämpferplatte an. Die Ovale aus den Bandflechten wurden vergrößert, und die Vögel stehen sich in der Mitte der Komposition unmittelbar gegenüber, und zwar unterhalb des Gurtbogenansatzes des Gewölbes. Ober- und unterhalb der Knoten des Flechtornaments werden die sich dort ausbreitenden Palmetten durch Weinlaub mit einer Weintraube ersetzt, an denen die Pfauen picken. Hier bleibt die Symmetrie weitgehend erhalten.

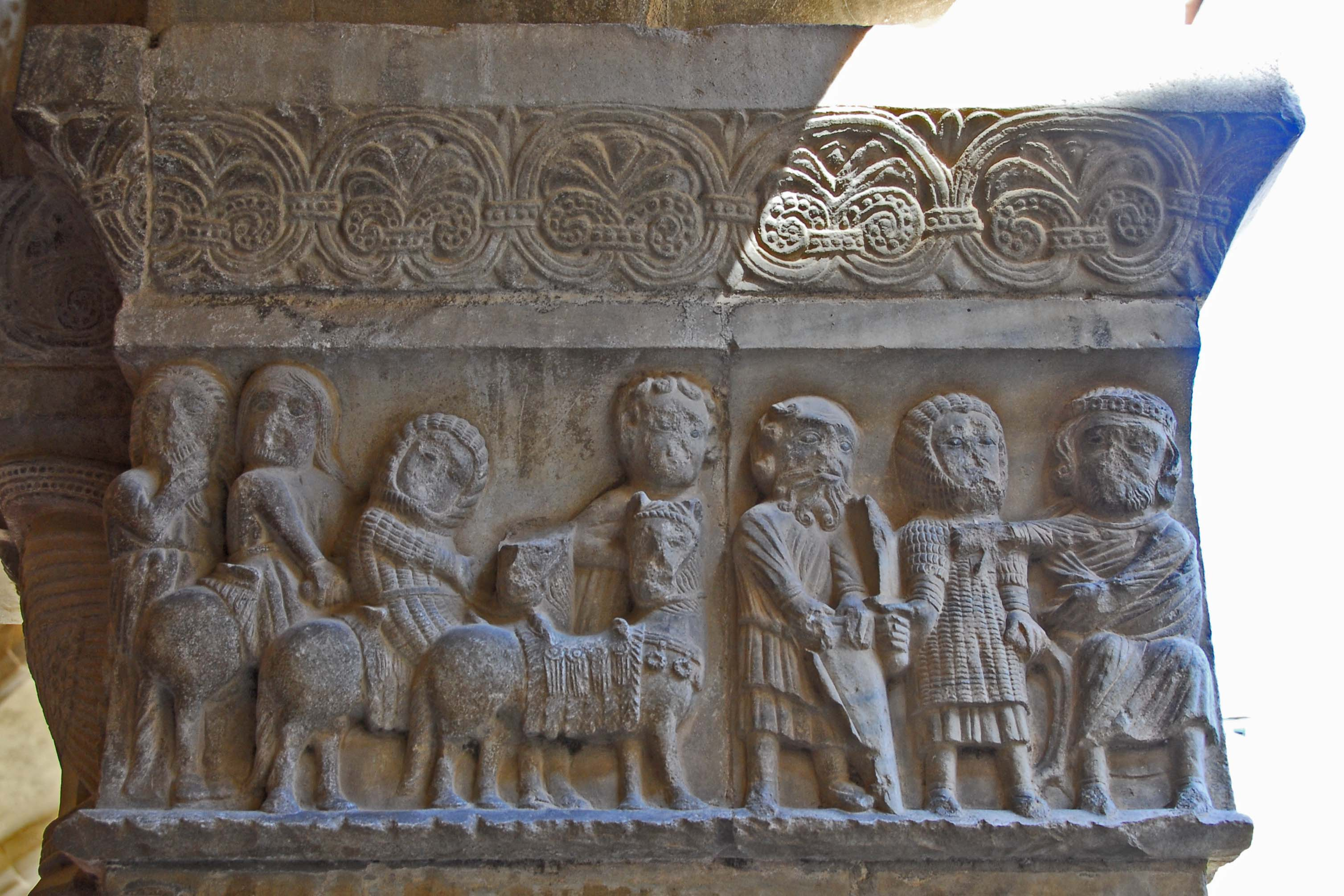
Westgalerie, Pfeilerkapitell, König mit Rittern

Die Szene mit dem König mit den Rittern ist auf demselben Pfeiler zu finden, aber weniger gut gelungen. Wie auch in der Wiederholung der Quo-vadis-Szene erscheinen hier vermehrt Mängel in den Proportionen und der Komposition, was die Mittelmäßigkeit des Werkes nur hervorhebt.
Das letzte Joch im Südwesten besitzt nur noch ein Kapitell, das nach einem romanischen Vorbild gefertigt wurde, und zwar das des Adlers, mit ausgebreiteten Schwingen. Auch dieses ist nur von mittelmäßiger Qualität. Der Vogel hat nichts mehr von seiner Stärke und Eleganz, seine Federn sind ungeschickt gezeichnet und der Schwanz ist kaum angedeutet. Das Werk wurde falsch herum angebracht. Die Seitenfläche zum Hof hin blieb unvollendet. Sie sollte vermutlich ursprünglich zum Nachbarkapitell hinweisen.
Die letzten beiden galerieseitigen Kapitelle sind auch mit Knospen dekoriert, aber unbedingt authentisch. In zwei Registern wechseln sich schwach entwickelte Knospen, deren Blätter eingerollt bleiben, mit Frauenköpfen desselben plastischen Wertes ab. Knospen dieses Typs tauchen in Nordfrankreich bereits in der ersten Hälfte des 13. Jahrhunderts auf. Berücksichtigt man aber die zeitliche Verspätung, mit der diese Formen in das Roussillon eindringen, scheint es angebracht, die Entstehung dieser Kapitelle und damit die Vollendung der Westgalerie, in der Mitte oder sogar der zweiten Hälfte des 13. Jahrhunderts anzunehmen. Die Neuerungen beschränkten sich auf die Kapitelle und betrafen nie die Säulendeckplatten, die mit fast perfekter Präzision in der gesamten Galerie die romanischen Vorbilder imitieren. Sogar die Friese, die Flecht- und Rankenornamente sind oft mit dem Bohrmeißel gepunktet. Das trifft allerdings auf den Kelchen der Kapitelle nie zu. Auch die Säulenschäfte entsprechen genau den Vorbildern, ganz besonders in der südwestlichen Ecke, wo sich bereits der gotische Stil der Kapitelle bemächtigt hatte. Einer der Schäfte ist mit Schuppen bedeckt, ein anderer erscheint unter einem Netz von Flechtwerk hindurch, ein weiterer ist mit tiefen spiralförmig gedrehten Kanneluren dekoriert, in deren Ränder tiefe Rillen mit einigen Blüten eingeschnitten sind. All dies entspricht dem Vorbild der Schäfte im östlichen Joch der Südgalerie. Fast immer sind die Säulenbasen mit zwei Wülsten in romanischem Profil ausgerüstet, die von einer Hohlkehle getrennt werden. Der untere Wulst tendiert dazu, abzuflachen. Die freien Ecken der Plinthen sind mit Eckspornen dekoriert.

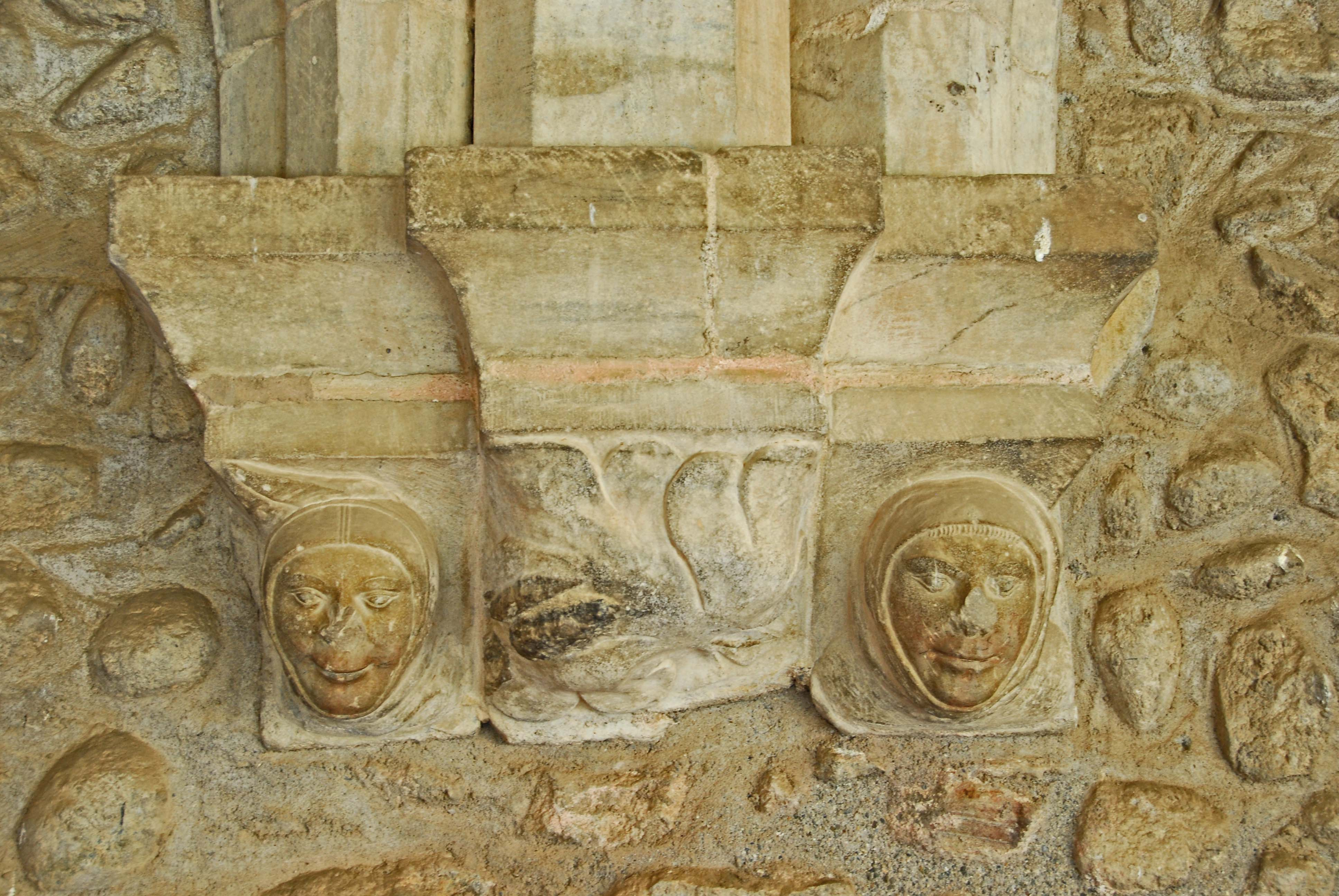
Westgalerie, Rippenauflager an der Wand

Zusammenfassung Westgalerie: Nach einer Unterbrechung, die etwa ein halbes Jahrhundert andauerte, wurden die Arbeiten am Nordabschluss der Westgalerie wieder aufgenommen. Um dem Kreuzgang ein möglichst einheitliches Aussehen zu verleihen, erhielt man auch hier den Aufbau der romanischen Südgalerie. Er wird charakterisiert durch Rundbogenarkaden auf Zwillingssäulen, die durch rechteckige Pfeiler in vier Dreiergruppen aufgeteilt sind. Eine übertriebene Ehrfurcht gegenüber der älteren Plastik, die man auch als Mangel an Inspiration auslegen kann, führte dazu, dass man auch die Kapitellskulptur bis ins kleinste Detail nachzubilden versuchte. So zeigte der romanische Stil die Unfähigkeit zu einer Erneuerung. Dieser Unterwerfung unter die gewohnte Routine entging man damit, dass man sich bei den letzten Kapitellen dem gotischen Stil öffnete.

### Skulptur Nordgalerie
Die Nordgalerie ist nur kurze Zeit nach der Westgalerie gegen Ende des 13. Jahrhunderts erbaut worden und bietet dieselbe Dualität in ihrer künstlerischen Ausrichtung. Noch einmal versuchte man, romanische Motive nachzubilden. Dabei griff man allerdings nicht auf die Originale zurück, sondern die vorherigen Kopien der Westgalerie mussten als Vorbild zur Verfügung stehen. So sind die Arbeiten dieser vier Joche die schlechtesten im Kreuzgang. Es wird in beklagenswerter Weise ersichtlich, dass von dem völlig degenerierten Stil nichts mehr zu erwarten war.

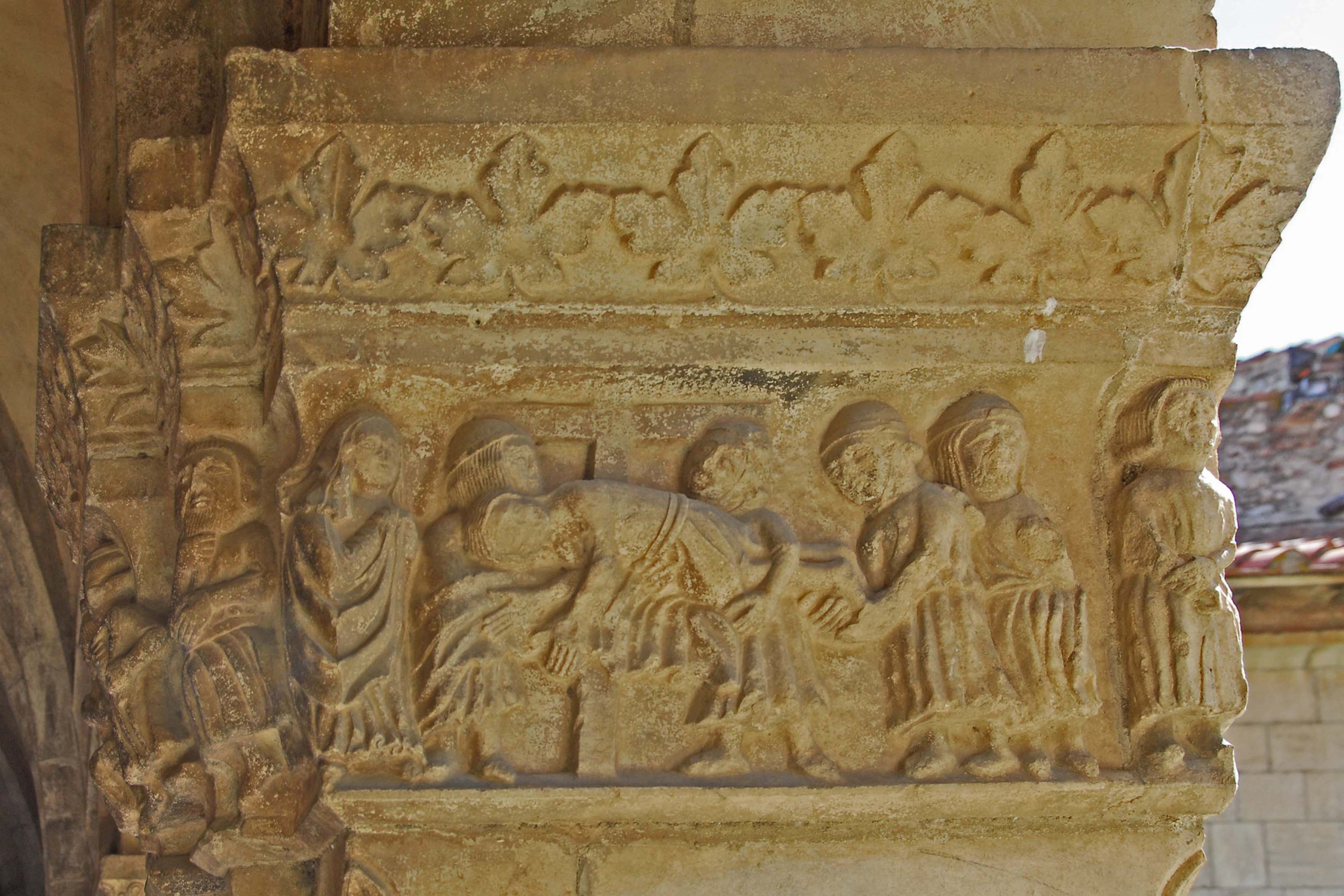
Nordgalerie, Pfeilerkapitell, Kreuzabnahme

Die gotischen Blattkapitelle, die nun immer zahlreicher wurden, sind in ihrem Aufbau auch nicht besonders gut, aber dennoch besser. Es finden sich sogar zwei figürliche Kapitellskulpturen, auf dem einen sind vier mit Tuniken bekleidete Atlanten dargestellt, auf dem anderen, das durch seinen merkwürdigen Zuschnitt auffällt, nehmen Engel mit erhobenen Armen und ausgestreckten Händen jeweils eine der beiden Seitenflächen ein. Schließlich ist auf einem Pfeiler eine Szene aus dem Martyrium der heiligen Eulalie dargestellt, der Schutzpatronin der Kathedrale. Es handelt sich um ihre Geißelung, die sich neben einer Kreuzabnahme befindet. Hier zeigt sich ein Fortschritt in der Formgebung und Modellierung des Reliefs. Die Stilwandlung zur Gotik hin bleibt aber noch sehr zurückhaltend.
Die Basen werden hier noch flacher, und auf den Ecken der Plinthen tauchen statt der Klauen verschiedene andere Motive auf, wie etwa Adler, Blätter oder Muscheln.

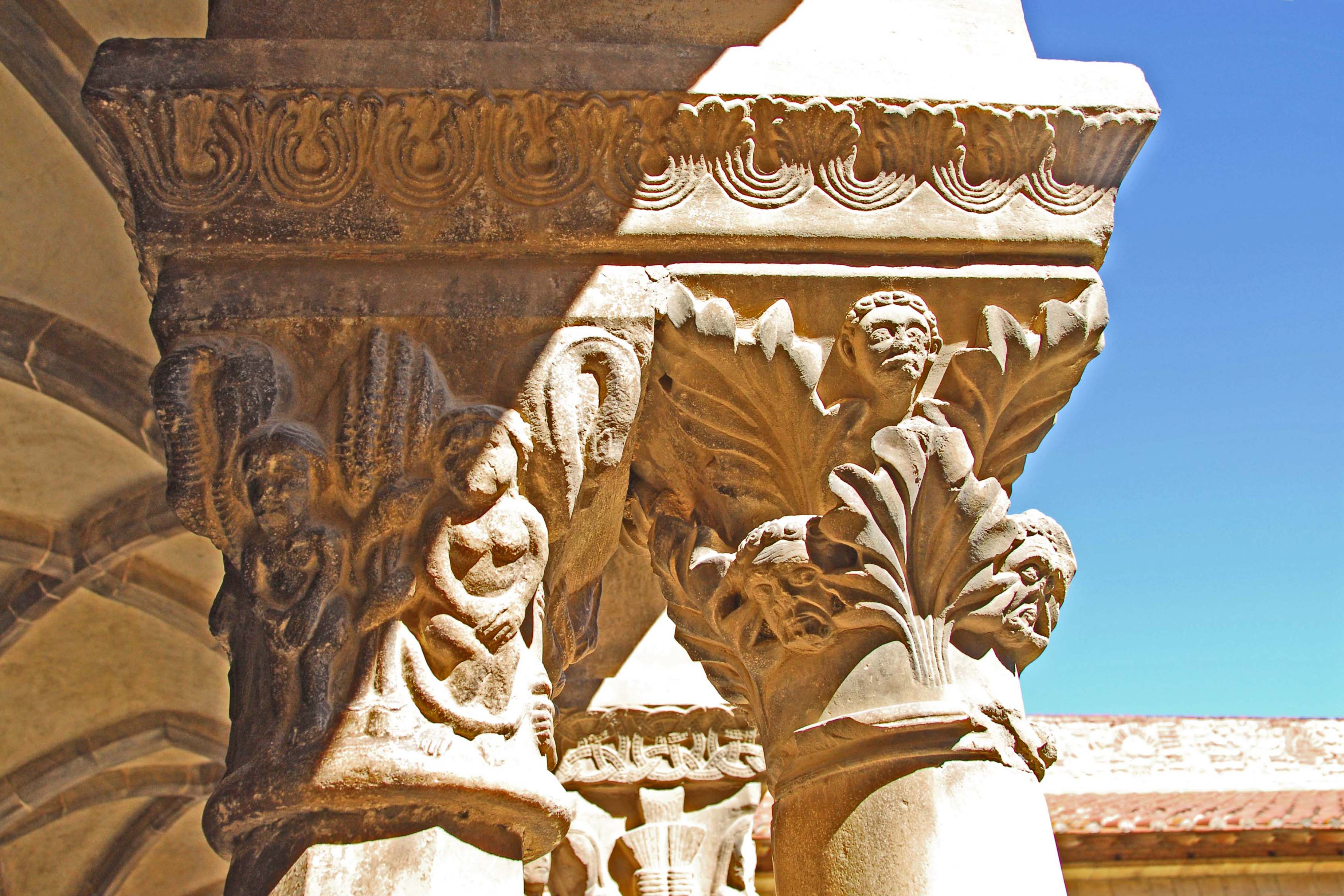
Ostgalerie, Säulenkapitelle

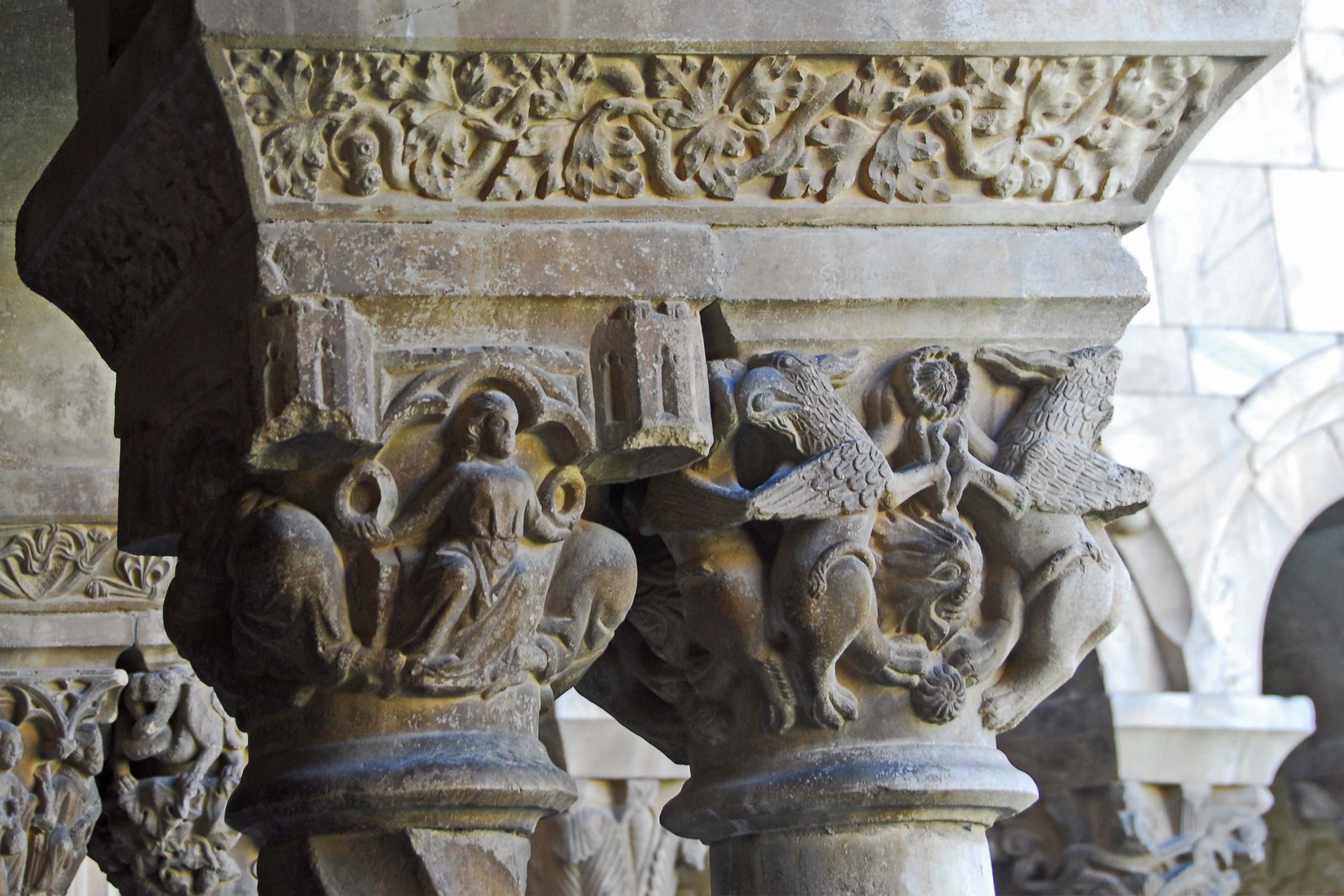
Ostgalerie, Säulenkapitelle

### Skulptur der Ostgalerie
Der Kreuzgang wurde in der ersten Hälfte des 14. Jahrhunderts fertiggestellt, zu einer Zeit, als die Skulptur im Roussillon eine wahre Renaissance erfuhr. Es dominierte jedoch immer noch der Wille, das Bauwerk als harmonisches Ganzes zu gestalten, und deshalb wurde in der Ostgalerie die Anlage und Aufteilung der Arkaden beibehalten. Die Skulpturen gehörten jedoch dem gotischen Stil an.
Die Kapitelle sind dort weniger hoch, dafür aber stärker angeschwollen, die Kompositionen sind deutlich bewegter und die Motive scheinen eher auf den Hintergründen aufgelegt zu sein, statt mit dem Kapitellkörper eine Einheit zu bilden. Es handelt sich meistens um reale oder auch imaginäre Tiere, so etwa Widder, die einander gegenüberstehen, Adler mit ausgebreiteten Flügeln, geflügelte Drachen mit krummen Schnäbeln oder langen Schwänzen. In diese Tiermotive fügten sich auch einige menschliche Figuren ein, wie etwa Adam und Eva, oder das Gleichnis vom reichen Mann und dem armen Lazarus. Aber diese Erzählungen bleiben auf die Kämpfer der Pfeiler beschränkt. An dieser Stelle entwickelt sich auch ein Zyklus der Kindheit Jesu. Er reicht von der Verkündigung, über die Heimsuchung, die Geburt, die Anbetung der Könige, den betlehemischen Kindermord, die Flucht nach Ägypten bis zur Darstellung im Tempel. Das Ensemble wird von zwei Szenen komplettiert, die nicht zu diesem Zyklus gehören, und zwar den Tod der Jungfrau und die Szene „Noli me tangere“, in der Christus nach seiner Auferstehung Maria Magdalena erscheint.
Alle diese Kompositionen weisen Verbindungen mit der gotischen Kunst des Nordens auf. Die Vermittlung erfolgte wahrscheinlich über Elfenbeinschnitzereien, die von kleinen Arkaturen umgeben waren. Dennoch brachten die Künstler, die aus dieser Gegend stammten und wohl zur Familie Campredon gehörten, bei der Ausführung der Skulptur ihren ganz persönlichen Stil mit ein. Dieser ist auch auf den Figurenkapitellen, den Schlusssteinen der Gewölbe und verschiedenen Grabsteinen für kirchliche Würdenträger im Kreuzgang auszumachen.

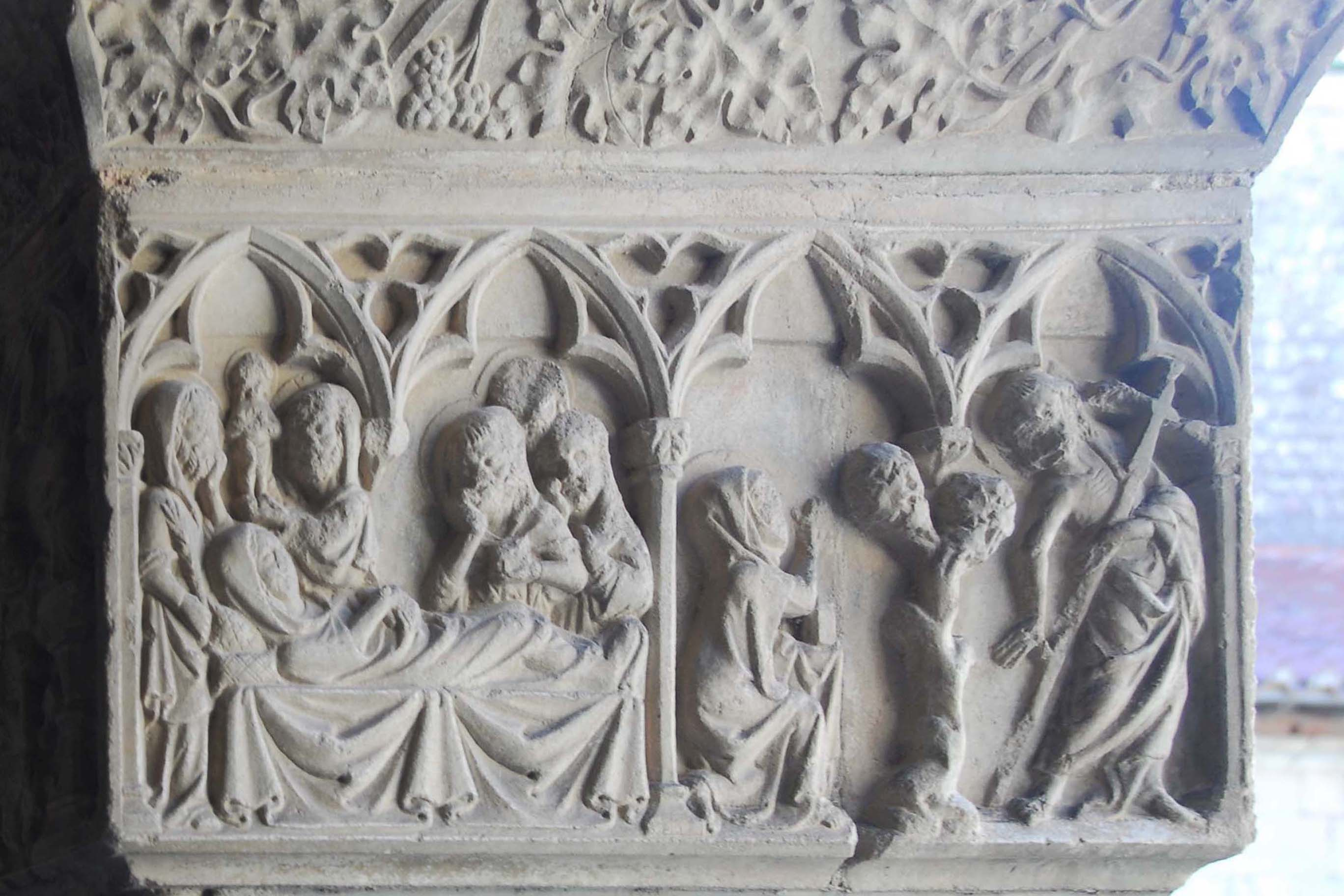
Ostgalerie, Pfeilerkapitell, Leben Jesu
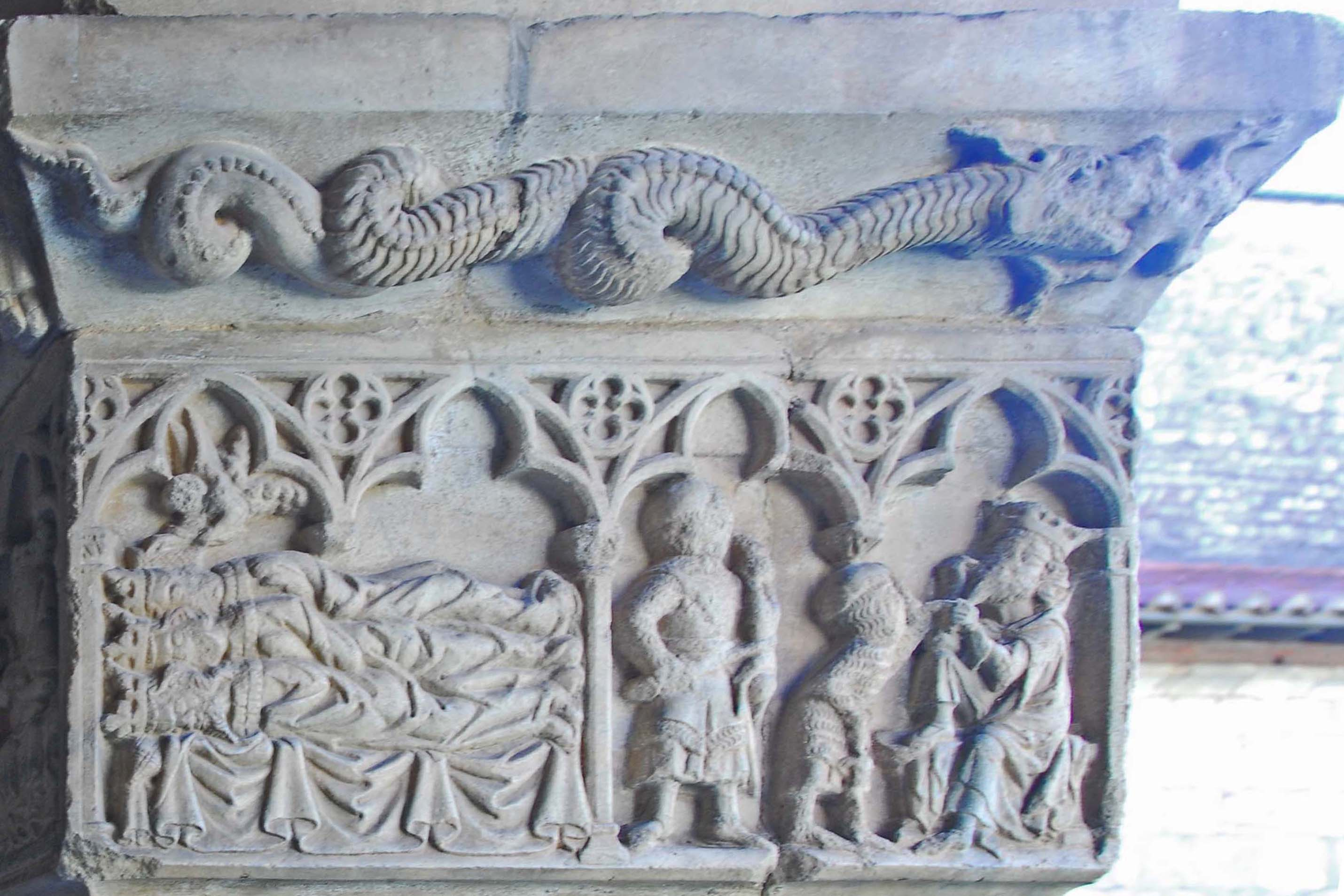
Ostgalerie, Pfeilerkapitell, Leben Jesu, Die drei Könige empfangen die Botschaft; Kindermord des Herodes
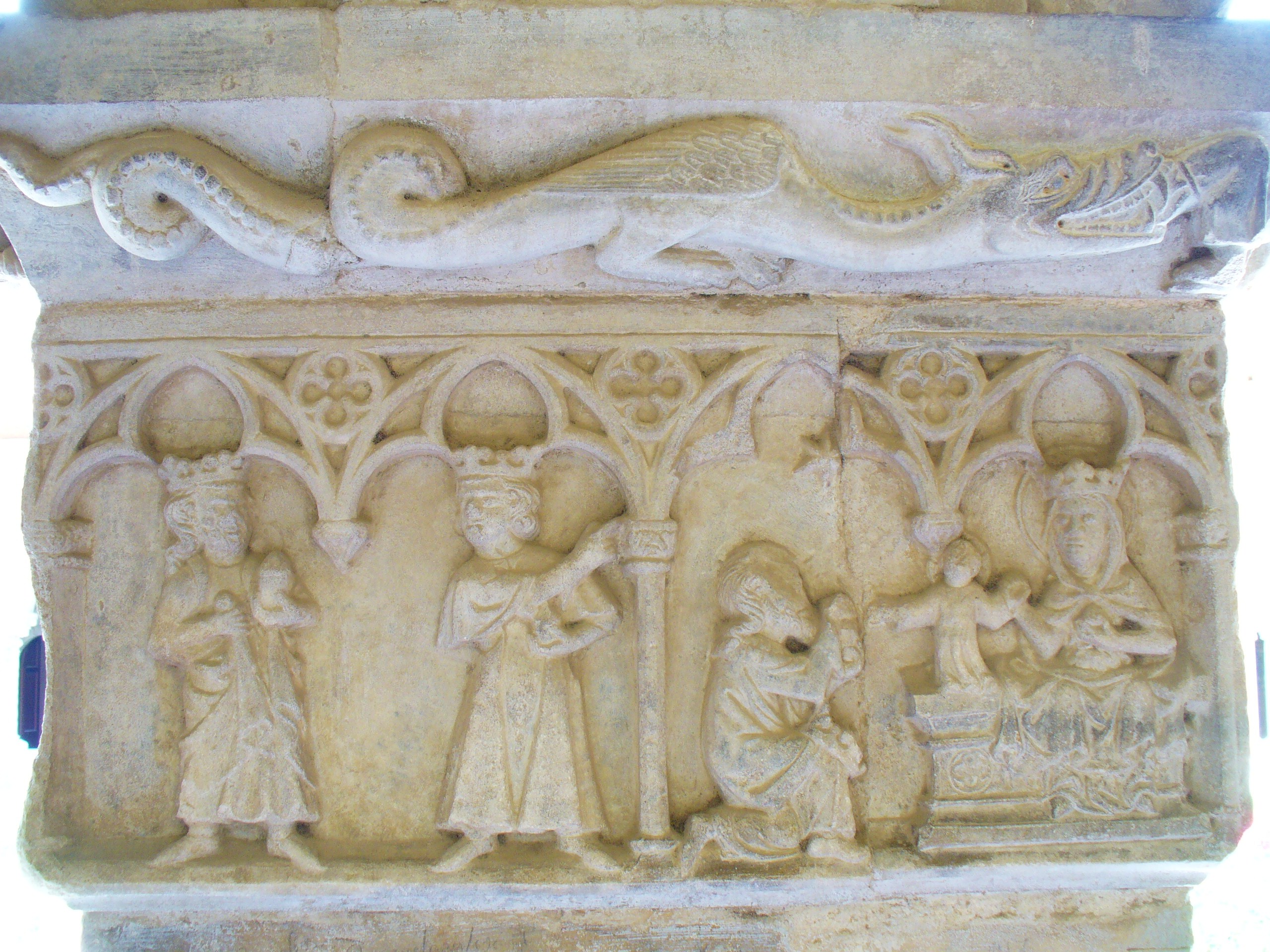
Ostgalerie, Leben Jesu, Anbetung der Könige
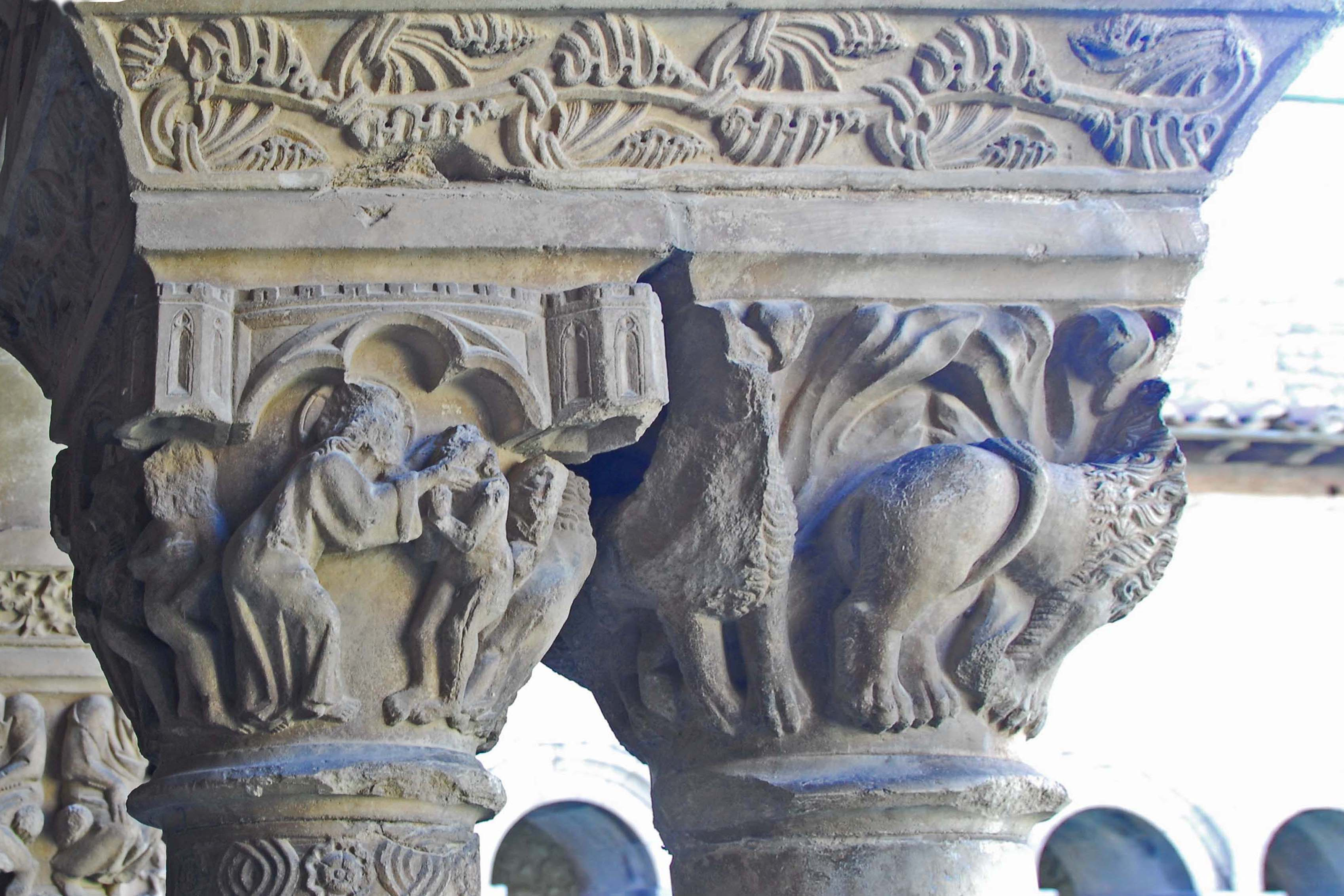
Ostgalerie, Säulenkapitelle

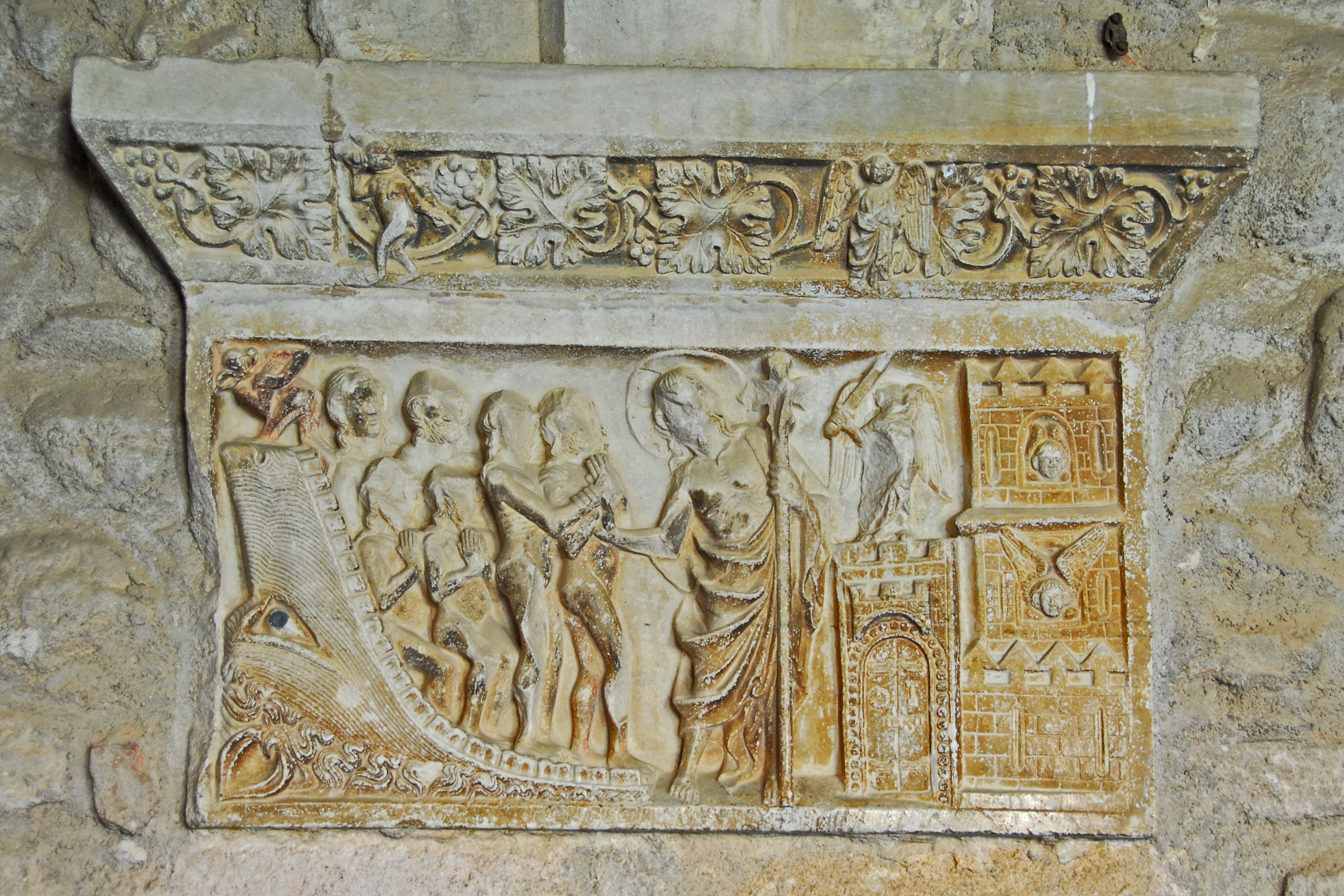
Südgalerie, Tafel unter Rippenansatz, Höllenfahrt

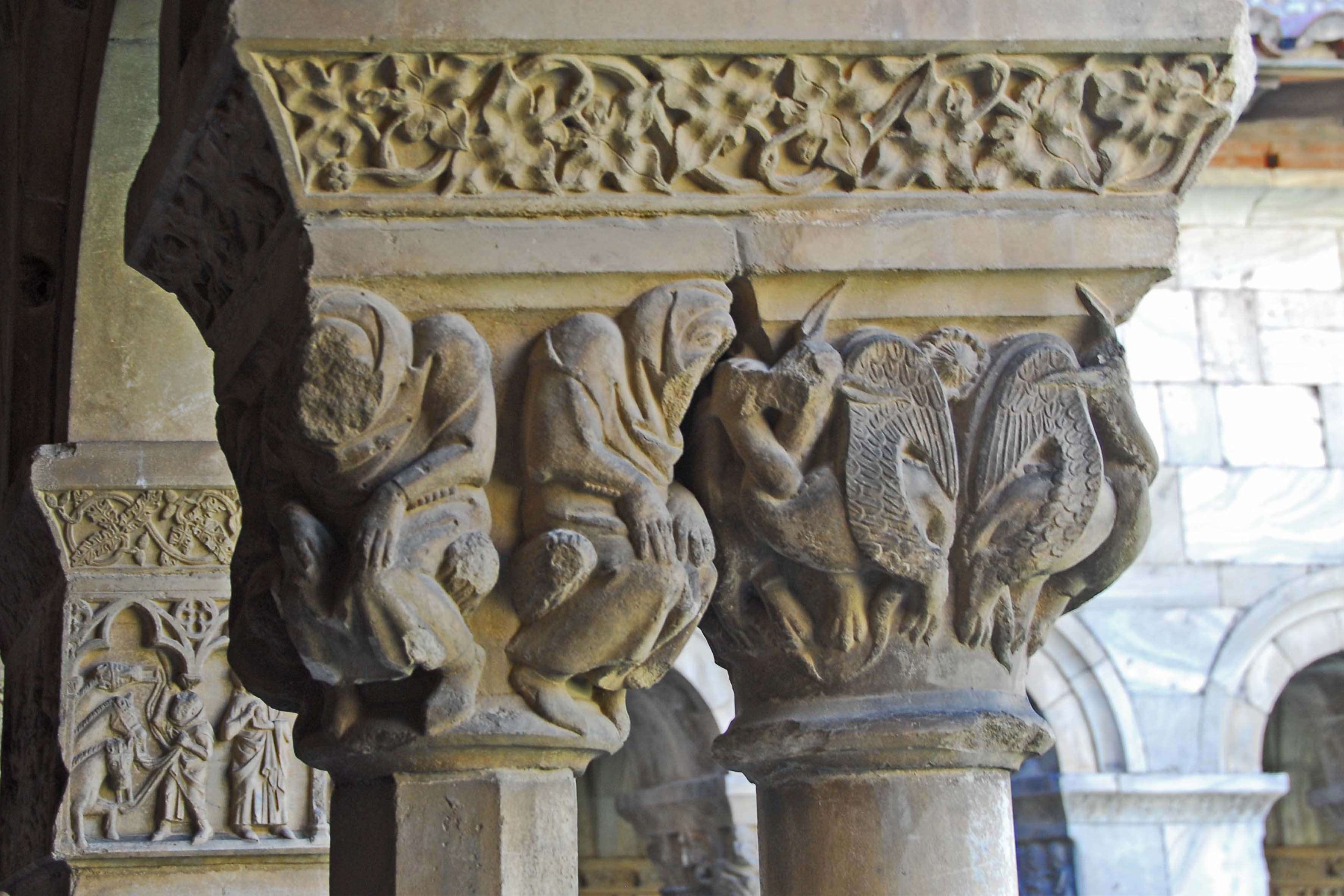
Ostgalerie, Säulenkapitelle

#### Gotischer Zyklus der Passion und der Himmelfahrt
Die Chorherren wollten den zwischen 1310 und 1320 geschaffenen Zyklus der Kindheitsgeschichte durch eine Serie von Bildern der Passion und der Himmelfahrt Christi ergänzen. Diese entstanden als Halbrelief auf Steintafeln, die man unter den Rippenansätzen des Gewölbes befestigte. Unter den neuen Kompositionen unterscheidet man zwei Gruppen, die sich sowohl in ihrem Stil, wie auch im Ort ihrer Anbringung unterscheiden.

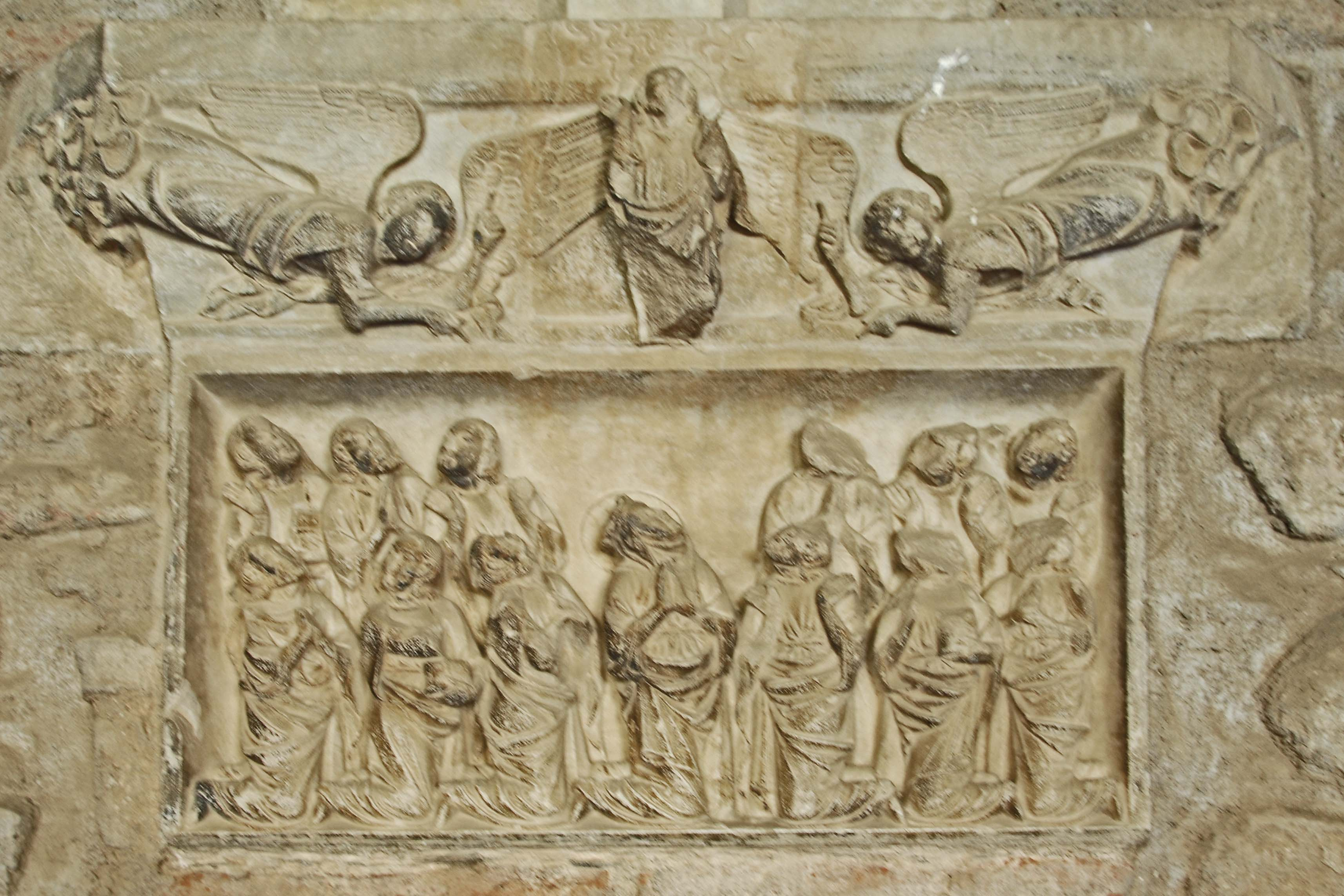
Südgalerie, Tafel unter Rippenansatz, Himmelfahrt Christi

Die ältere Gruppe komplettiert die Dekoration der Ostgalerie. Die vier Szenen sind wie die auf den Pfeilern angeordnet, und zwar die Geißelung, der Gang nach Golgotha, die Kreuzigung und die Kreuzabnahme. Die Bildhauer des Kindheitszyklusses schufen auch diese Skulpturen, was an stilistischen Gemeinsamkeiten zu erkennen ist.
Erst nachdem die Ostgalerie gegen Mitte des 14. Jahrhunderts fertiggestellt war, wurde die Südgalerie überwölbt, die bis dahin eine schlichte Holzbalkendecke trug. Unter den Ansätzen der spitzbogigen Rippen verlängerte man den Passionszyklus, der in der vorherigen Galerie begonnen worden war, und vervollständigte ihn durch einen Zyklus der Himmelfahrt. So finden sich in der Südgalerie folgende fünf Halbreliefs an der Wand zur Kathedrale: Grablegung, Höllenfahrt, Auferstehung, Himmelfahrt Christi und Pfingsten.

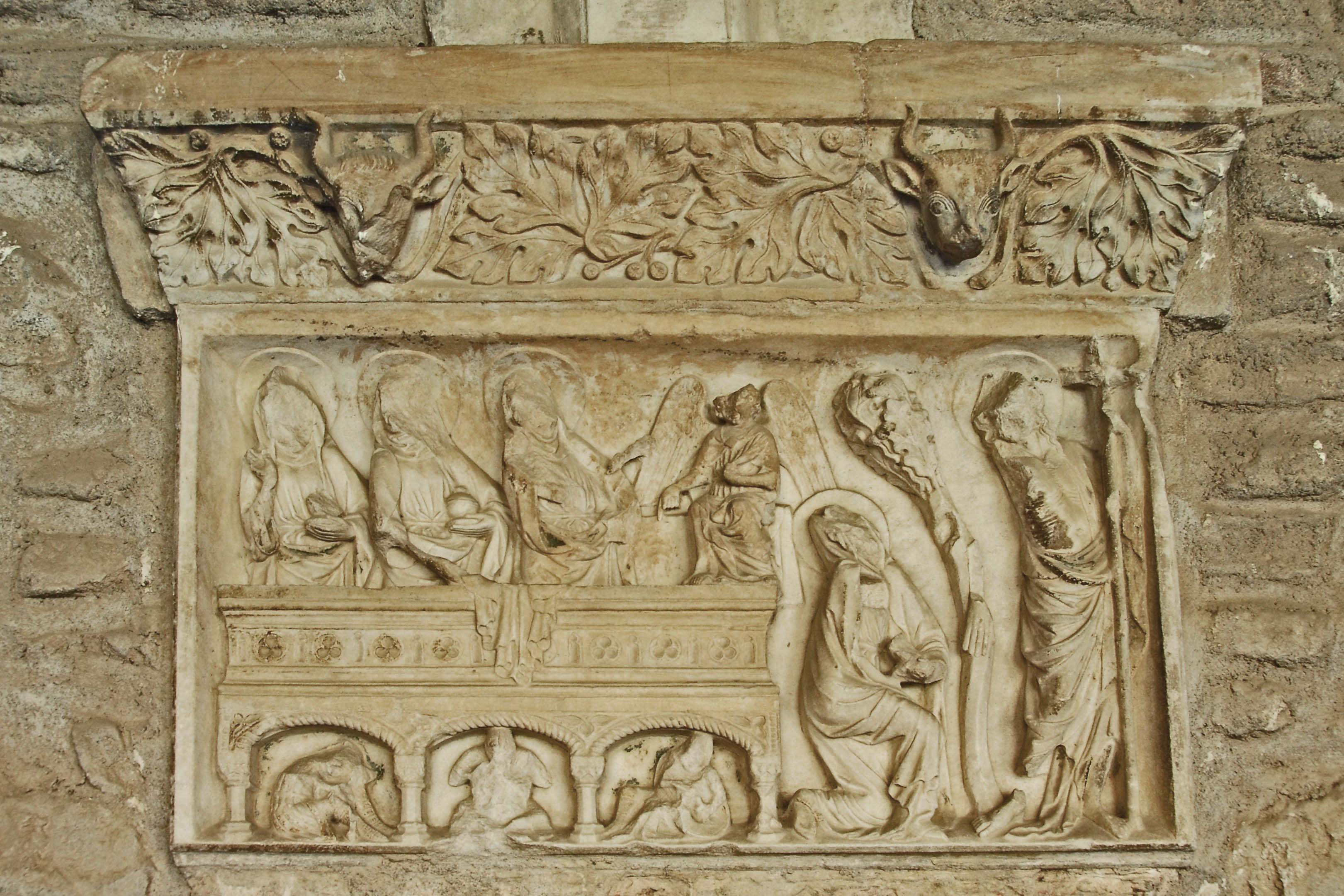
Südgalerie, Tafel unter Rippenansatz, Frauen am leeren Grab, Auferstehung

Eine bedeutende Weiterentwicklung des Stils führte zu einer gänzlichen Umgestaltung der Komposition. Bis dahin hatten die gotischen Bildhauer in Elne die Szenen unter spitzbogigen Arkaturen dargestellt. Diese recht bequeme Lösung führte allerdings oft zu Unzulänglichkeiten bei der Proportionierung. Nun aber sind die Künstler selbstsicherer geworden und verzichteten auf dieses Gestaltungsmittel. Sofort wurden ihre Werke qualitativ besser, insbesondere da sie für die Figuren nunmehr einen schlankeren Kanon und raffiniertere Draperien verwendeten. Diese um das Jahr 1340 anzusetzende Entwicklung verläuft parallel zu einer kompositionellen Vereinfachung bei einigen französischen Elfenbeinschnitzereien.

### Skulptur der Arkaturen des ehemaligen Kreuzgang-Obergeschosses
Über die Darstellungen, die Anordnungen und den Ablauf der Entstehung der Kapitelle des Kreuzgang-Obergeschosses, das fast komplett im Jahr 1827 abgebrochen worden ist, geben die bekannten Quellen keine Auskunft. Es müssen dort, wie im Erdgeschoss, 64 Stück, oder 32 Paare, zuzüglich der 12 quadratischen Pfeiler, gewesen sein. Davon sind im 19. Jahrhundert immerhin 12 Kapitelle oder 6 Säulenpaare wieder aufgetaucht, die heute im Schlosshof von Villevêque (Maine-et-Loire) zu betrachten sind. Auch über deren Skulptur geben die Quellen keine Auskunft.

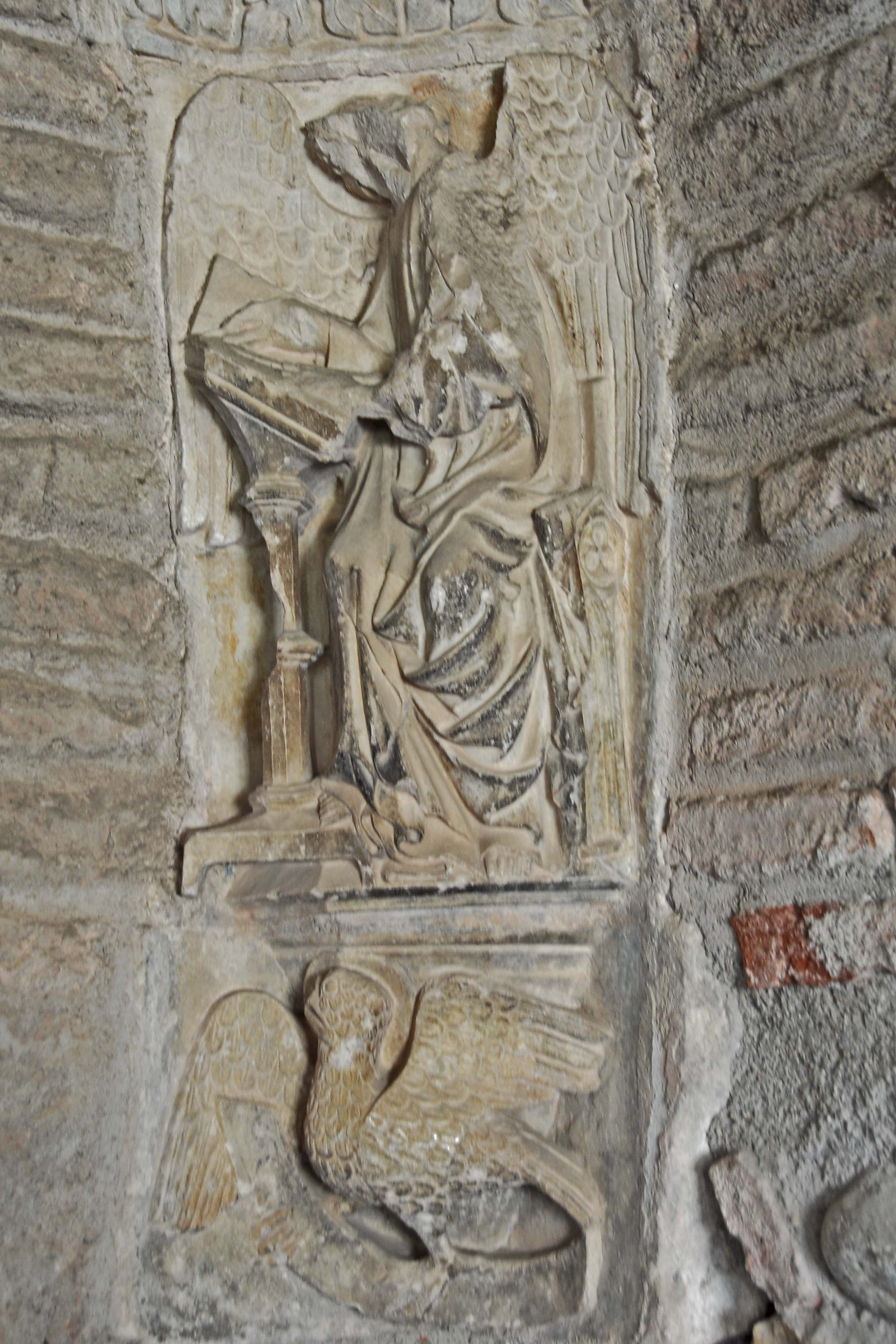
Südgalerie, SO-Ecke, Skulptur Engel mit Buch